# 池袋站

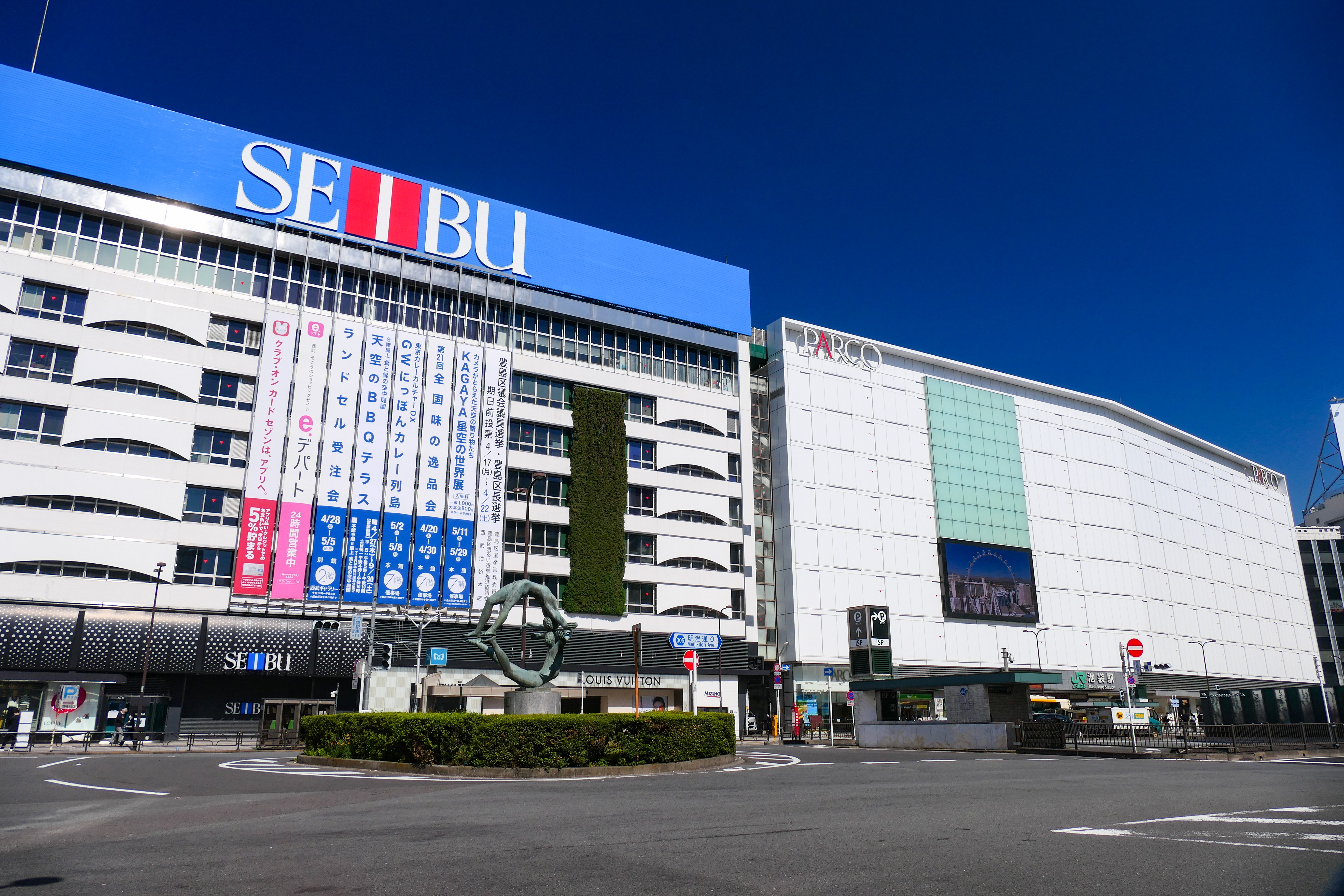
池袋東口，左面是西武池袋，右面是JR池袋

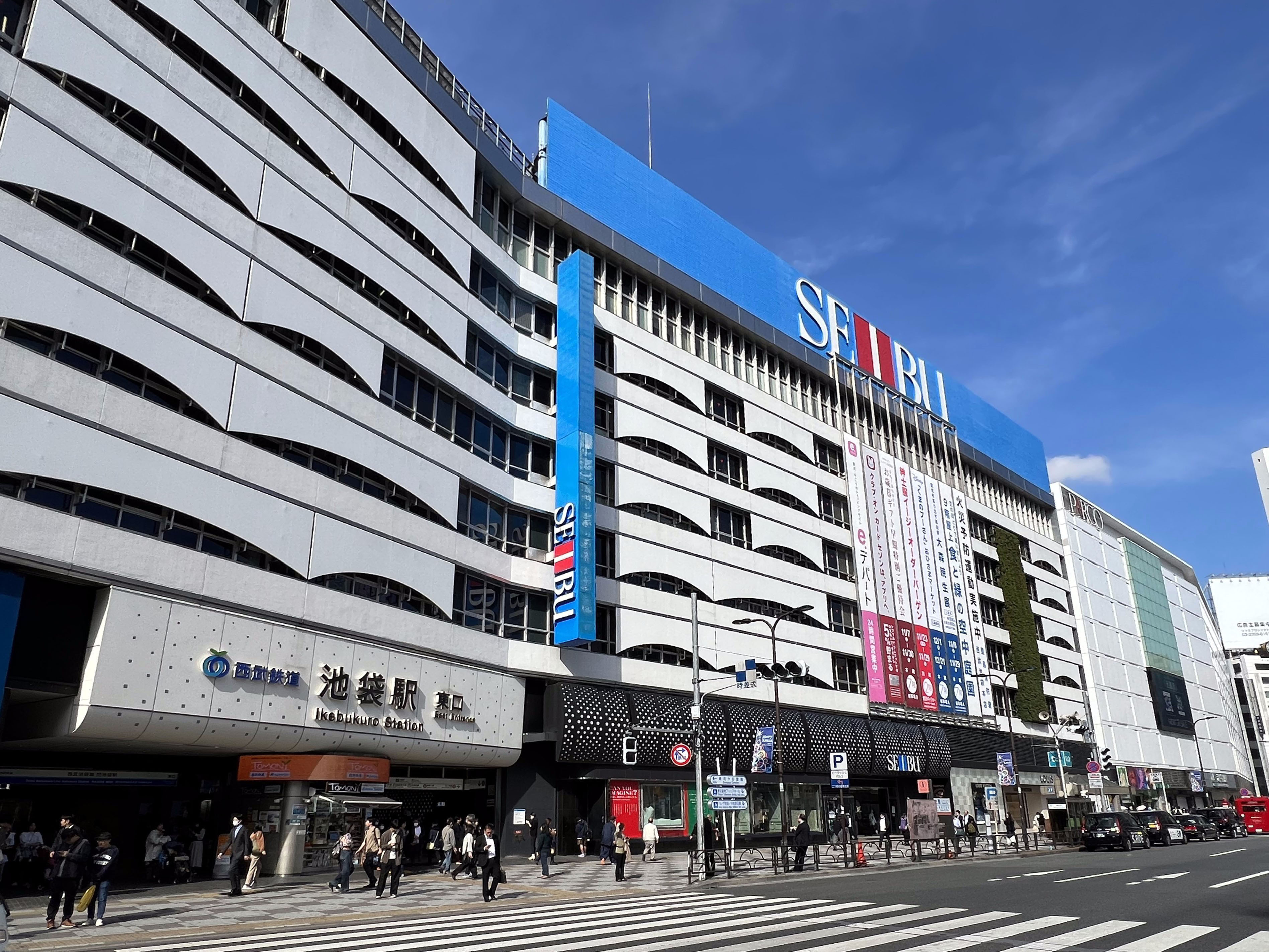
池袋東口

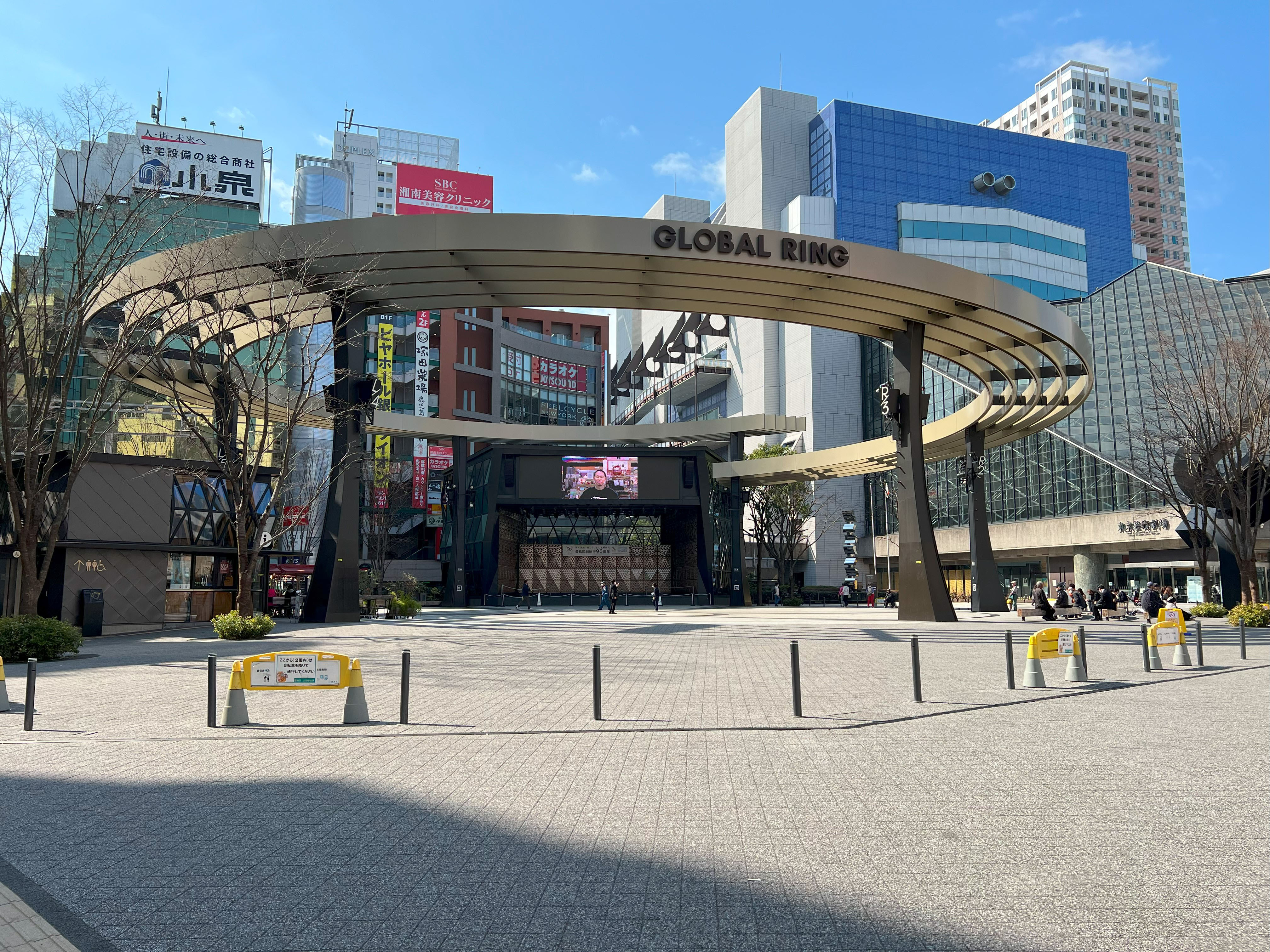
池袋西口公園

池袋站（日语：／ Ikebukuro-eki */?）位於日本東京都豐島區，是東日本旅客鐵道（JR東日本）、東武鐵道（東武）、西武鐵道（西武）、東京地下鐵等業者共站的鐵路車站，為東京都心西北向的鐵道樞紐。
池袋站位於池袋的中央地帶，路線包括JR東日本的山手線、湘南新宿線（高崎線、宇都宮線）、埼京線（赤羽線）、東武東上線、西武池袋線、丸之內線、有樂町線、副都心線等共8條路線，是首都圈乃至於日本代表性的交通樞紐。池袋站每日乘客约270萬，僅次於新宿站成為世界第2位繁忙的鐵路車站。

## 概要
位於山之手區域3大副都心之一－池袋的鐵路轉站。整體1日平均使用人數約262萬人，年使用人數達約9億5760萬人，是JR東日本僅次於新宿站的第2大站，東武、西武、東京地下鐵的最大站。
現在此站共有8條路線停靠，有較多東京都西部與埼玉縣西南部的民眾使用，車站周邊也以許多埼玉縣民活動聞名。以本站為中心吸引了許多百貨店進駐，形成大型的繁華街、歡樂街。

### 停站路線
以下有4間公司停靠總站。各路線都附有各自的車站編號。
- JR東日本 - 3字母簡寫「IKB」
  -  山手線 - 車站編號「JY 13」
  -  埼京線 - 車站編號「JA 12」
  -  湘南新宿線 - 車站編號「JS 21」
- 東武鐵道  東上本線 - 車站編號「TJ 01」、此站為起點
- 西武鐵道  池袋線 - 車站編號「SI01」、此站為起點，列車直通練馬站分岐的豐島線。
- 東京地下鐵
  -  丸之內線 - 車站編號「M 25」、此站為起點
  -  有樂町線 - 車站編號「Y 09」
  -  副都心線 - 車站編號「F 09」

JR東日本在軌道名稱上分為山手線與赤羽線兩路線（詳細參見各路線的條目以及「鐵道路線的名稱」），所屬線為山手線。赤羽線以本站為起點。一般列車的運行系統分為以下三系統，旅客資訊也以以下系統名稱介紹。
- 山手線：行走新宿方向－此站－田端方向電車線的環狀線電車
- 埼京線：與新宿站方向的山手貨物線、赤羽線直通運行。現在不會在旅客資訊內使用「赤羽線」的稱呼。經新宿站可直通臨海線，經赤羽站可直通川越線。
- 湘南新宿線：新宿方向－此站－田端信號場貨物站（日语：田端信号場駅）之間行駛山手貨物線，田端信號場貨物站－赤羽方向行駛東北貨物線。1988年起東北本線（宇都宮線）、高崎線列車以本站為起訖站，2001年起經新宿站直通至東海道本線、橫須賀線，成為現在的形態。

全部JR特急列車與湘南新宿線行駛同一軌道至本站，包括新宿站經東北本線直通東武日光線的「日光」「SPACIA日光」「鬼怒川」「SPACIA鬼怒川」和新宿站起訖直通高崎線的「赤城」班次。
另外，依據特定都區市內制度，本站屬於「東京都區內」與「東京山手線內」。

### 構想路線
- 新增豐島區往Green大通（日语：東京都道435号音羽池袋線）的LRT（規劃為超低底盤電車）。
  - 2004年，作為「池袋副都心再生計畫」的一環，公布從東口往都電荒川線雜司谷、東池袋四丁目、陽光城的路線[1]。

- 池袋、竹之塚新線（日语：池袋・竹ノ塚新線）

## 歷史

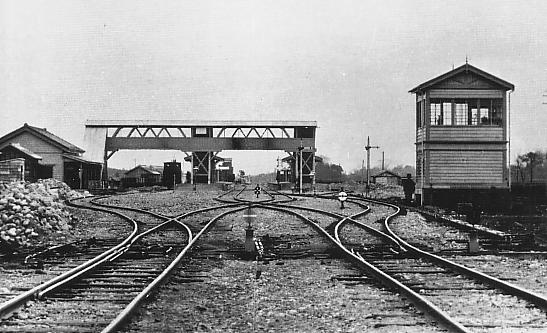
明治時期的池袋站

古時，池袋為農村地帶。1885年，現在赤羽線、山手線的赤羽～品川間通車，池袋未設站。之後，1903年興建往田端分歧的支線，最初是計畫在目白分岐，但因地形限制與居民反對等因素下改為池袋，並開設車站。東武在1914年、西武在1915年、東京地下鐵在帝都高速度交通營團（營團地下鐵）時代的1954年陸續設站。

### JR東日本
- 1902年（明治35年）5月10日：日本鐵道品川線（品川至赤羽）開設池袋信號站。
- 1903年（明治36年）4月1日：升格為客運車站，同日豐島線（池袋至田端）開業。
- 1906年（明治39年）10月23日：開設貨運服務。
- 1906年（明治39年）11月1日：日本鐵道國有化（日语：鉄道国有法）。
- 1909年（明治42年）10月12日：制定路線名稱，車站被編入山手線管轄。
- 1945年（昭和20年）4月13日：太平洋戰爭中車站遭美軍空襲，站房被炸毀。附近的運輸通信省池袋電車區也遭到空襲，當時停放的151輛電力動車組、13輛客車、123輛貨車和2輛機車全數被炸毀。
- 1980年（昭和55年）5月20日：停止貨運服務。
- 1983年（昭和58年）：增建1座月台，並將赤羽線列車從現時的8號月台遷至新建的月台並改為10輛編組。舊4號月台暫時廢除。
- 1985年（昭和60年）9月30日：埼京線正式投入服務。
- 1987年（昭和62年）4月1日：國鐵分割民營化，車站由JR東日本接手經營。
- 1988年（昭和63年）3月13日：由於部份東北本線、高崎線列車使用本站，再增建1座月台。
- 1990年（平成2年）：舊4號月台改為8號月台重新啟用。
- 1991年（平成3年）3月19日：特急列車「成田特快」開業。
- 1992年（平成4年）6月：由於大都會廣場開業，新設連接各月台的天橋和開設大都會廣場出口。
- 1996年（平成8年）4月11日：7、8號月台發生池袋站構內大學生殺人事件（日语：池袋駅構内大学生殺人事件）。
- 2001年（平成13年）11月18日：啟用IC卡Suica。
- 2001年（平成13年）12月1日：湘南新宿線開業。
- 2004年（平成16年）6月：更改埼京線和湘南新宿線的月台編制，透過將相同行駛方向的列車組合至相鄰月台開出，減少混亂的情況。月台配置從1、2號月台停靠湘南新宿線；3、4號月台停靠埼京線，更改為1、4號月台停靠埼京線；2、3號月台停靠湘南新宿線。
- 2006年（平成18年）3月18日：東武線直通特急列車「（SPACIA）日光、鬼怒川」開業。
- 2008年（平成20年）3月10日：全色LED列車班次資訊顯示板投入服務。

### 東武鐵道
- 1914年（大正3年）5月1日：東上鐵道線（現在的東武東上本線）池袋站開業。
- 1962年（昭和37年）5月29日：車站上蓋的東武百貨開業。
- 1983年（昭和58年）10月：因為國鐵增建月台，決定不再跟隨國鐵的月台編號。原5至9號月台重編為1至5號。
- 1992年（平成4年）6月：完成東武百貨擴建工程和對應大都會廣場的改裝工程。同時廢除位於現時大都會廣場的折返線。引入發車音樂。
- 2007年（平成19年）3月18日：啟用IC卡PASMO。
- 2008年（平成20年）6月14日：開始營運座位定員制列車「TJ Liner」。同時5號月台成為TJ Liner月台。變更發車音樂。
- 2011年（平成23年）3月12日：開始販售經由本站的二區間定期券。
- 2015年（平成27年）6月14日：發車音樂採用古典音樂。
- 2018年（平成30年）4月21日：1號月台啟用月台閘門[報道 1]。
- 2019年（平成31年・令和元年）
  - 3月2日：2、3號月台啟用月台閘門[報道 2]。
  - 3月22日：「北口」「南口」改為「西口（北、南）」[2]。
  - 12月21日：4號月台啟用月台閘門[報道 3]。

### 西武鐵道
- 1915年（大正4年）4月15日：武藏野鐵道線（現在的西武池袋線）池袋站開業。
- 1922年（大正11年）：進行電氣化工程（1500V直流電）。
- 1935年（昭和10年）：京濱百貨公司、菊屋百貨公司開業。（1940年被合併為武藏野百貨公司）。
- 1945年（昭和20年）4月13日：車站遭美軍空襲，站房被炸毀。
- 1949年（昭和25年）：武藏野百貨公司改稱為西武百貨，並加建一層後開業。其後於1960年前期在進行加建工程。
- 1963年（昭和38年）：10輛編組列車投入服務，是首家私鐵投入的10輛編組列車。
- 1964年（昭和39年）：池袋Shopping Park（ISP）開業（從地下停車場改建而成）。
- 1969年（昭和44年）：開設特急班次「紅箭號」，並開始讓山手線貨運列車經本站進入西武路段。
- 1974年（昭和49年）：地下連絡通路開通（此前均需利用跨月台天橋）。
- 1976年（昭和51年）：武藏野線聯絡線（新秋津－所澤）開業，容許山手線貨物列車進入的措施被取消。當時被用作短絡線的側線則被用作留置線。
- 1980年（昭和55年）：完成車站大樓改善工程。
- 1994年（平成6年）：完成特急列車用月台改建工程。
- 1998年（平成10年）3月26日：原臨時剪票口改為西武南口，同時1號月台通往西武百貨的剪票口被廢除。
- 2001年（平成13年）：開始無障礙化工程。
- 2004年（平成16年）：近椎名町一邊的月台屋頂開始改裝為雲雀丘站的圓拱形設計。
- 2005年（平成17年）12月1日：延長1、2號月台，使其對應10輛編組列車（2006年3月訂正時間表後投入服務）。
- 2007年（平成19年）3月18日：啟用IC卡PASMO。
- 2010年（平成22年）4月1日：開始販售經由本站的特殊連絡定期券「だぶるーと」。
- 2016年（平成28年）3月5日：2號月台門增設月台門。
- 2017年（平成29年）度：除1、7號月台以外的全部月台設置月台門[3]。

### 東京地下鐵
- 1954年（昭和29年）1月20日：營團地下鐵丸之內線池袋站開業。當初在現在橫渡線的位置設置臨時月台。
- 1960年（昭和35年）11月6日：現在的丸之內線月台啟用（官方網站記載為「池袋本站」 （页面存档备份，存于））。
- 1974年（昭和49年）10月30日：營團地下鐵有樂町線池袋站開業。
- 1994年（平成6年）12月7日：營團地下鐵有樂町線新線新線池袋站開業。
- 1999年（平成11年）5月3日：女性站員開始執行深夜勤務（營團首次。與後樂園站、四谷站同時實施。）[4]。
- 2004年（平成16年）4月1日：營團地下鐵民營化，三個池袋站均由東京地下鐵接手管理。
- 2006年（平成18年）：丸之內線池袋站的月台門啟用。
- 2007年（平成19年）3月18日：啟用IC卡PASMO。
- 2008年（平成20年）4月1日：有樂町線新線新線池袋站的月台門啟用。
- 2008年（平成20年）6月14日：副都心線開業。新線池袋站改稱「池袋站」。
- 2009年（平成21年）
  - 3月26日：「Echika池袋」（エチカ池袋）商場開幕。
  - 11月27日：「Echika池袋」新擴商場「Esola池袋」（エソラ池袋）開幕。
- 2011年（平成23年）
  - 1月22日：有樂町線月台啟用月台門。
  - 2月25日：有樂町線開始使用發車音樂[5]。

## 車站構造
鐵道線路為南北走向，東側起分別為西武池袋線、JR山手貨物線（旅客導覽上是湘南新宿線）、JR赤羽線（旅客導覽上是埼京線）、JR山手線、東武東上線。月台東側有西武百貨店、Loft、PARCO，
西側則有東武百貨店與大都會廣場。東京地下鐵丸之內線、有樂町線、副都心線從此向東延伸，後兩者並在前方交會。車站與各百貨店、東西商店街、文化設施有地下自由通道連通。車站北側也設有地下通道。

### JR東日本

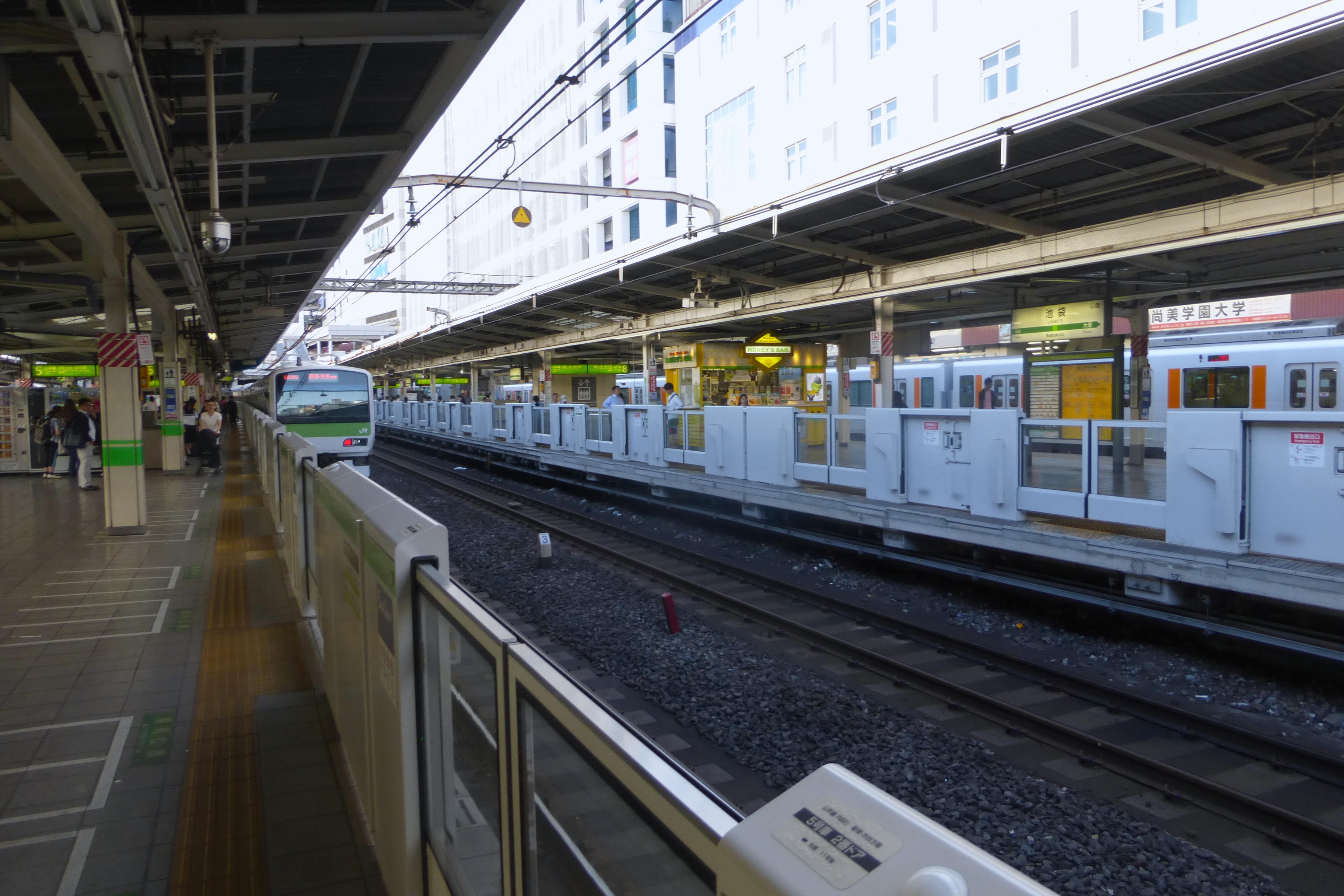
山手線月台（2015年6月）

JR池袋站是一個擁有4座島式月台8線的地面車站。本站有山手線、埼京線和湘南新宿線列車停靠，其中東側兩座跨月台轉車站式月台由埼京線和湘南新宿線共用，而西側兩座月台則是山手線專用月台。而來往新宿和東武日光線的特急列車「（SPACIA）日光、鬼怒川」班次則停靠湘南新宿線的月台。埼京線、湘南新宿線同方向列車停靠於同座島式月台，使用者可依據發車順序搭乘。
初期池袋站只有現時由山手線使用的兩座月台，但1980年代以後，因為增加了湘南新宿線和延長原有埼京線的服務範圍，所以本站的月台配置也按年有所改變。詳情請見國鐵、JR東日本池袋站月台變遷。
車站設有5個出入閘口，其中北口、中央北口、中央南口和南口均位於地底，連接三條東西向聯絡通道。大都會口則設於目白側天橋（跨站式站房），僅連通西口（東武東上線側），無法前往東口（西武池袋線側）。
連結月台與剪票口層的電梯與電扶梯位於中央南口～南口付費區內。

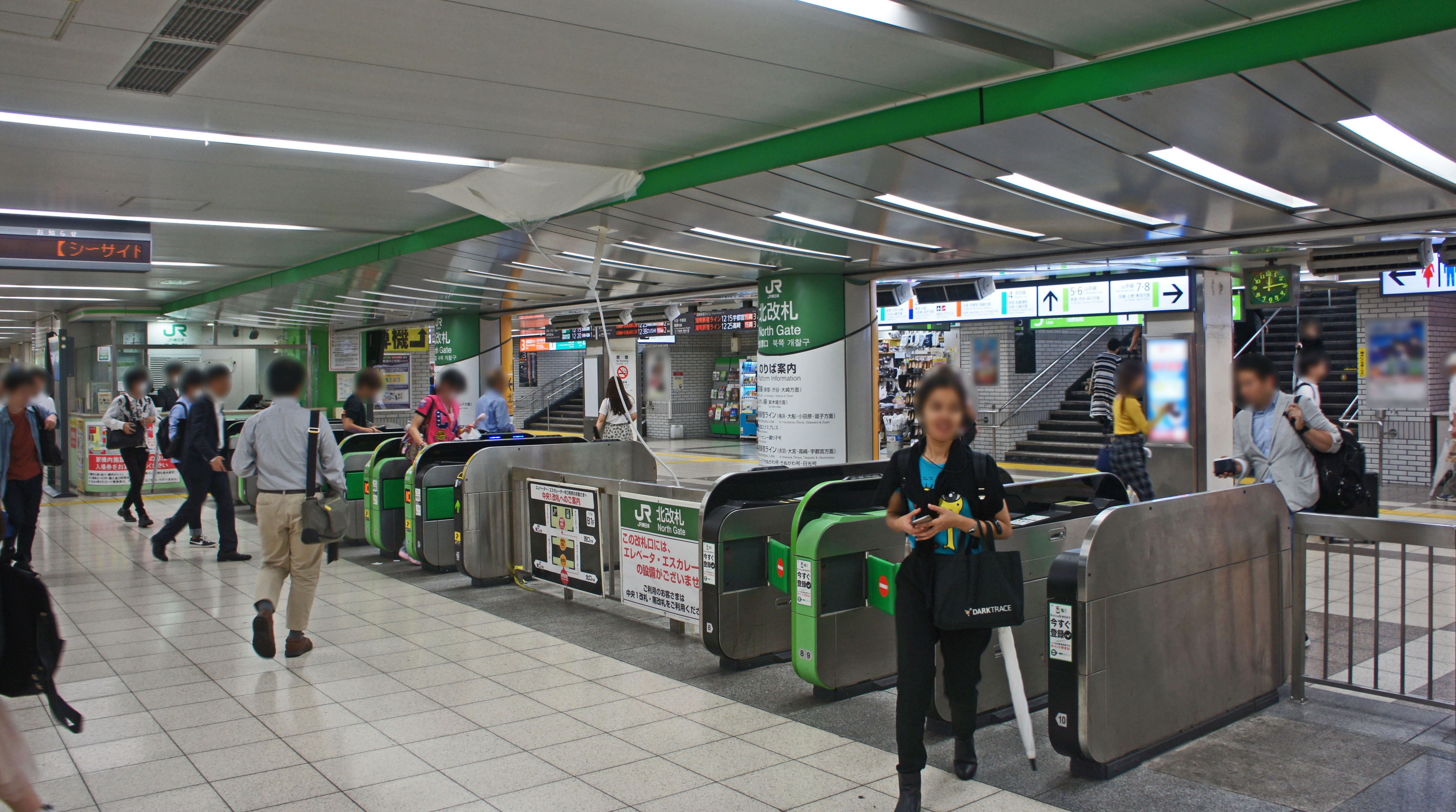
北口閘口（2019年9月）
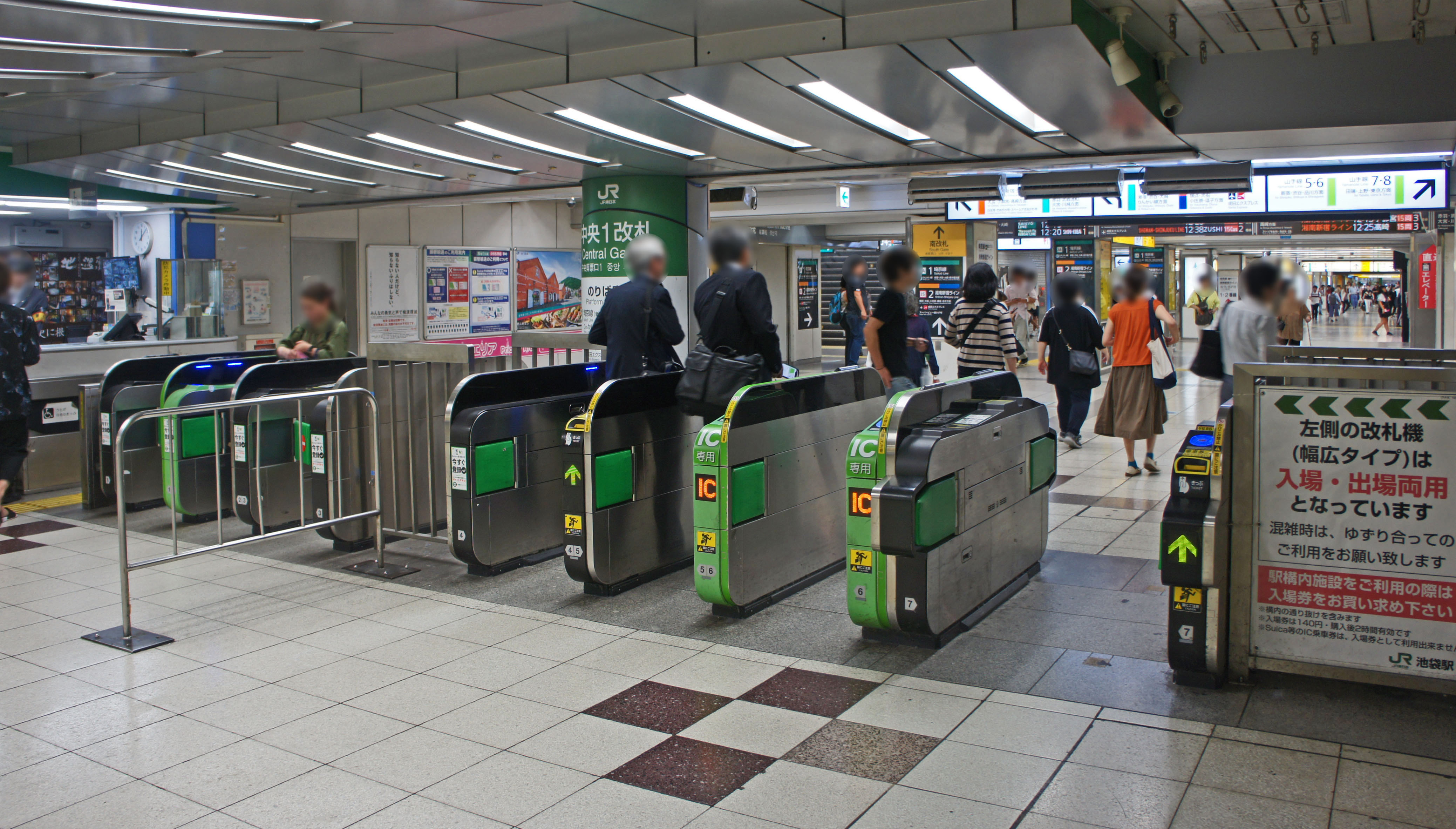
中央1閘口（2019年9月）
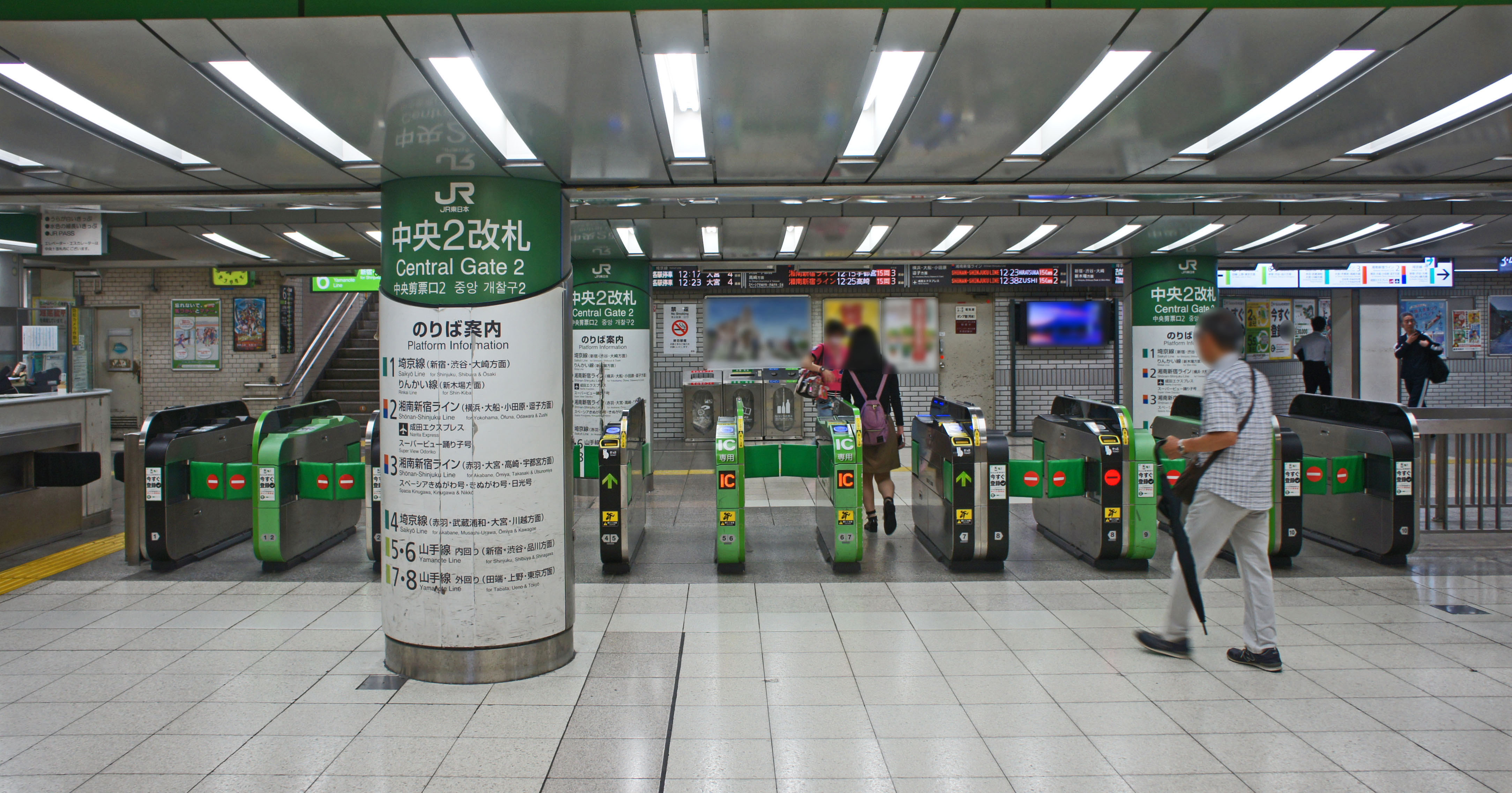
中央2閘口（2019年9月）
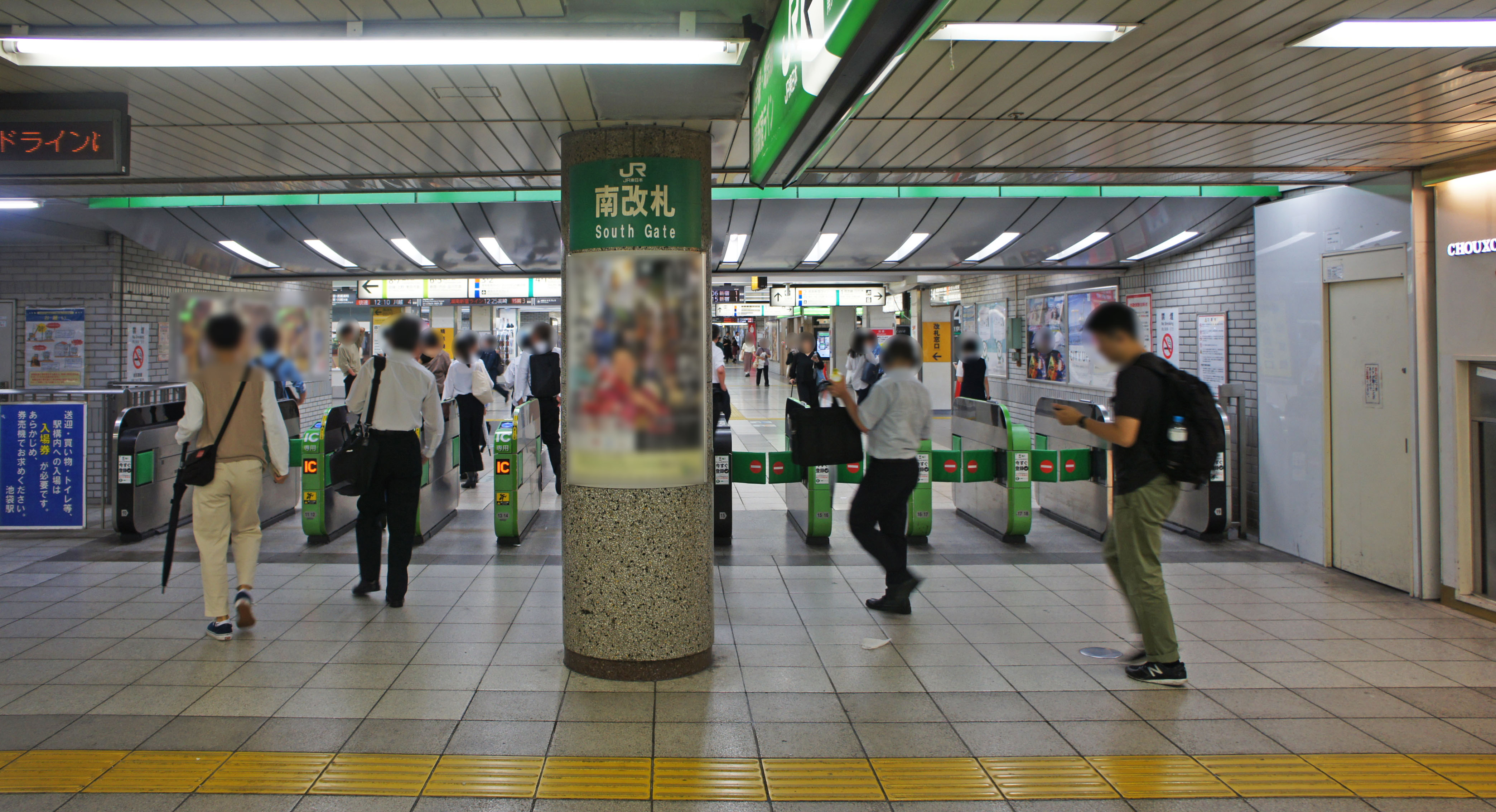
南口閘口（2019年9月）
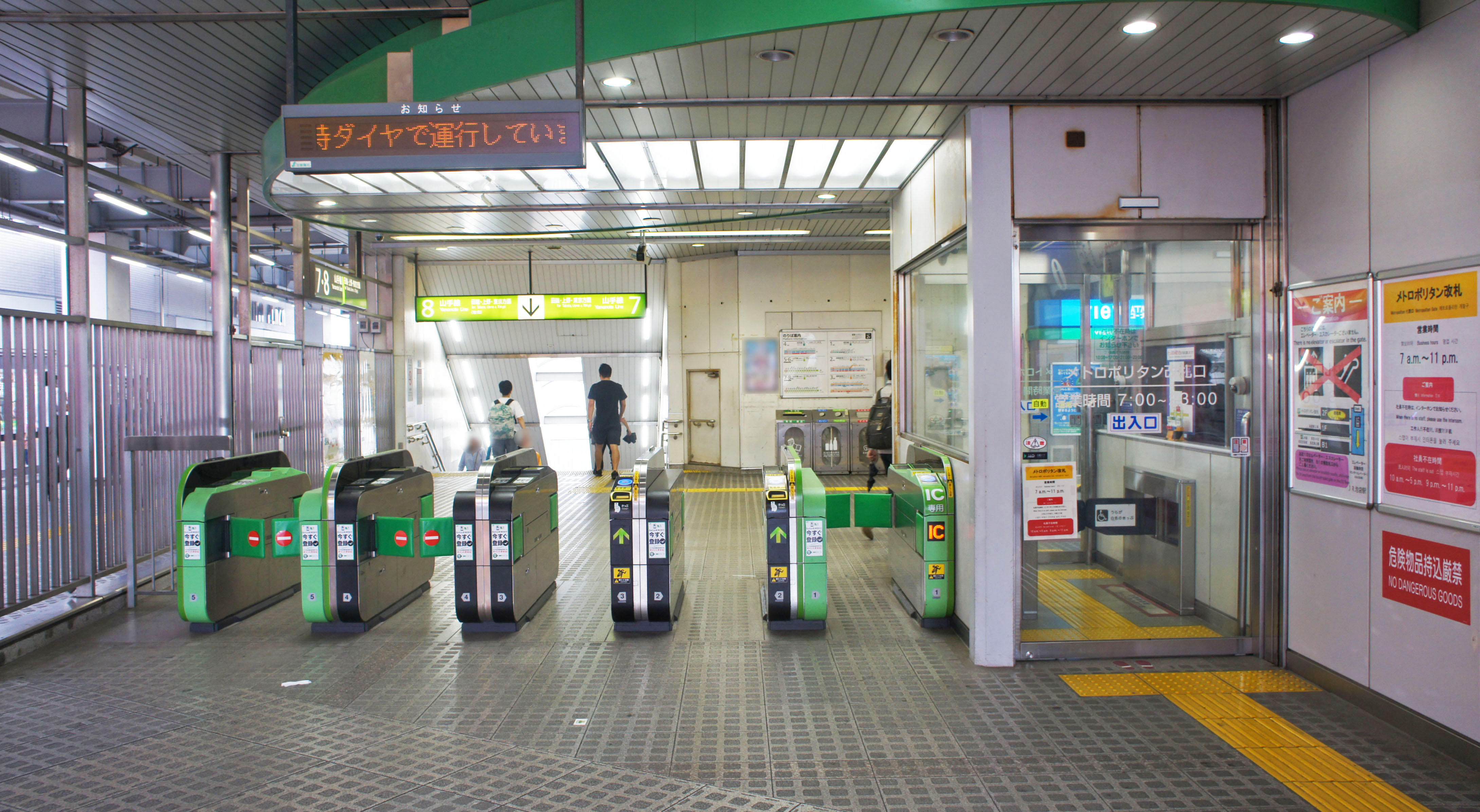
Metropolitan口閘口（2019年9月）

#### 月台配置
| 月台 | 路線       | 方向 | 目的地                         | 備註                                      |
| ---- | ---------- | ---- | ------------------------------ | ----------------------------------------- |
| 1    | 埼京線     | 南行 | 新宿、澀谷、大崎、新木場方向   | 經大崎站直通至 臨海線                     |
| 2    | 湘南新宿線 | 南行 | 橫濱、大船、小田原、逗子方向   | 經大船站直通至 東海道線、 橫須賀線        |
| 3    | 湘南新宿線 | 北行 | 赤羽、大宮、小山、熊谷方向     | 經大宮站直通至宇都宮線、高崎線            |
| 4    | 埼京線     | 北行 | 赤羽、武藏浦和、大宮、川越方向 | 經大宮站直通至■川越線                     |
| 5、6 | 山手線     | 內環 | 新宿、澀谷、品川方向           | 5號月台為始發、終停用 6號月台設有月台閘門 |
| 7、8 | 山手線     | 外環 | 田端、上野、東京方向           | 7號月台設有月台閘門 8號月台為始發、終停用 |

（來源：JR東日本:車站構內圖 （页面存档备份，存于））

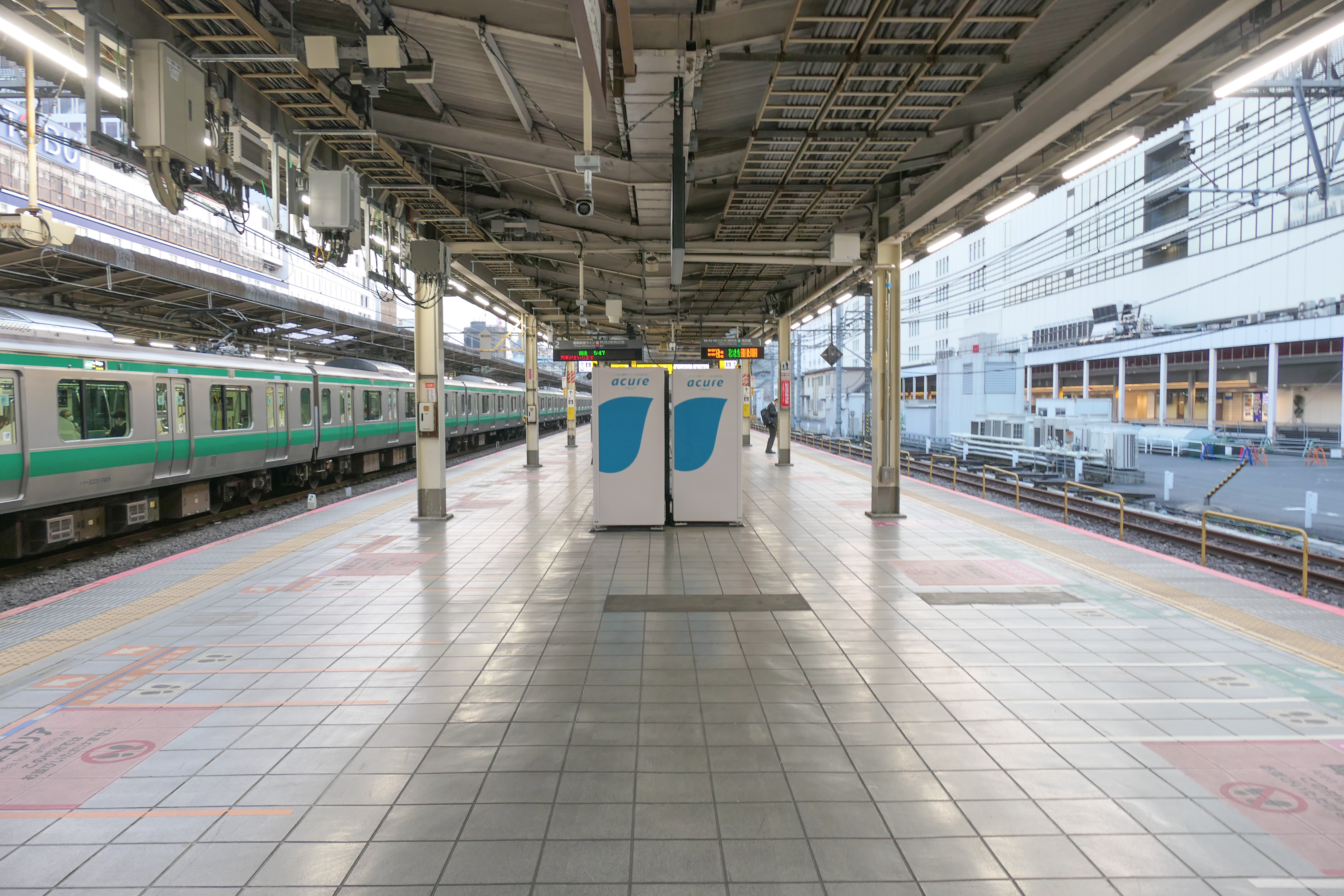
1・2號月台（埼京線・湘南新宿線）（2022年4月）
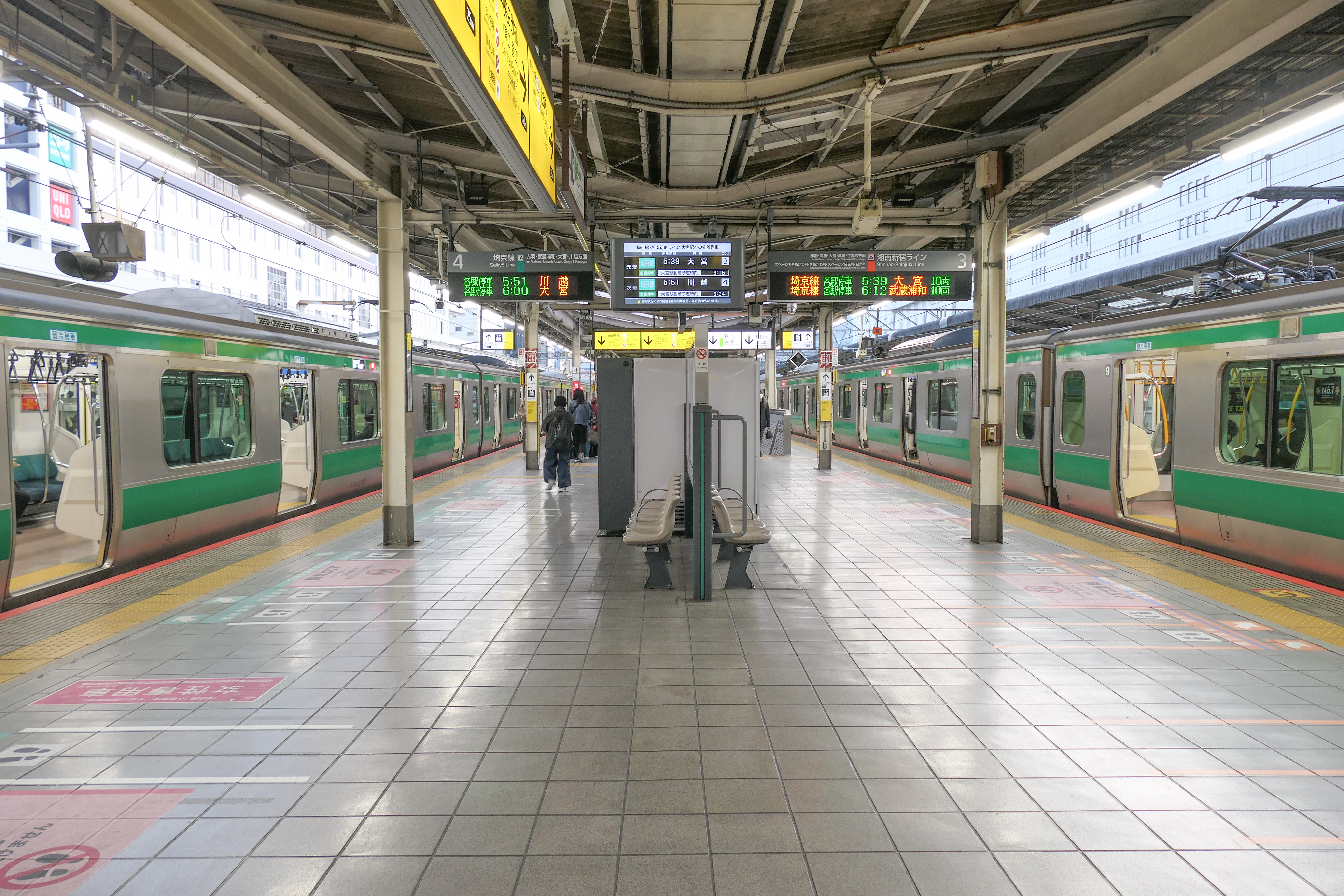
3・4號月台（埼京線・湘南新宿線）（2022年4月）
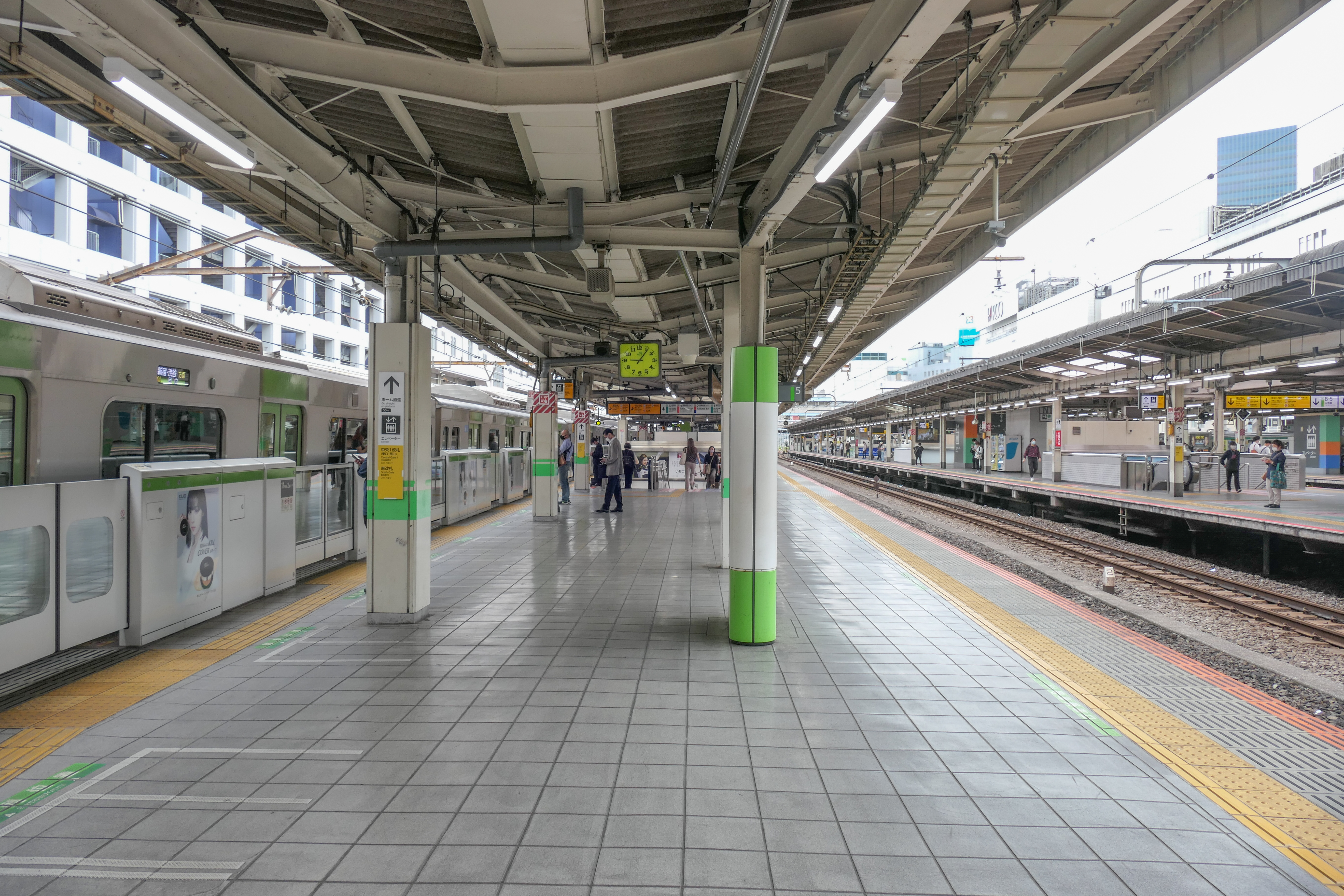
5・6號月台（山手線）（2022年6月）
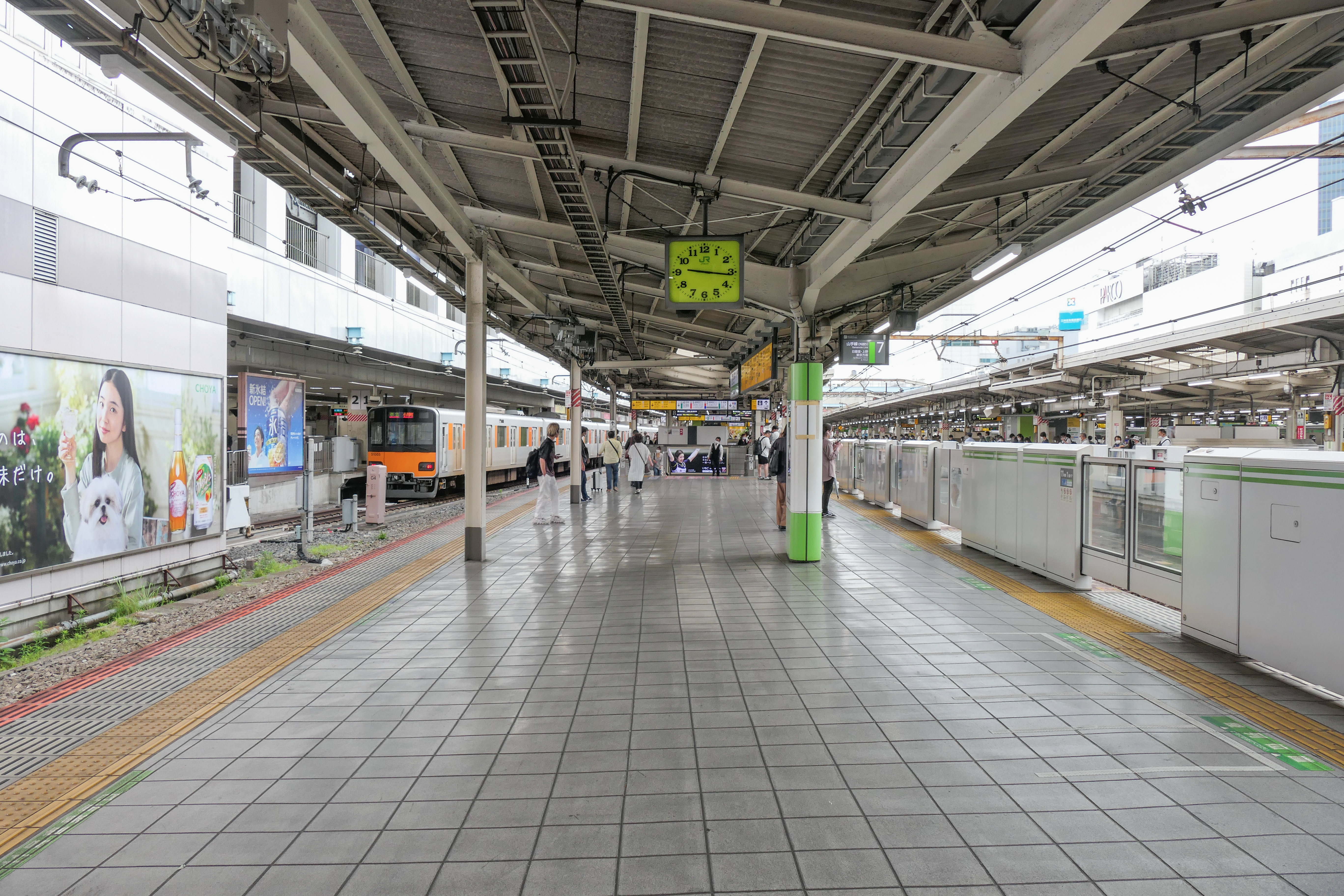
7・8號月台（山手線）（2022年6月）

##### 其他
沒有方向資訊的列車停靠以下月台。
| 月台 | 路線             | 方向                           | 備註                                   |
| ---- | ---------------- | ------------------------------ | -------------------------------------- |
| 2    | 埼京線           | 新宿、澀谷、大崎、新木場方向   | 此站始發的部分列車經大崎站直通至臨海線 |
| 2    | ■Super View舞孃  | 熱海、伊東、伊豆急下田方向     | 經大船站直通至 東海道線                |
| 3    | 埼京線           | 赤羽、武藏浦和、大宮、川越方向 | 此站始發的部分列車 大宮站直通至■川越線 |
| 3    | ■特急 SPACIA     | 東武日光、鬼怒川溫泉方向       | 經大宮站直通至 宇都宮線                |
| 3    | ■特急Swallow赤城 | 高崎、前橋方向                 | 經大宮站直通至 高崎線                  |

##### 備註
- 埼京線本站往新宿方向的列車，在以前因通往池袋運轉區的配線關係，於2號月台發車。2008年3月15日改點後，多在1號月台發車。
- 埼京線止於新宿的列車停靠北行專用月台，在有往大崎、新木場方向與湘南新宿線列車時，由於終點新宿站須透過樓梯、電梯、電扶梯轉乘，車內廣播會提醒乘客在本站換車。
- 往板橋與池袋運轉區方向的線路有埼京線、湘南新宿線上下線（1～4號線）與山手線副本線（5、8號線），往大塚方向的線路有湘南新宿線上下線（2、3號線）與山手線（5～8號線）。
- 4號月台與5號月台之間在目白側有橫渡線。
- 山手線目白側有一條留置線，留置線可進入兩座山手線月台。另外大塚側也有留置線，過去兩條留置線可進入5～7號月台，現在僅剩一條連通5號月台。
- 由於在湘南新宿線開始營運以前，往宇都宮線（東北本線）、高崎線、上越線方向的優等、普通列車就已停靠本站，因此習慣上湘南新宿線的宇都宮線、高崎線直通列車資訊直接省略「湘南新宿線」。以前進站廣播也省略「湘南新宿線」，但保留於發車音樂結束後的廣播「3號月台的湘南新宿線，車門關閉」。
- 以前，山手線車內LCD的轉乘資訊，東海道線、橫須賀線直通列車顯示「東海道線、橫須賀線直通列車（湘南新宿線）」，宇都宮線、高崎線直通列車顯示「宇都宮線、高崎線直通列車（湘南新宿線）」，2008年3月15日改點後統一為「湘南新宿線」。
- 2008年3月10日起，1、2號月台的發車資訊顯示器顯示前往新宿站的列車，3、4號月台的發車資訊顯示器顯示前往大宮站的列車。同時站內的發車資訊顯示器也改為全彩LED機種。2012年5月起，「湘南新宿線」顯示部分使用橘色（目的地、時刻為白色）。
- 山手線規劃在全29站設置月台門，但不包含預定進行大規模車站改良工程的新宿站、東京站、品川站等主要車站與新橋站、濱松町站。由於本站未規畫大規模工程，2013年1月中旬起於6、7號月台設置月台門，同年3月2日啟用。5、8號月台由於發車班次稀少，不設月台門。

##### 配線圖
| ← 新宿、澀谷、 大崎、品川、 橫濱、逗子 方向        | 東日本旅客鐵道（JR東日本） 池袋站 鐵道配線略圖 | → 赤羽、大宮、 川越 方向 |
|                                                    | ↓ 上野、大宮、高崎 、宇都宮 方向               |                          |
| 图例 参考文献：未知 ※ 進站方向依據一般的營業資訊。 |                                                |                          |

#### 國鐵、JR東日本池袋站月台變遷
| 時期     | 第1月台 | 第2月台                                                                          | 第3月台                                                   | 第4月台                                                                        |
| -------- | --- | -------------------------------------------------------------------------------- | --------------------------------------------------------- | ------------------------------------------------------------------------------ |
| 1903年～ | 未設置 | 未設置                                                                           | - 1號月台 ■豐島線上行（品川線直通） - 2號月台 ■豐島線下行 | - 3號月台 ■品川線上行 - 4號月台 ■品川線下行                                    |
| 1909年～ | 未設置 | 未設置                                                                           | - 1、2號月台 ■山手線上行 新宿方向（舊：品川線、內回）     | - 3、4號月台 ■山手線下行 田端方向（舊：豐島線、外回）、 赤羽方向（舊：品川線） |
| 1972年～ | 未設置 | 未設置                                                                           | - 1、2號月台 ■山手線內回                                  | - 3、4號月台 ■山手線外回 ■赤羽線                                               |
| 1983年～ | 未設置 | - 1、2號月台 ■赤羽線                                                             | - 3、4號月台 ■山手線 內回                                 | - 5號月台 ■山手線 外回                                                         |
| 1986年～ | 未設置 | - 1、2號月台 ■埼京線                                                             | - 3、4號月台 ■山手線 內回                                 | - 5號月台 ■山手線 外回                                                         |
| 1988年～ | - 1、2號月台 ■東北本線 下行 ■高崎線 下行                                                                                                  | - 3號月台 ■埼京線 上行 - 4號月台 ■埼京線 下行                                    | - 5、6號月台 ■山手線 內回                                 | - 7號月台 ■山手線 外回                                                         |
| 1990年～ | - 1、2號月台 ■東北本線 下行 ■高崎線 下行                                                                                                  | - 3號月台 ■埼京線 上行 - 4號月台 ■埼京線 下行                                    | - 5、6號月台 ■山手線 內回                                 | - 7、8號月台 ■山手線 外回                                                      |
| 1997年～ | - 1號月台 ■東北本線 上行 ■高崎線 上行 - 2號月台 ■東北本線 下行 ■高崎線 下行                                                               | - 3號月台 ■埼京線 上行 - 4號月台 ■埼京線 下行                                    | - 5、6號月台 ■山手線 內回                                 | - 7、8號月台 ■山手線 外回                                                      |
| 2001年～ | 湘南新宿線 開始運轉 - 1號月台 ■湘南新宿線 直通橫須賀線 ■湘南新宿線 直通東海道線 - 2號月台 ■湘南新宿線 直通宇都宮線 ■湘南新宿線 直通高崎線 | - 3號月台 ■埼京線 上行 - 4號月台 ■埼京線 下行                                    | - 5、6號月台 ■山手線 內回                                 | - 7、8號月台 ■山手線 外回                                                      |
| 2002年～ | 湘南新宿線 開始運轉 - 1號月台 ■湘南新宿線 直通橫須賀線 ■湘南新宿線 直通東海道線 - 2號月台 ■湘南新宿線 直通宇都宮線 ■湘南新宿線 直通高崎線 | 開始與臨海線直通運轉 - 3號月台 ■埼京線 上行、直通臨海線 - 4號月台 ■埼京線 下行   | - 5、6號月台 ■山手線 內回                                 | - 7、8號月台 ■山手線 外回                                                      |
| 2004年～ | 立體化工程完成 | 立體化工程完成                                                                   | - 5、6號月台 ■山手線 內回                                 | - 7、8號月台 ■山手線 外回                                                      |
| 2004年～ | - 1號月台 ■埼京線 上行、直通臨海線 - 2號月台 ■湘南新宿線 直通橫須賀線 ■湘南新宿線 直通東海道線                                            | - 3號月台 ■湘南新宿線 直通宇都宮線 ■湘南新宿線 直通高崎線 - 4號月台 ■埼京線 下行 | - 5、6號月台 ■山手線 內回                                 | - 7、8號月台 ■山手線 外回                                                      |

##### 備註
- 1903年4月1日本站開始客運服務時，當時各路線使用不同月台。
- 1909年10月12日，品川線與豐島線統一為山手線，月台依據方向分配，基本上外側線（1、4號月台）為舊品川線（赤羽方向），內側線（2、3號月台）為舊豐島線（田端方向）使用。之後山手線在1925年11月1日開始環狀運行。 因此列車資訊從外回、內回改為下行、上行。
- 1983年10月1日為止的月台為2面4線型態，一號月台西側（東武側）線路（4號月台〈現：8號月台〉）為赤羽線專用（折返），其他線路（1～3號月台〈現：5～7號月台〉）為山手線使用，山手線與赤羽線可在月台對側轉乘。之後同年10月2日，山手線月台東側新設赤羽線月台（現：3、4號月台），成為3面5線形態。一號月台西側（東武側）線路（4號月台〈現：8號月台〉）因停止使用，因此沒有「6號月台」。
- 1988年3月13日，東北本線（現在在導覽上使用愛稱宇都宮線）、高崎線中距離列車駛入本站，埼京線（←赤羽線）月台東側新設中距離列車用月台（現：1、2號月台），成為4面7線形態。
- 1990年，山手線外回月台新設（復活）側線（8號月台〈舊：4號月台〉），成為現在的4面8線形態。
- 1997年11月29日起，中距離列車駛入新宿站。當時埼京線與中距離列車月台依據線路各自獨立，3號月台發車往埼京線新宿方向列車與新宿方向至2號月台的中距離列車（與通過2號月台的貨物列車）在本站南側平面交會。因此，若有列車誤點就會影響到其他列車。另外，時刻制定上也因此受限。對此，2002年起至2004年6月7日，埼京線往新宿方向線路與湘南新宿線（山手貨物線）線路在本站北側進行立體交會工程，藉此消除車站南側的平面交會狀況，月台分配依據也從線路改為方向。埼京線與湘南新宿線依據方向重新分配月台，湘南新宿線可大幅增加班次。另外，乘客也能在月台上選擇搭乘埼京線、湘南新宿線的先發列車，便利性大幅提升。

#### 貨物線
- 1983年以前，現在1～4號月台位置有許多貨物線。從西武側起為編組線8～1號線，山手貨物線上行（田端方向起）2～1號線與本線，山手貨物線上行（赤羽線方向起）本線，山手貨物線下行本線，赤羽貨物線下行本線。當時山手貨物線已與赤羽線連結。

#### 發車音樂
2、4、6號月台音樂由日本電音提供、其他月台音樂由櫻井音樂工房提供。
| 1    | ■ | Mellow time                             |
| 2    | ■ | 春                                      |
| 3    | ■ | 小川潺潺（小川のせせらぎ）              |
| 4    | ■ | 高原                                    |
| 5、6 | ■ | Bic Camera 歌A（ビックカメラCMソングA） |
| 7、8 | ■ | Bic Camera 歌B（ビックカメラCMソングB） |

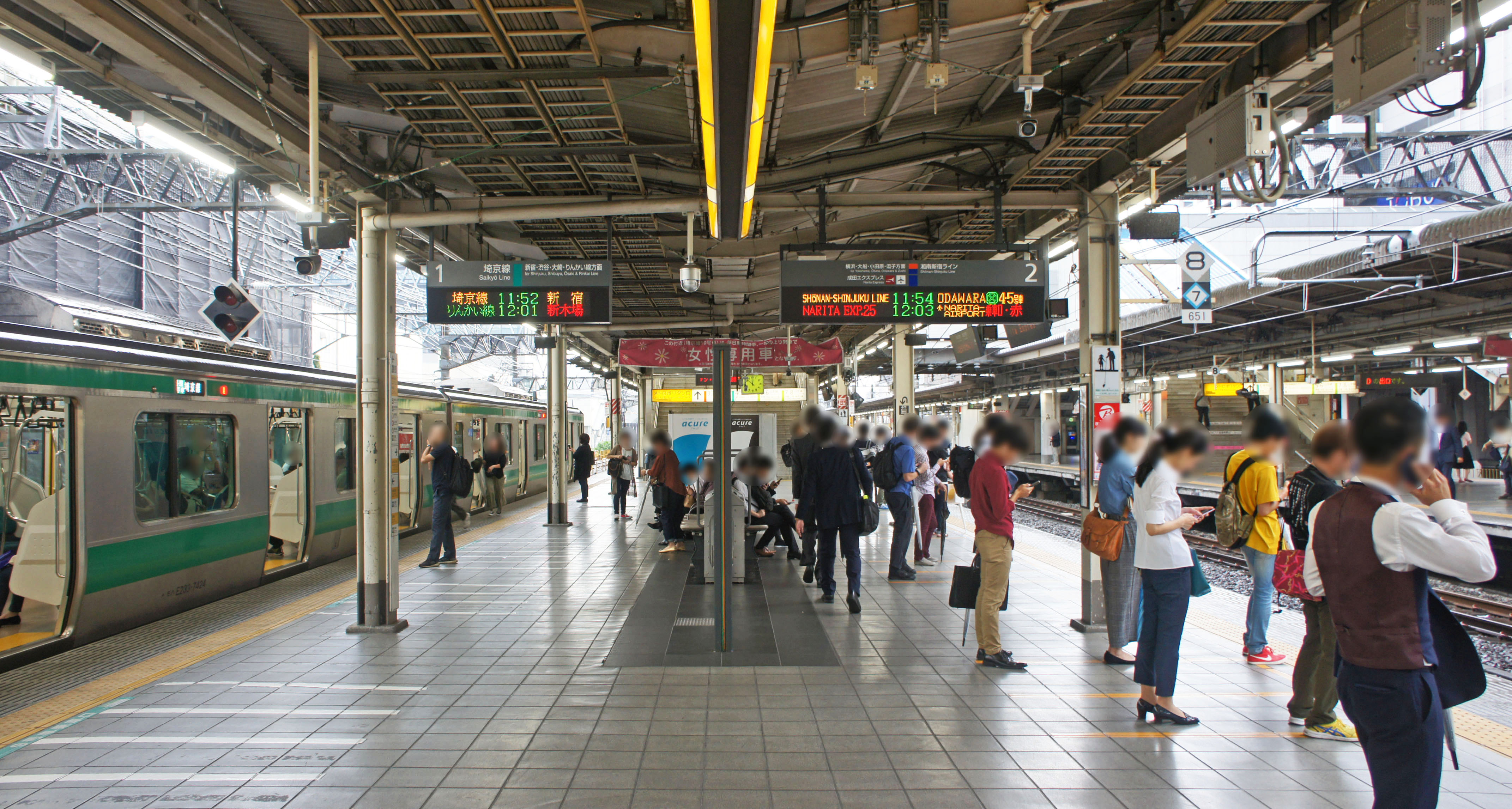
1、2號月台（埼京線、湘南新宿線）（2019年9月）
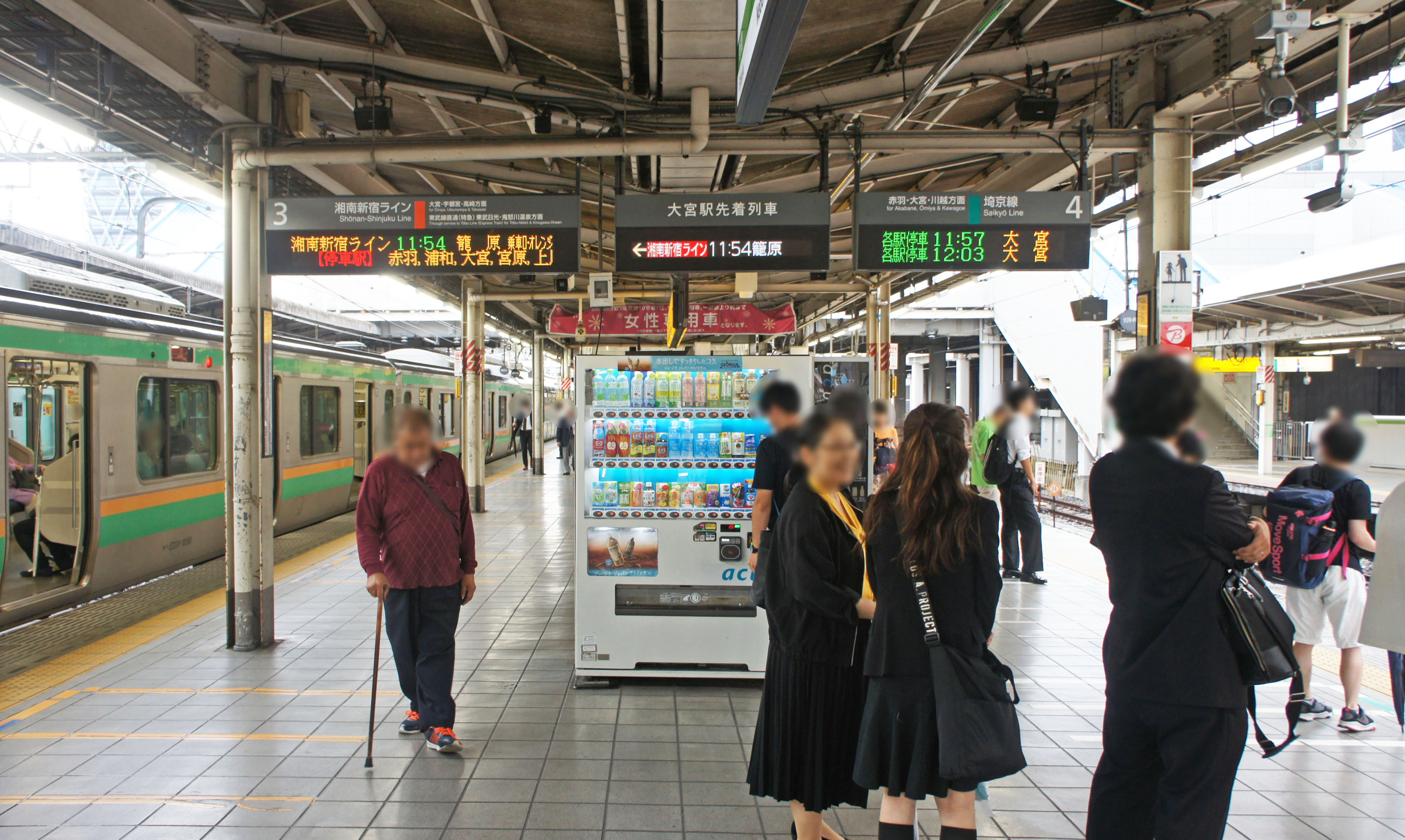
3、4號月台（埼京線、湘南新宿線）（2019年9月）
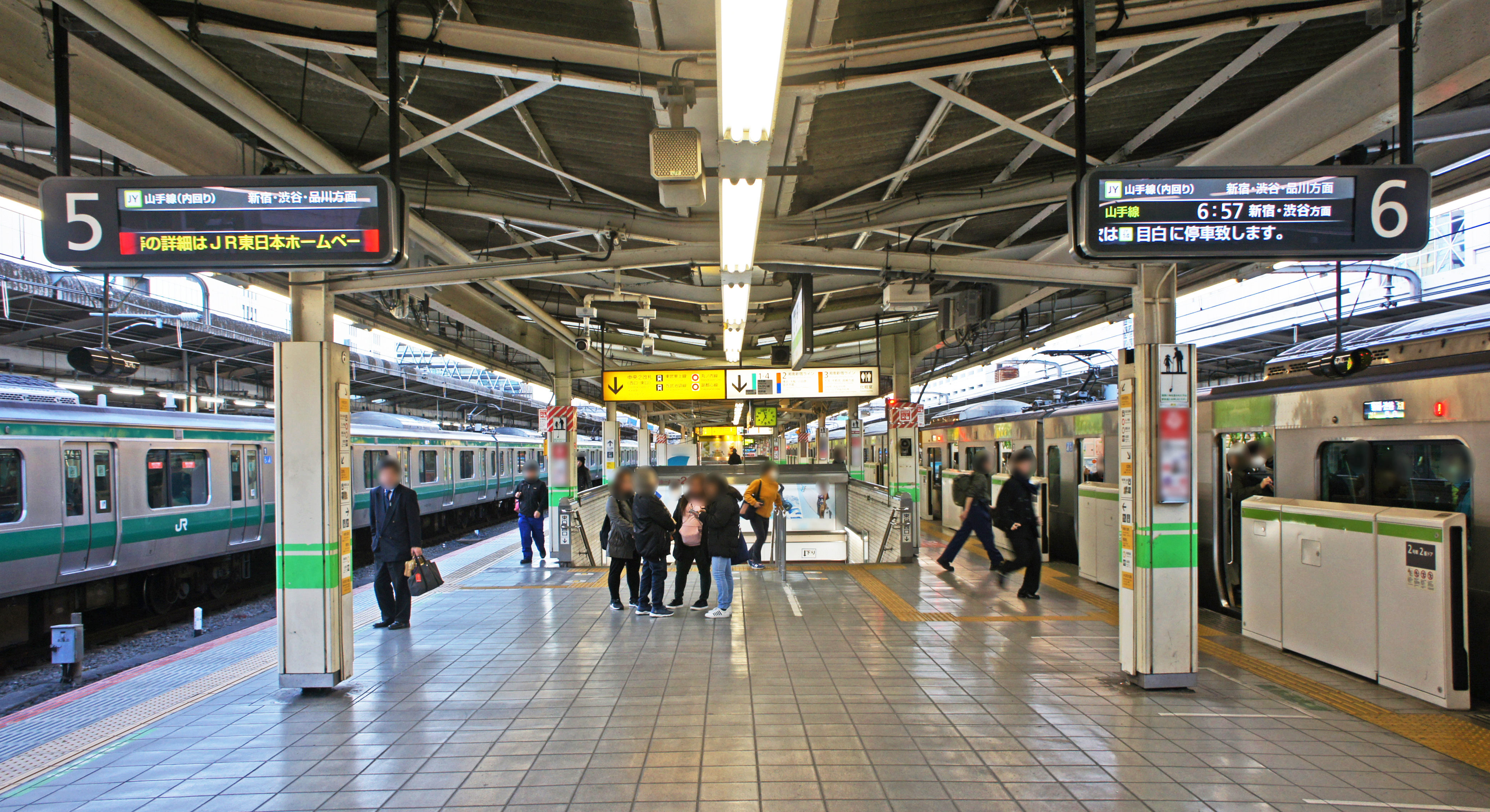
5、6號月台（山手線）（2019年11月）
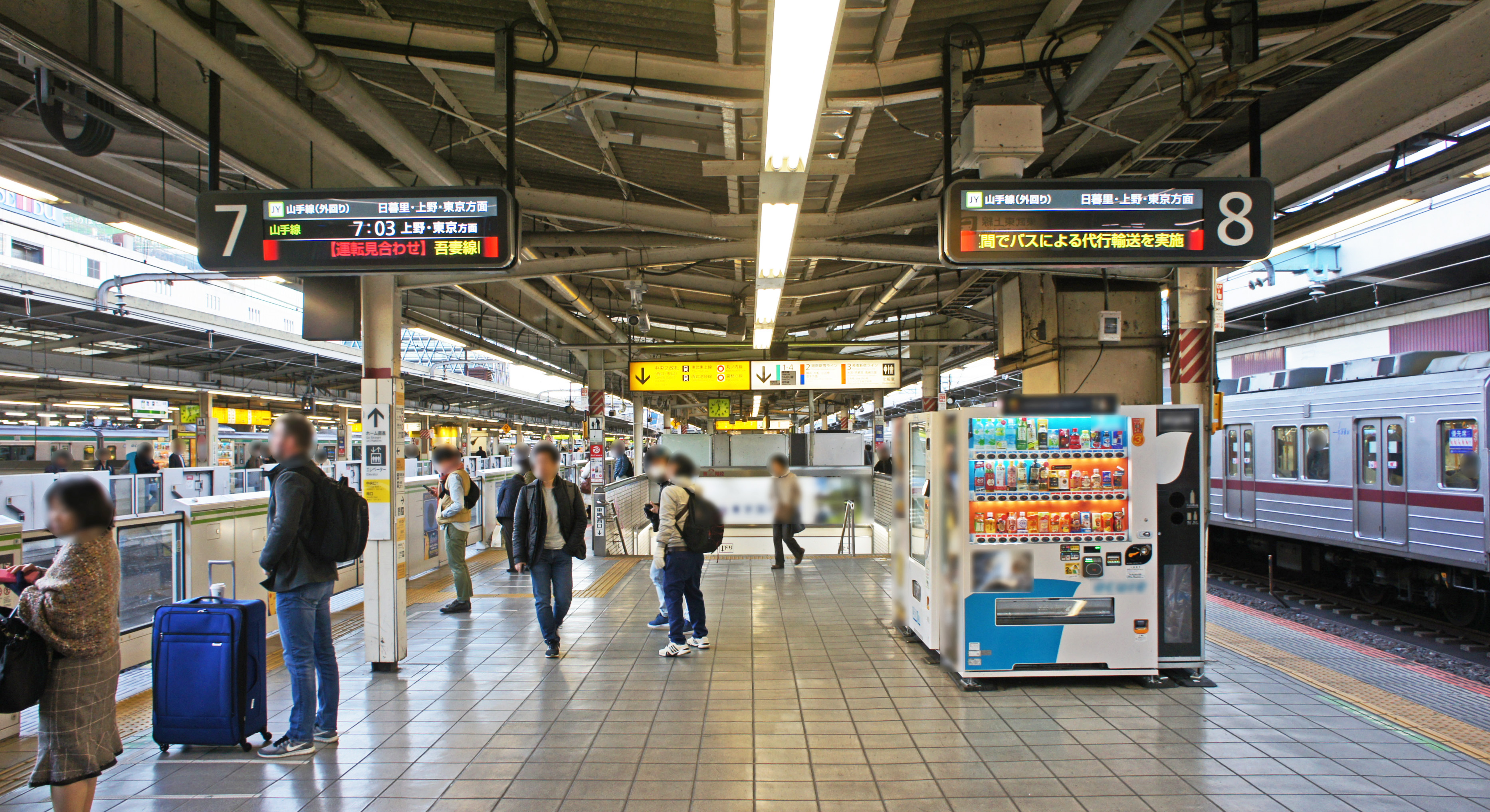
7、8號月台（山手線）（2019年11月）

### 東武鐵道
東武池袋站位於東武百貨池袋店的地面層，是東上本線的總站。車站採港灣式月台3面3線的設計，其中2、3和4、5號月台各自共用一條軌道。1983年以前，月台編號是接續當時國鐵編號，分別為5～9號月台，隨著國鐵擴增，改編為1～5號月台。另外，過去1號月台目白側有兩條拖上線，可容納6輛編組車輛，後因東武百貨店增建而廢除。現在1號線與舊國鐵4號線之間原先設有連絡線，於1983年廢除。
剪票口分為北口、中央北口、中央南口（皆在地下）與正面的南口（地上）四處。
定期券售票窗口在南剪票口二樓，除新型或跨年度通學定期券外，可在自動售票機購買。
PASMO與Suica的使用車站顯示為「東武池袋」。
過去有從寄居站直通秩父鐵道秩父本線三峰口站的特急班次，後因秩父鐵道線內的安全裝置更新與西武線從寄居站（現在為長瀞站）直通而於1992年3月廢止。
車站周邊有東京藝術劇場等文化設施，加上東武鐵道在東上線沿線舉行演唱會，2015年6月14日起使用古典音樂作為發車音樂。1、2號月台使用莫札特的D大調嬉遊曲K 136第1樂章「快板」，3、4號月台使用莫札特的第13號小夜曲第3樂章「小步舞曲」，5號月台使用貝多芬的第6號交響曲「田園」第1樂章「不太快的快板」。為了保留古典音樂的優雅形象，採用接近原曲的旋律。2015年6月13日以前，發車音樂分別為1、2號月台的《Passenger》，3、4號月台的《Memoria》，5號月台的《時次郎20》（時ジロウ20），2008年6月14日以前全月台皆使用無盡版《Passenger》。
2008年春季起約1年期間，大廳進行整修工程。3個剪票口增加區域色作區別，南剪票口、中央口1、北剪票口新設服務台，中央口新設電梯，新增JR轉乘剪票口。
2008年6月14日改點起，以前全日下車專用月台5號月台成為「TJ Liner」發車月台，南口、中央口2附近設置販售座席整理券的自動售票機。

#### 月台配置
| 東上線 成增、志木、川越、森林公園、小川町方向 |                       | |
| 月台                                          | 主要列車類別          | 備註 |
| 1                                             | ■準急                 | ■準急於平日23:10前發車，星期六、日、假期23:15前發車 平日9:15以前有■急行班次發車 2016年3月25日以前也有■快速班次發車      |
| 2                                             | ■急行 ■快速 ■快速急行 | ■急行於平日9:30起使用 平日23:32 - 24:30前發車與星期六、日、假日23:30以後的■準急也在此發車 3號月台發車時作為下車專用月台 |
| 3                                             | 下車專用              | 平日8:38前發車與星期六、日、假日5點、TJ Liner發車前後、周六日24:35發車的■普通在此發車 平日24:44發車的■準急也在此發車    |
| 4                                             | □普通                 | 5號月台發車的時候作為下車專用月台                                                                                       |
| 5                                             | ■TJ Liner             | 16時以前是下車專用月台                                                                                                  |

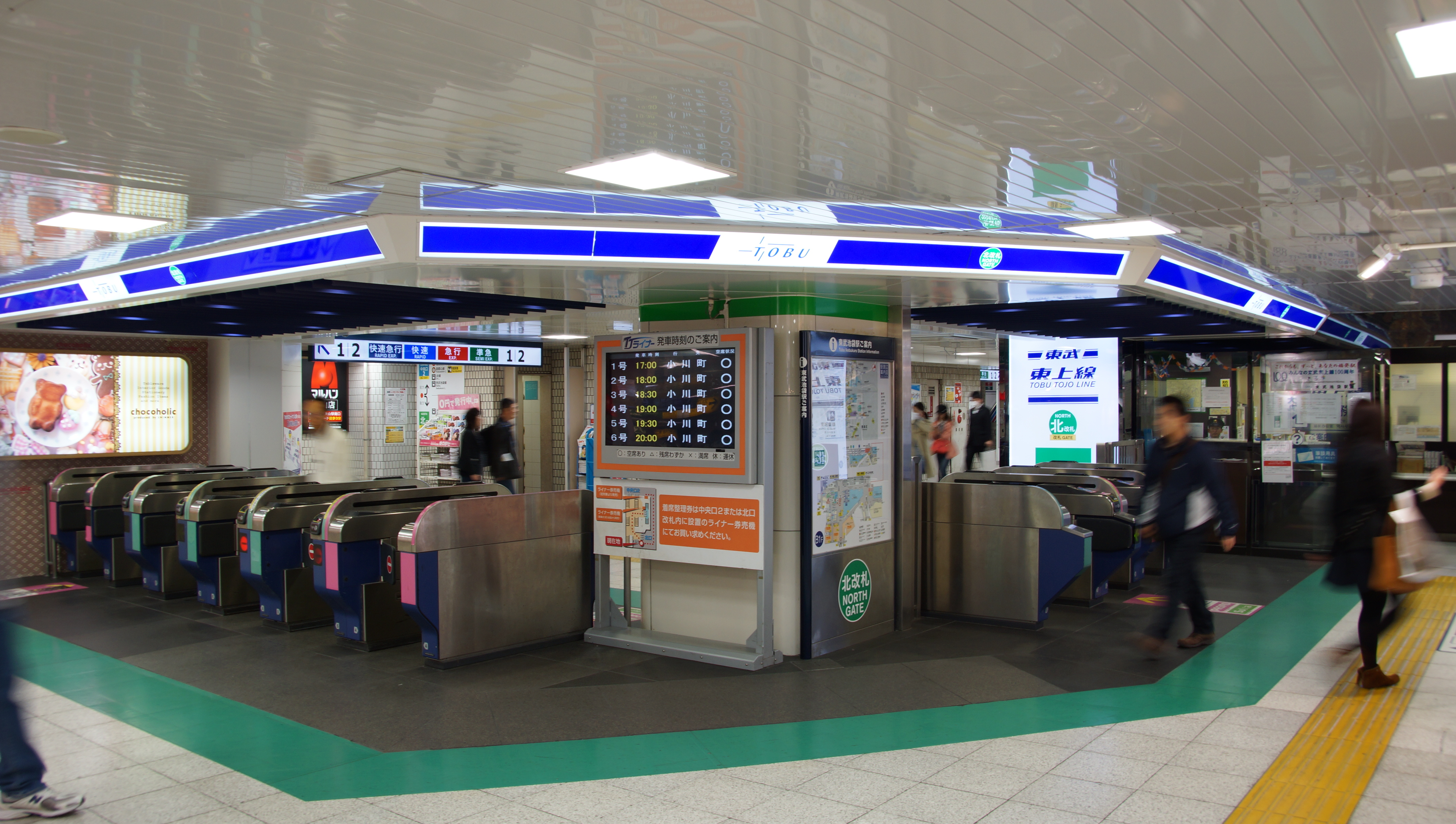
北檢票口（2014年4月）
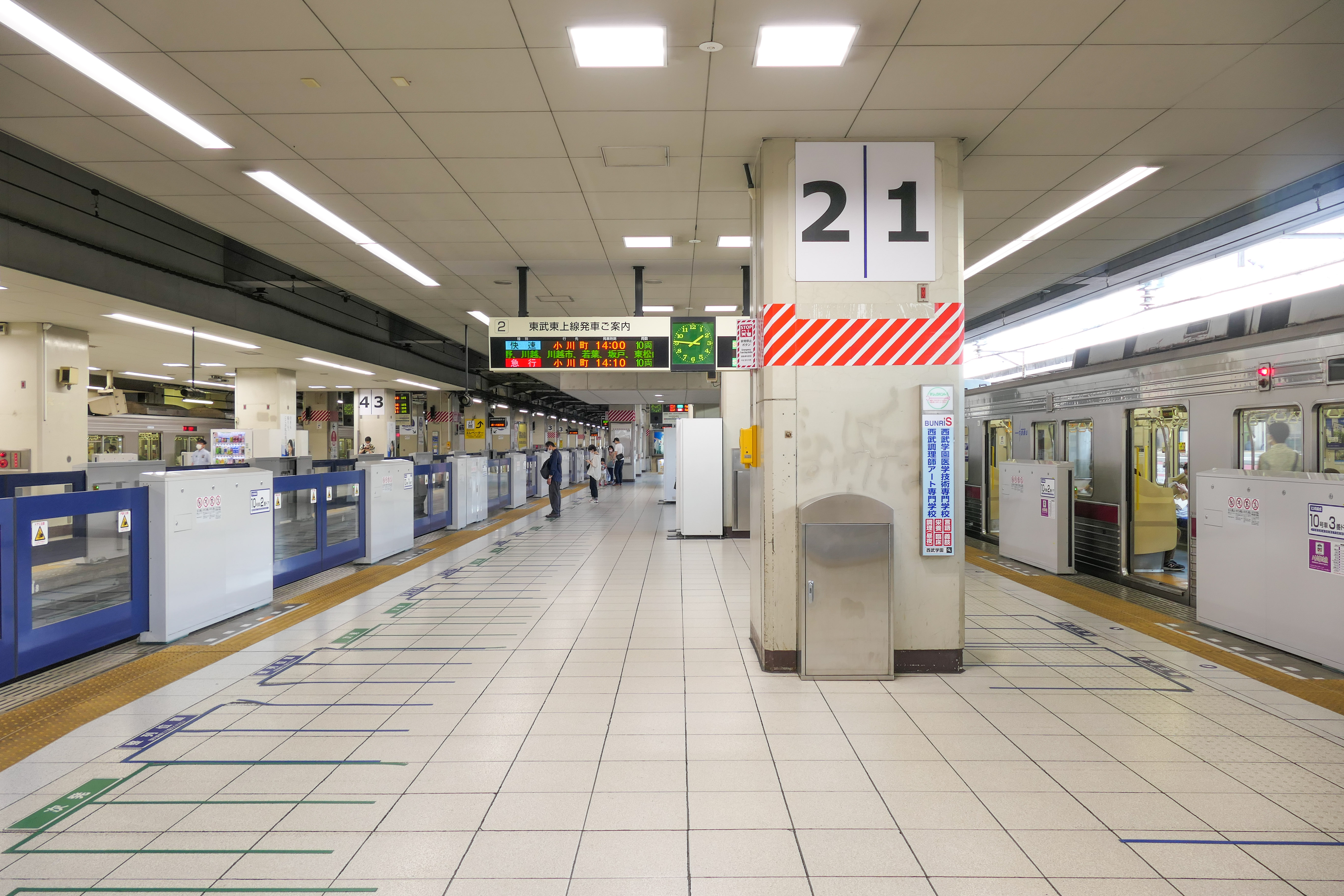
1・2號月台（2021年7月）
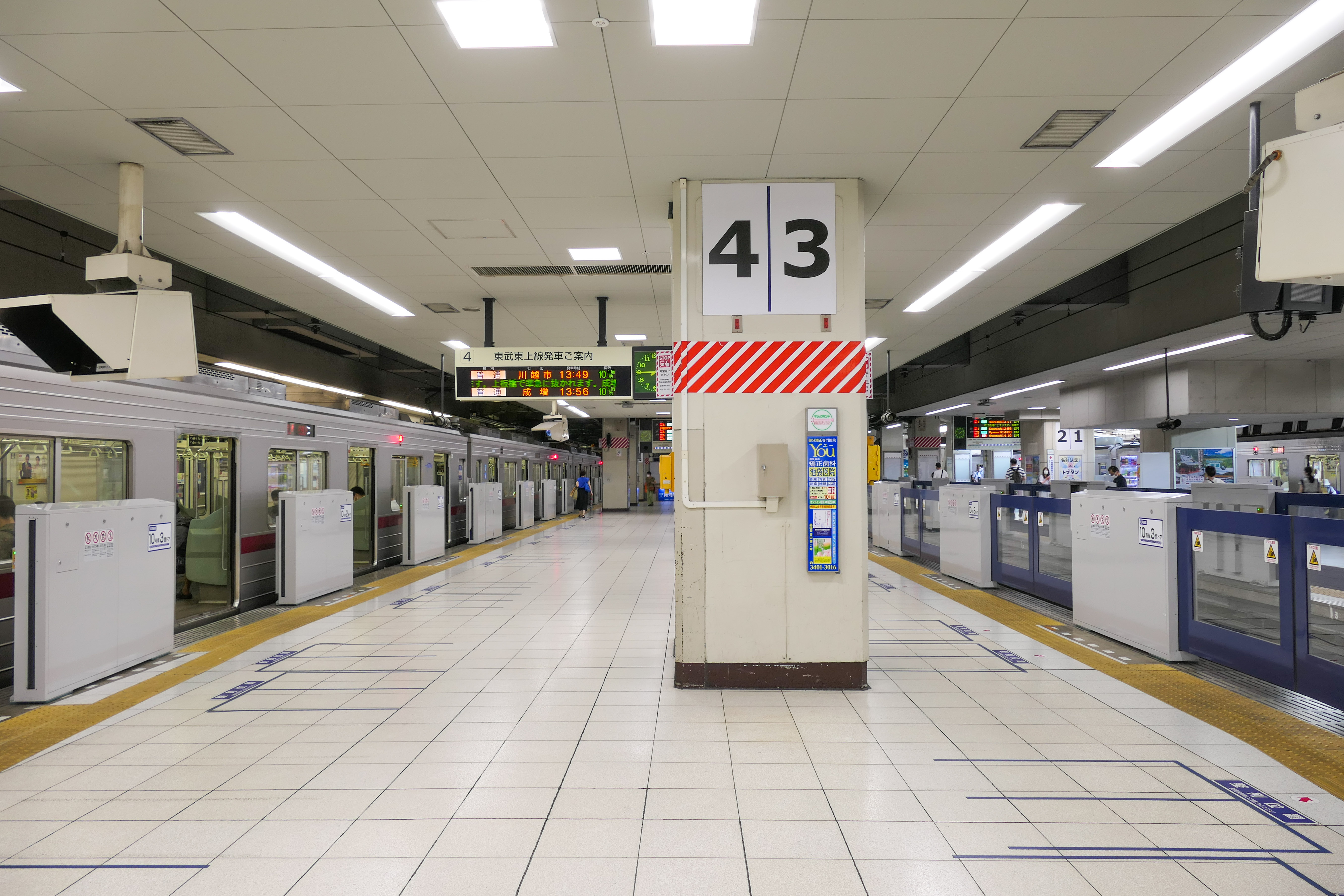
3・4號月台（2021年7月）
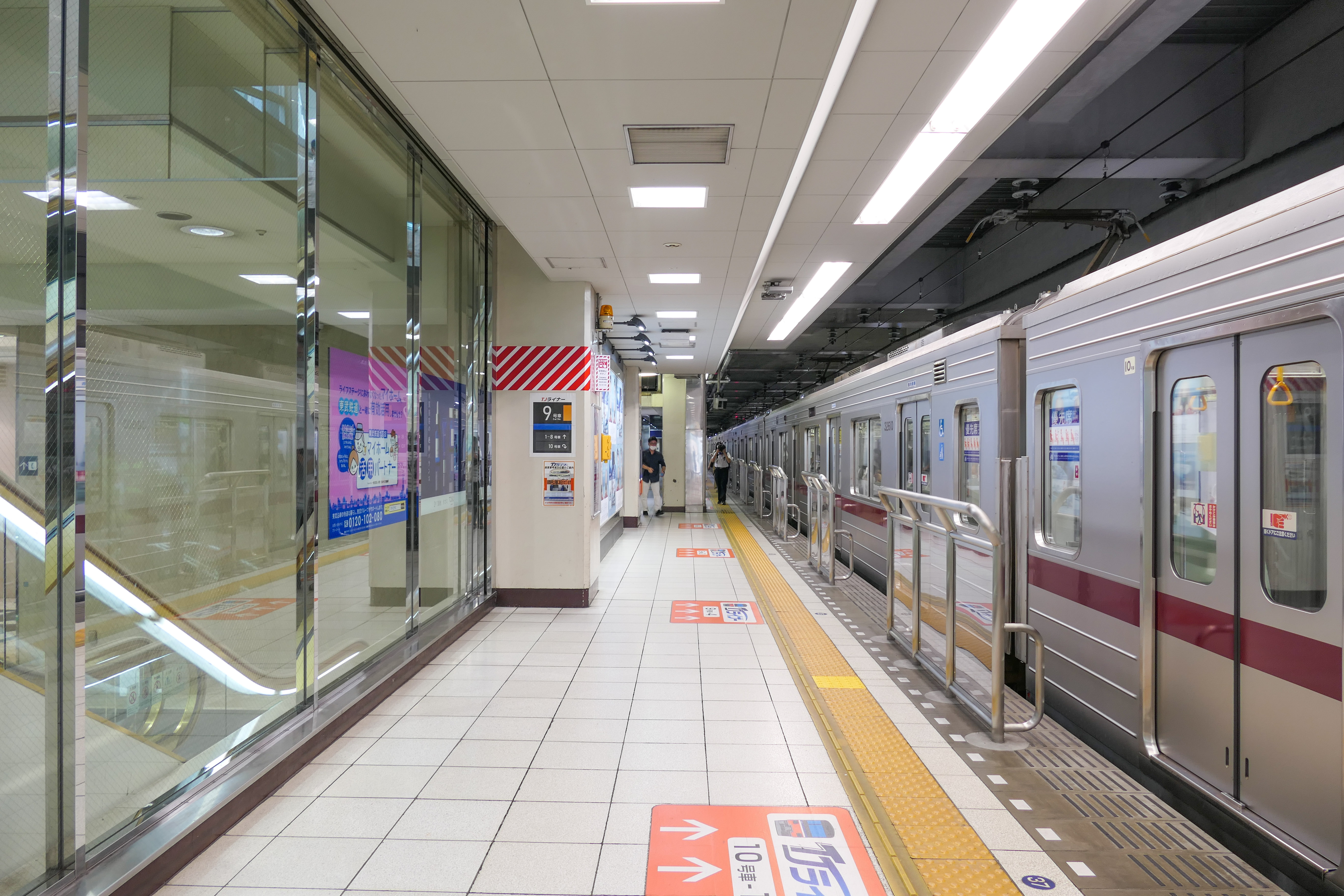
5號月台（2021年7月）

#### 配線圖
| | 東武鐵道 池袋站 鐵道配線略圖 | → 成增、川越、 小川町、寄居 方向 |
| 图例 参考文献： 電気車研究会、「東武鉄道線路配線略図」、『鉄道ピクトリアル』、第58巻第1号 通巻第799号「【特集】 東武鉄道」、2008年1月 臨時増刊号、巻末折込。 * 東武鉄道公式サイト 池袋駅構内マップ |                              |                                  |

### 西武鐵道

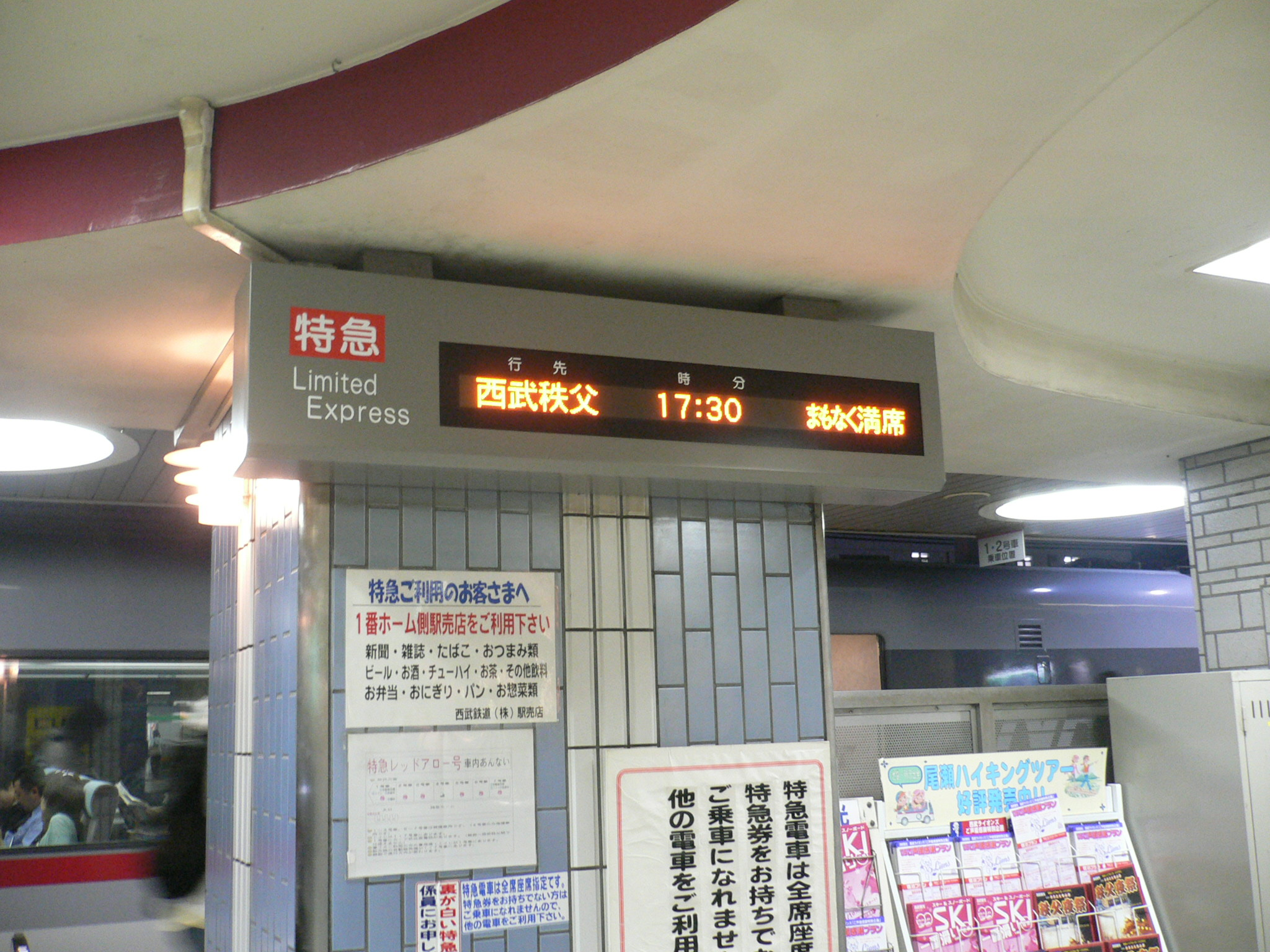
西武池袋站特急列車專用月台

西武鐵道池袋站位於西武百貨池袋店的地面，是一個港灣式月台4面4線的車站。車站設有8個月台，分別是1－7號和特急列車專用月台，其中特急列車專用月台位於7號月台的延線上，而其他月台則是每兩個月台共用一條軌道。車站設有三個出入口，分別位於月台北端的地上剪票口、月台下方往JR線連絡通道的地下剪票口和1號月台南端的西武南口剪票口。2～7號月台有電扶梯通往地下大廳。1號月台有電梯，地下大廳有無障礙通道通往地表（西武南口）。
2004年站內南側設置屋頂，接著在1號月台延長工程後的2006年3月進行改點，全部月台可停靠10輛編組列車。
另外，特急月台位於西武池袋線東端，雖為起點，但未設置里程牌。月台長度對應7輛編組，由於位於7號月台的延線上，當特急列車開出時，7號月台會廣播提醒乘客遠離月台（運作模式跟京阪電氣鐵道京阪本線淀屋橋站1、4號月台相似）。過去曾設置專用剪票口，已於2015年撤除。
此前車站曾有一個通往西武百貨的出口，但在設置西武南口後被廢除。在PASMO和Suica的系統內，此站被紀錄為「西武池袋站」，以識別其他營運者的池袋站。
2014～2015年，作為100周年紀念事業的一環，站內進行更新工程。
本站往南跨越JR線的山手跨線橋在2001年起進行置換工程，2007年完工。JR線目白側也新設附有電梯的天橋。

#### 月台配置
| 池袋線 練馬、豐島園、石神井公園、所澤、飯能、西武秩父方向 | 池袋線 練馬、豐島園、石神井公園、所澤、飯能、西武秩父方向 | 池袋線 練馬、豐島園、石神井公園、所澤、飯能、西武秩父方向                                                            |
| --------------------------------------------------------- | --------------------------------------------------------- | --- |
| 月台                                                      | 主要列車類別                                              | 備註 |
| 1                                                         | 下車專用                                                  | 通勤急行先開2號月台側車門。南端有西武南口出入閘口和失物認領處                                                        |
| 2                                                         | ■各站停車                                                 | 往豐島園方向原則上在練馬與西武有樂町線的列車接續                                                                     |
| 3                                                         | ■準急、■快速                                              | |
| 4                                                         | 下車專用                                                  | 通勤急行先開3號月台側車門。                                                                                          |
| 5                                                         | ■快速急行、■急行                                          | 快速急行往三峰口、長瀞方向列車於此月台發車。                                                                         |
| 6                                                         | 下車專用                                                  | |
| 7                                                         | 各種列車                                                  | 早上尖峰時段以池袋為終點的列車，星期六、日、假期上午的■快速，晚上尖峰時段主要為■準急。 ※特急列車進出時會通過此月台。 |
| 特急                                                      | 「秩父」、「武藏」號                                      | 西武巨蛋舉行職業棒球賽或特別活動時會加開往西武球場前的巨蛋號列車）                                                   |

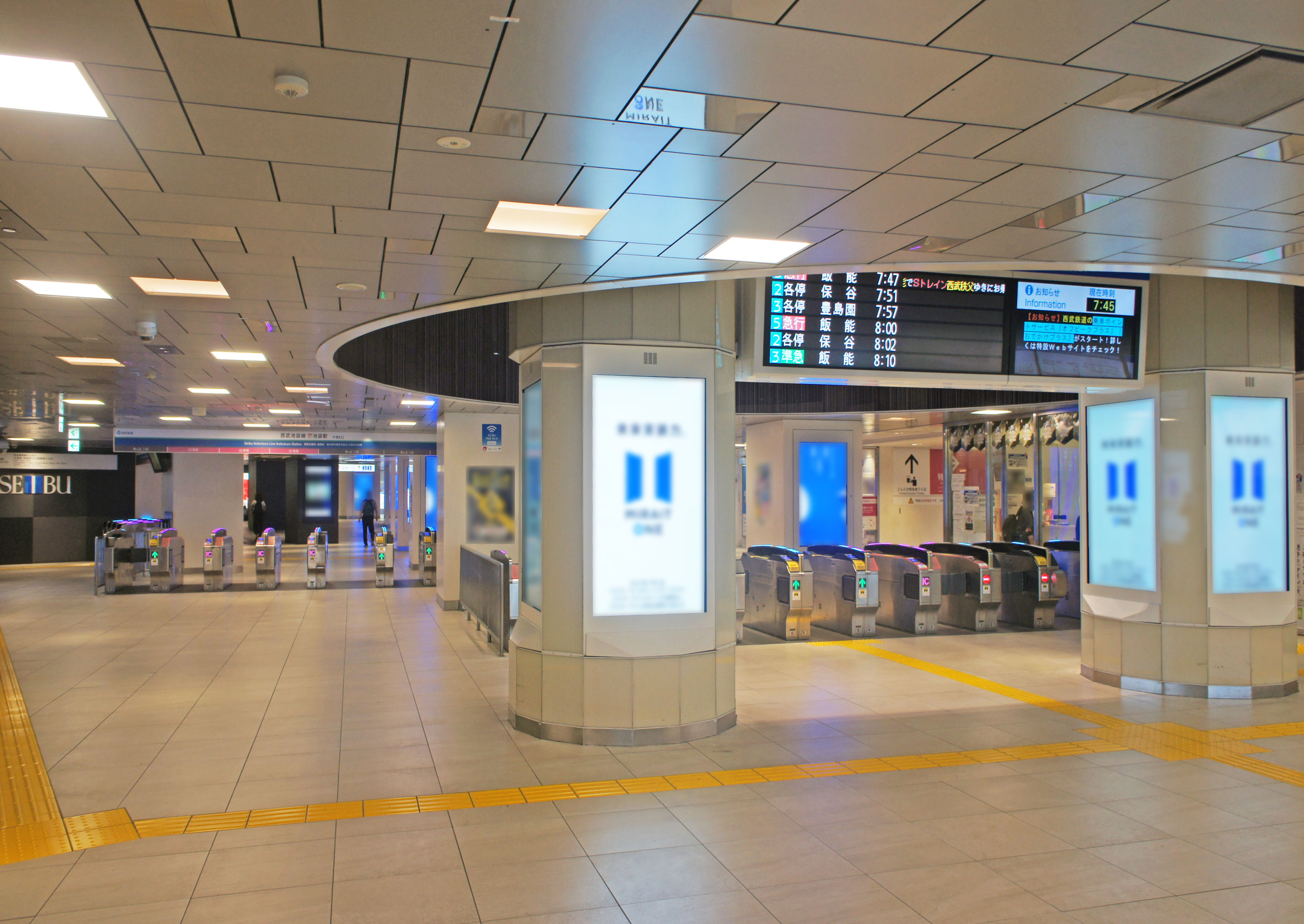
1F檢票口（2022年7月）
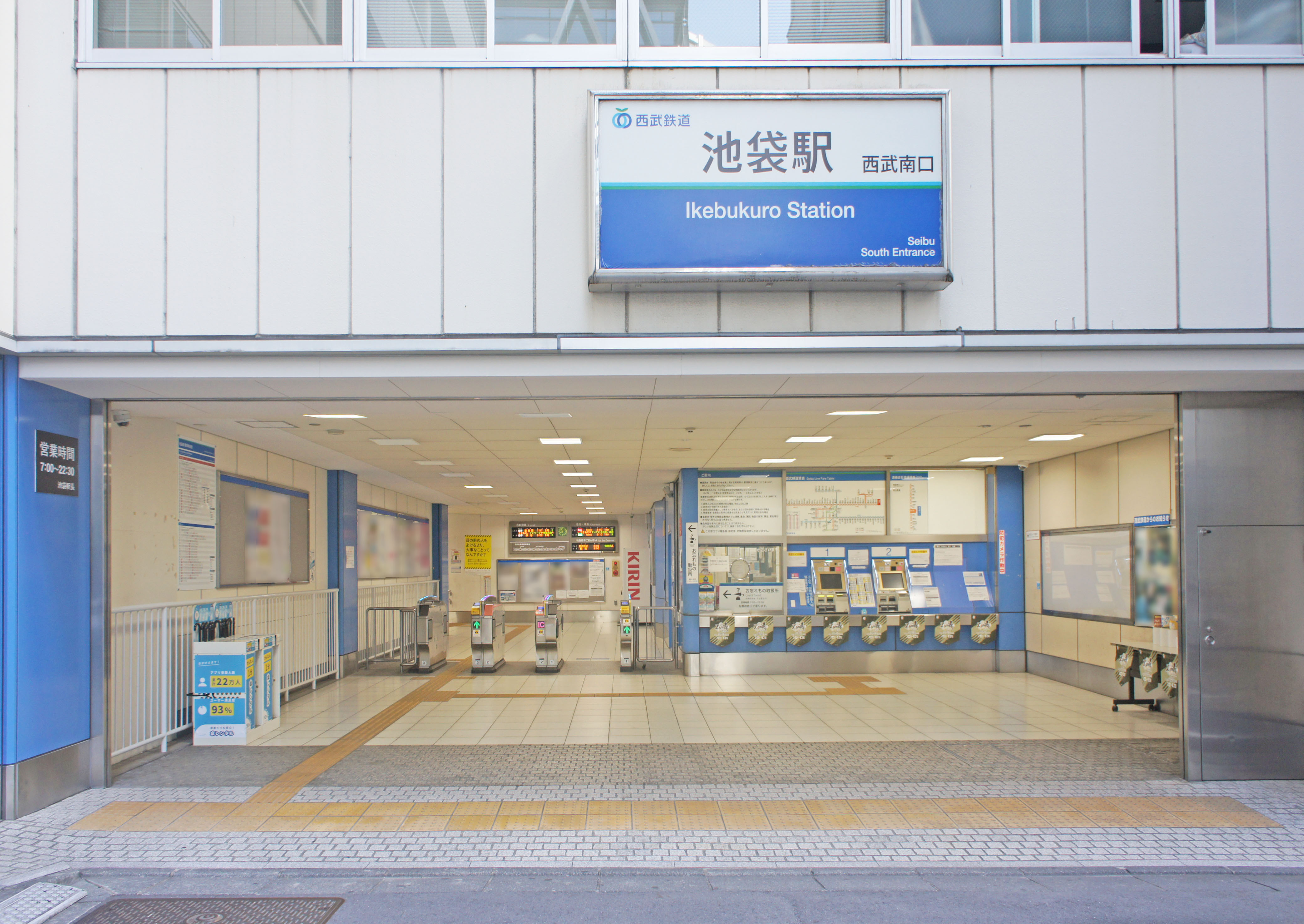
西武南檢票口（2022年7月）
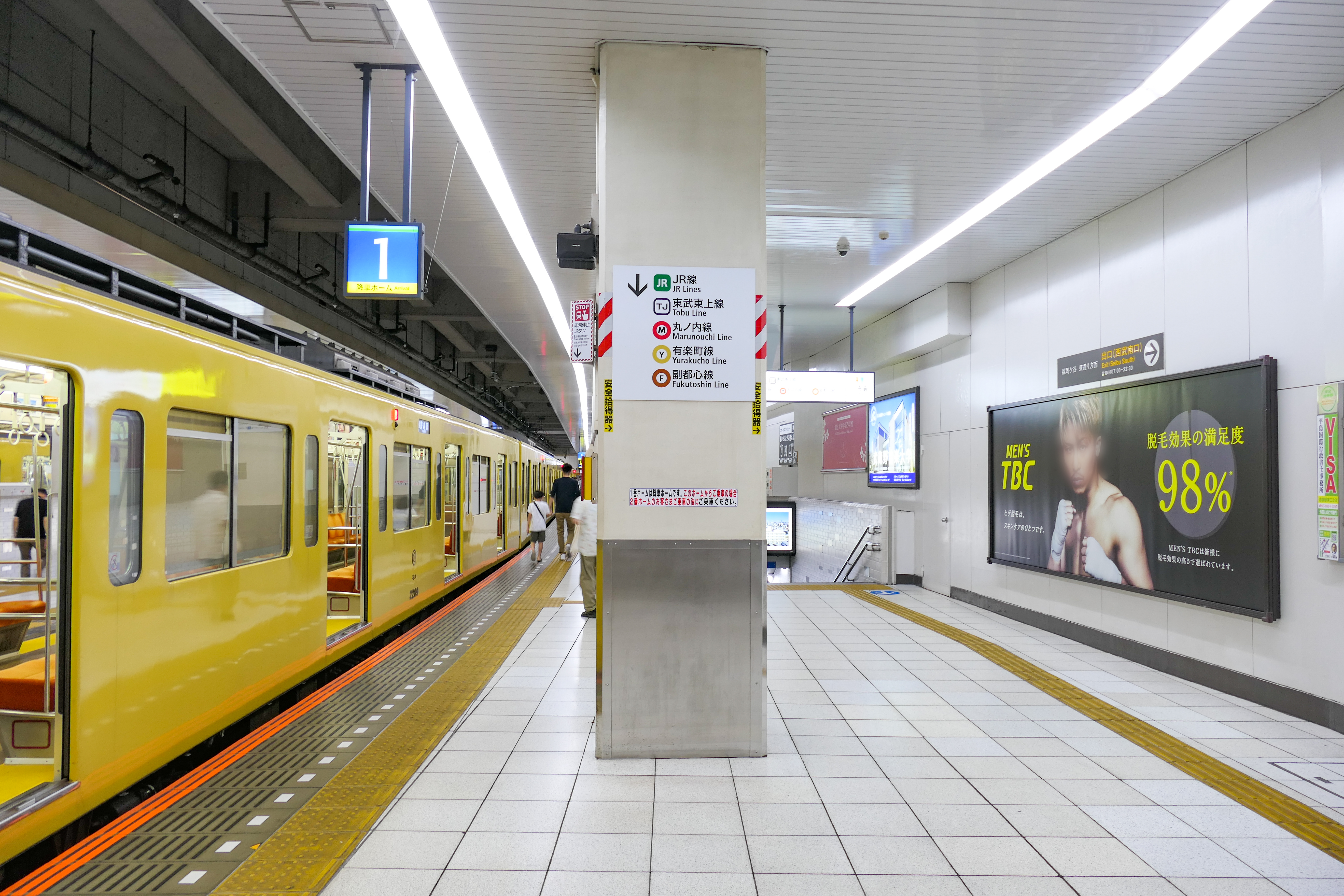
1號月台（2021年10月）
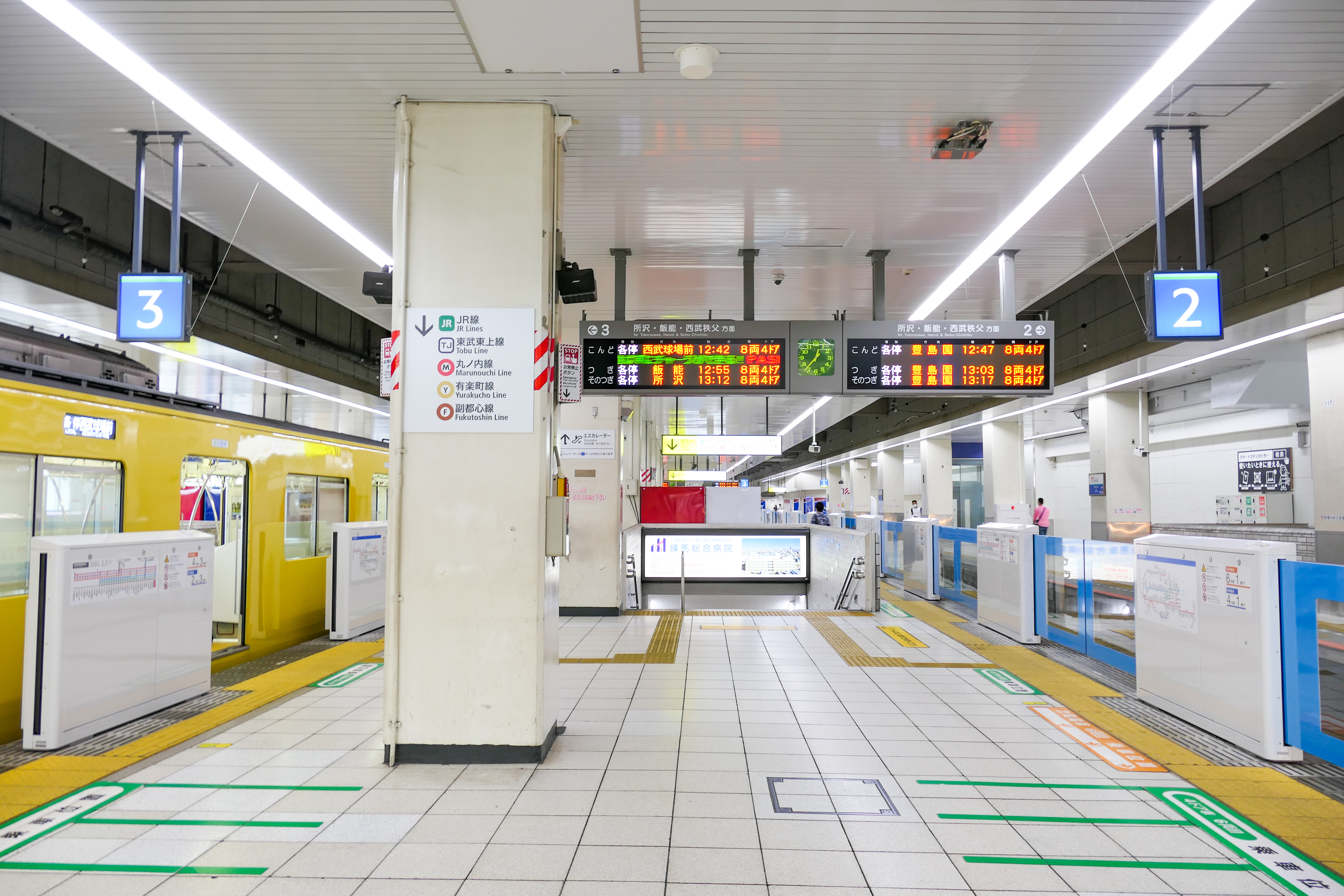
2・3號月台（2021年10月）
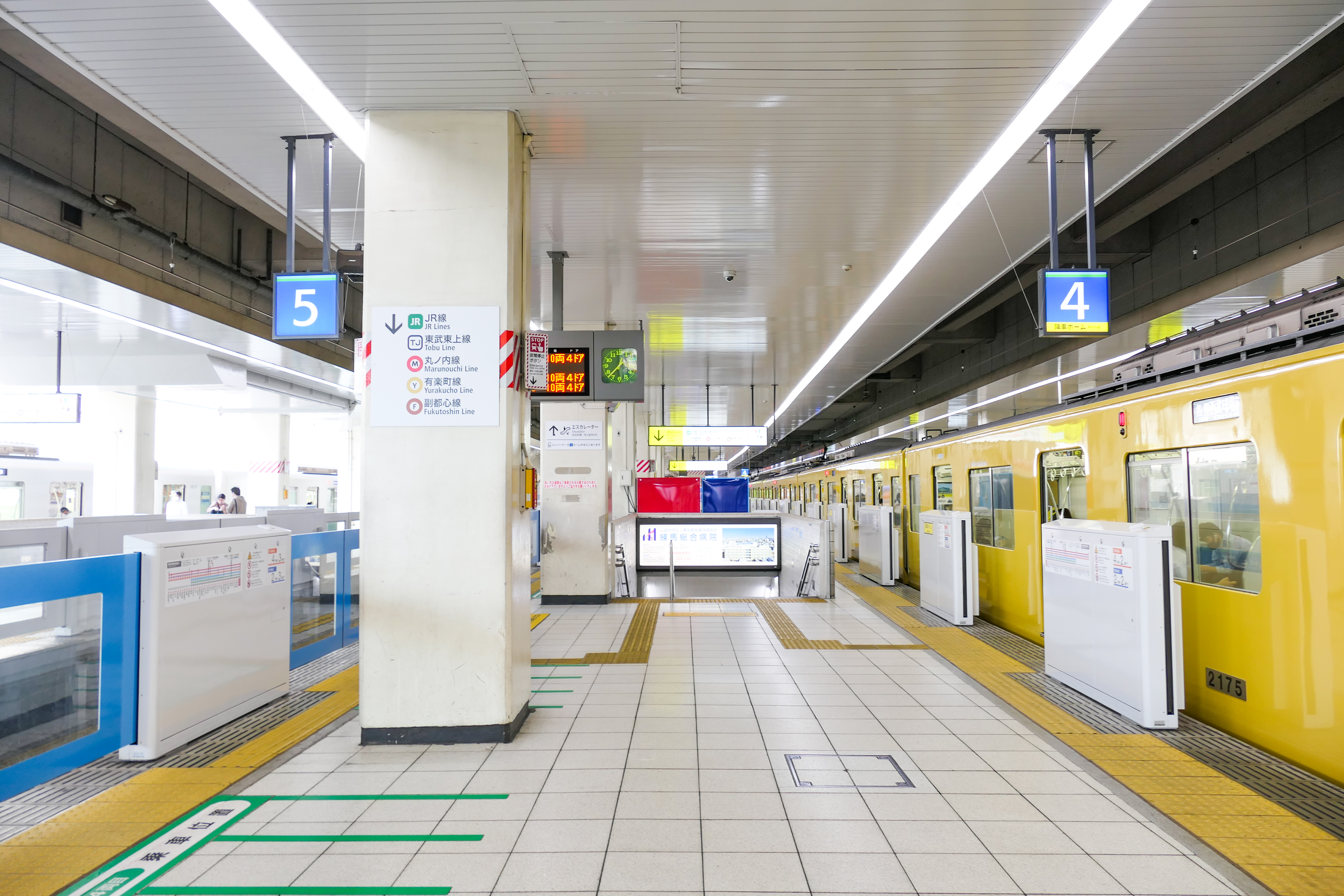
4・5號月台（2021年10月）
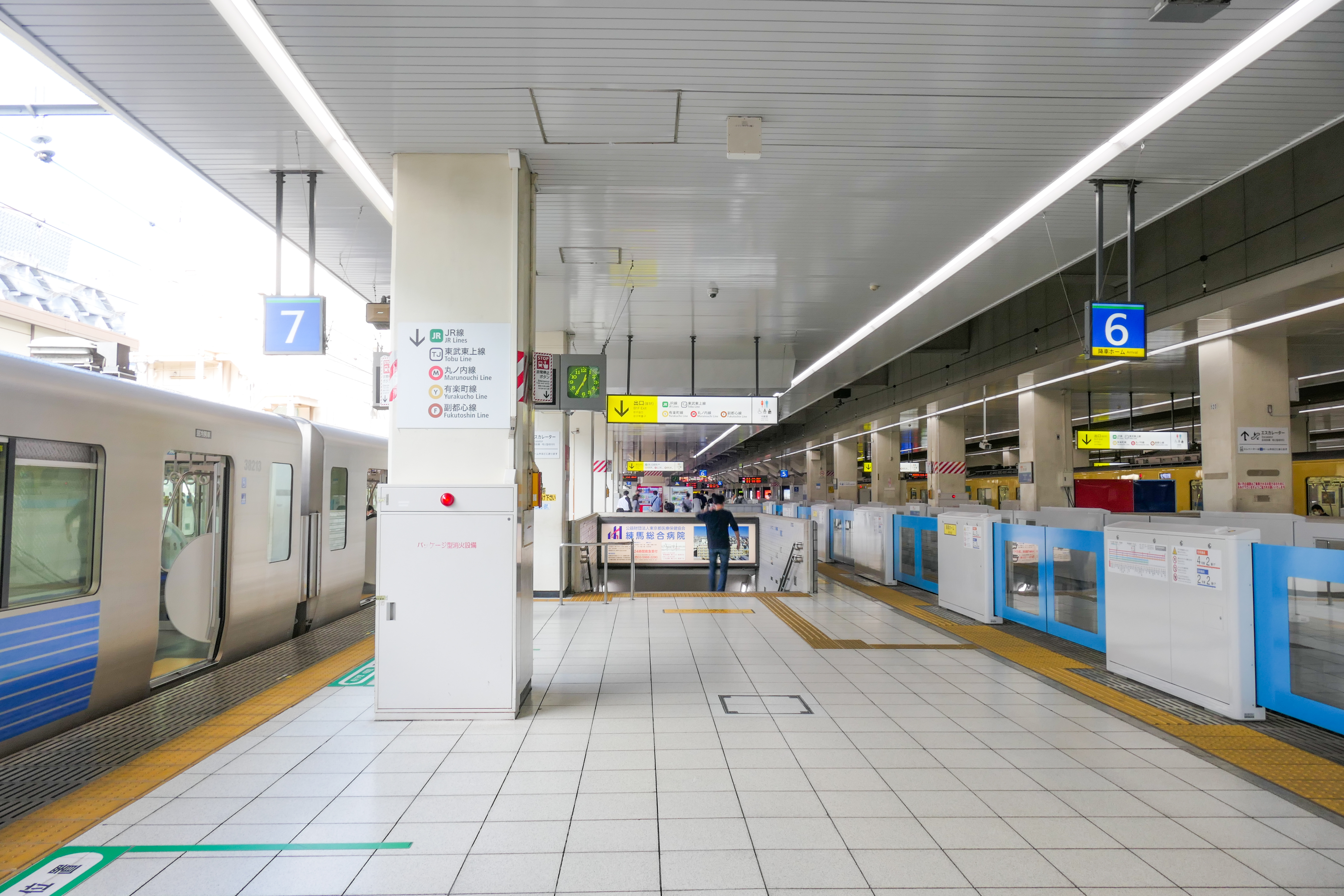
6・7號月台（2021年10月）
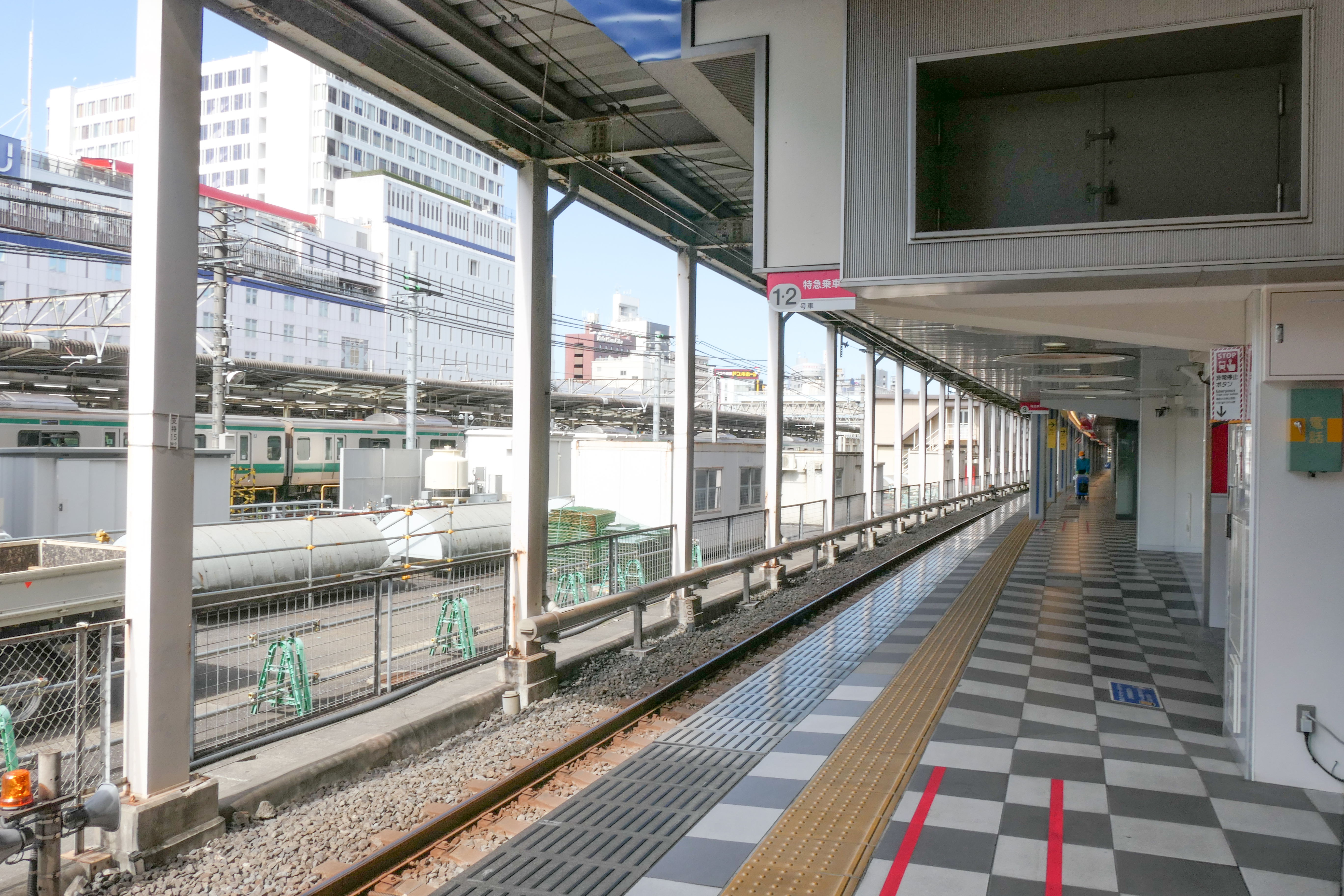
特急専用月台（2021年10月）

##### 配線圖
| | 西武鐵道 池袋站 鐵道配線略圖 | → 練馬、所澤 、飯能、秩父 方向 |
| 图例 参考文献： * 電気車研究会、『鉄道ピクトリアル』、通巻第716号 2002年4月 臨時増刊号 「特集 - 西武鉄道」、巻末折込「西武鉄道 配線略図 （2001年12月15日現在）」 * 西武鉄道公式サイト 電車・駅のご案内 池袋駅 ※白線劃格為下車專用，紫色為特急專用月台，數字是月台編號 |                              |                                |

##### 備註
- 1976年以前，7號月台與JR山手貨物線之間有軌道連結。撤除後改作為留置線。原先有兩條可停靠10輛編組列車的留置線在2015年撤除一條。留置線在7號月台端分岐，列車出線時須先進入特急月台再開往7號月台。
- 在2006年、2008年改點以前，月台的發車種別與入線順序皆有規律性。現在已難以找出排班規則。
- 秩父單車列車（日语：サイクルトレイン）與西武巨蛋臨時列車運行時，西武時刻表公布的發車月台會視情況變更[注釋 4]。
- 對應東京地下鐵有樂町線、副都心線的6000系在運用上會出現在本站與有樂町線池袋站、副都心線池袋站3處。
- 過去特急月台設有柵欄與自動驗票閘門限制進入。2013年6月9日導入無票服務（愛稱Smooz）後廢除特急券剪票口，乘客乘車後由車掌使用攜帶式終端機確認特急券購票資訊（指定席以外的乘客須驗票）。2015年撤除驗票閘門（7號月台之間的柵欄仍保留），可自由進入。
- 2016年2月起，2號月台設置月台門。3月5日啟用。計畫在2017年度以前在1、7號月台以外的所有月台設置月台門。

### 東京地下鐵
東京地下鐵池袋站設有三座月台，分別供丸之內線、有樂町線和副都心線獨自使用，其月台編號則是按啟用次序順序排列。三座月台之間，只有丸之內線和副都心線的月台設有站內換乘通道，換乘有樂町線需離開車站。因此，往來要町以西與丸之內線新大塚以東搭乘副都心線會較便利。
2009年3月26日，副都心線大廳的站內商業設施「Echika池袋」部分開幕。是次於表參道站「Echika表參道」的第二間。同年11月27日有樂町線大廳「Echika池袋」擴大營業，之後西口商業設施「Esola池袋」開幕。
本站為站務管區所在站。管理池袋站務管區池袋地域、東池袋地域、小竹向原地域。

#### 丸之內線
池袋站是丸之內線的起點站，採島式月台1面2線設計。車站月台位於東西向中央聯絡通道下方的地底。月台西端、中央、東端三處皆有階梯通往三個剪票口，東端另有電扶梯，西端設置電梯。東端剪票口附近有定期券售票處與廁所。
在現有月台完成前，丸之內線池袋站在現址東側（現在轉轍器的位置）設置對向式設計臨時月台，直到1960年現有月台完成為止。
月台西端有止衝擋，以前往剪票口層的階梯在兩側後方，之後往東移到現在的位置。因此騰出的空間曾作為Metro pia（站內商店，現已關閉）使用。現在是前往副都心線的連絡通道。
2006年設置柵欄與月台門。

##### 月台配置
| 月台 | 路線     | 目的地                             |
| ---- | -------- | ---------------------------------- |
| 1、2 | 丸之內線 | 東京、銀座、新宿、荻窪、方南町方向 |

（來源：東京地下鐵:構內圖 （页面存档备份，存于））

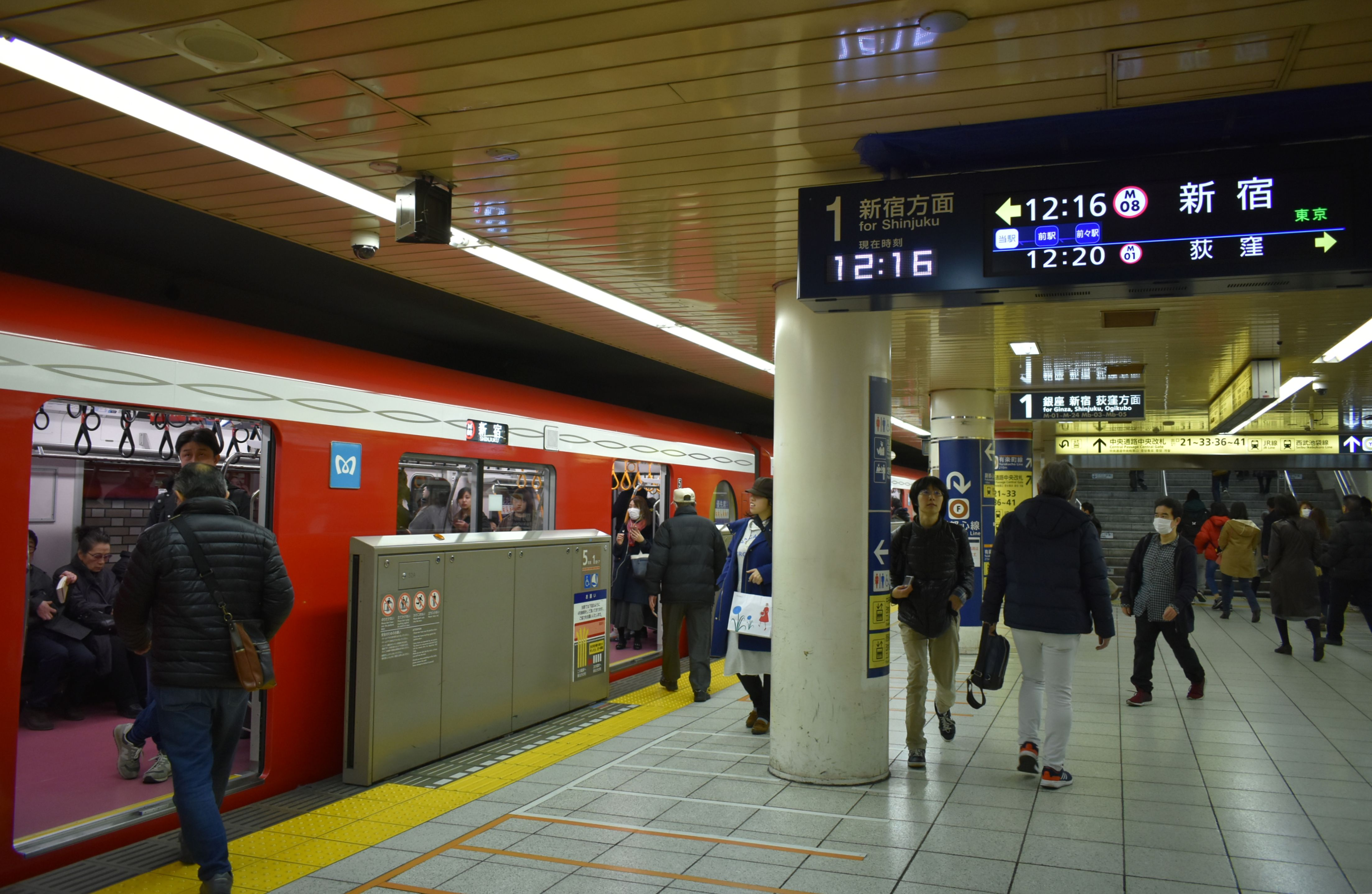
池袋站，1號月台往新宿站列車（2019年2月）
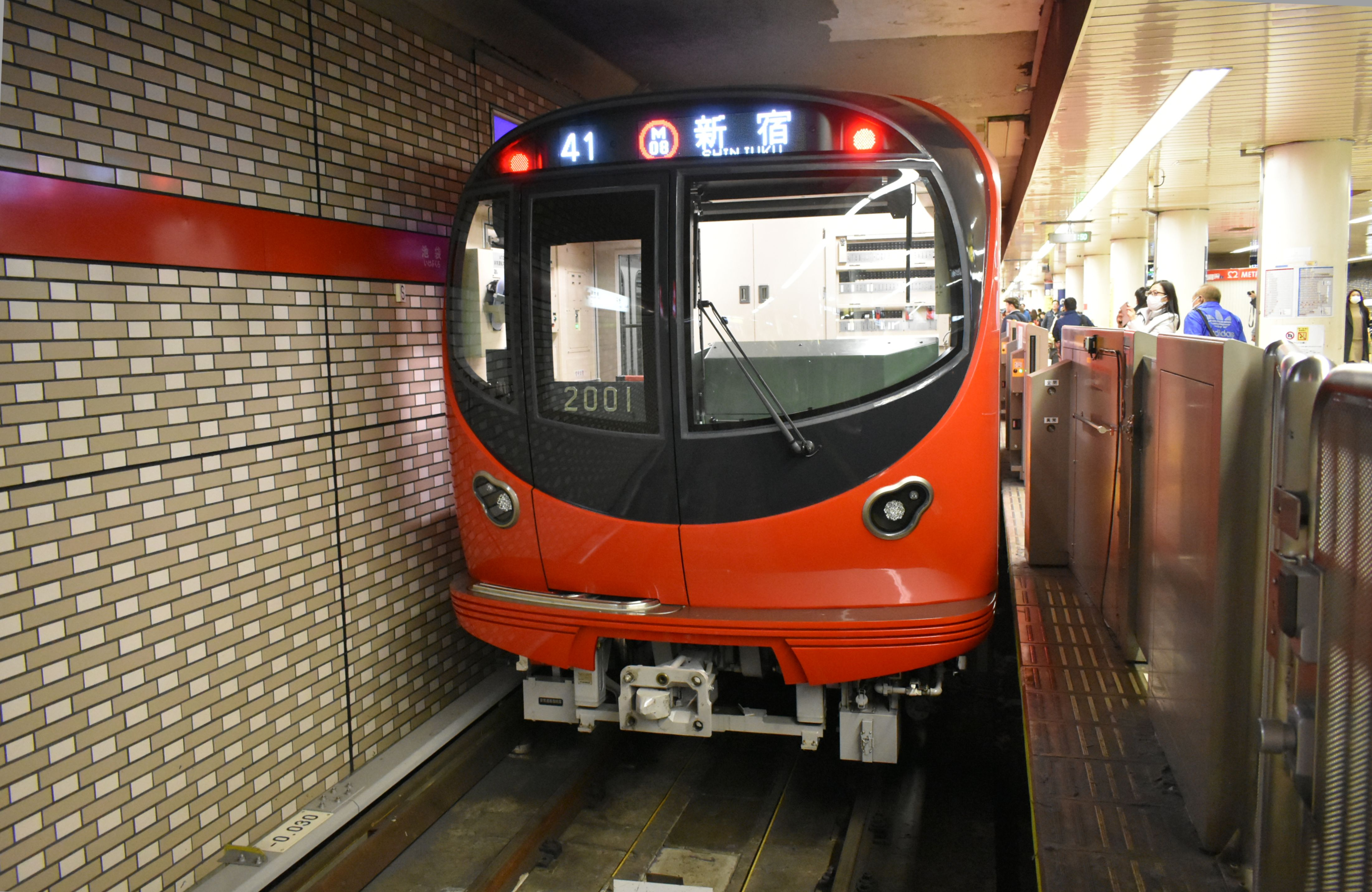
同左，2000系電車正面（2019年2月）

#### 有樂町線
有樂町線池袋站的月台位於東西向的南聯絡通道下方地底第二層，採用島式月台1面2線的設計。西側與東側兩個剪票口皆有階梯通往月台，西側並設有電梯。西口剪票口附近有定期券售票處與廁所。
車站的月台編號原本和丸之內線分開編號，在1994年12月7日新線池袋站開業後則接續丸之內線編為3、4號月台。另外，1980年以前曾設有自動驗票閘門，但因技術問題撤除。副都心線開業時於剪票口附近增設列車資訊顯示器，同時變更廣播內容。
車站靠近要町站的一邊設有丫字型的折返線，尾班車後則用作翌日首班列車的留置線。
2009年11月27日，付費區外通道（包含副都心線連絡通道）的「Echika池袋」擴大營業，同時「Esola池袋」開幕。大廳也隨之進行整修。

##### 月台配置
| 月台 | 路線     | 目的地                     |
| ---- | -------- | -------------------------- |
| 3    | 有樂町線 | 飯田橋、有樂町、新木場方向 |
| 4    | 有樂町線 | 和光市、森林公園、飯能方向 |

（來源：東京地下鐵:構內圖 （页面存档备份，存于））

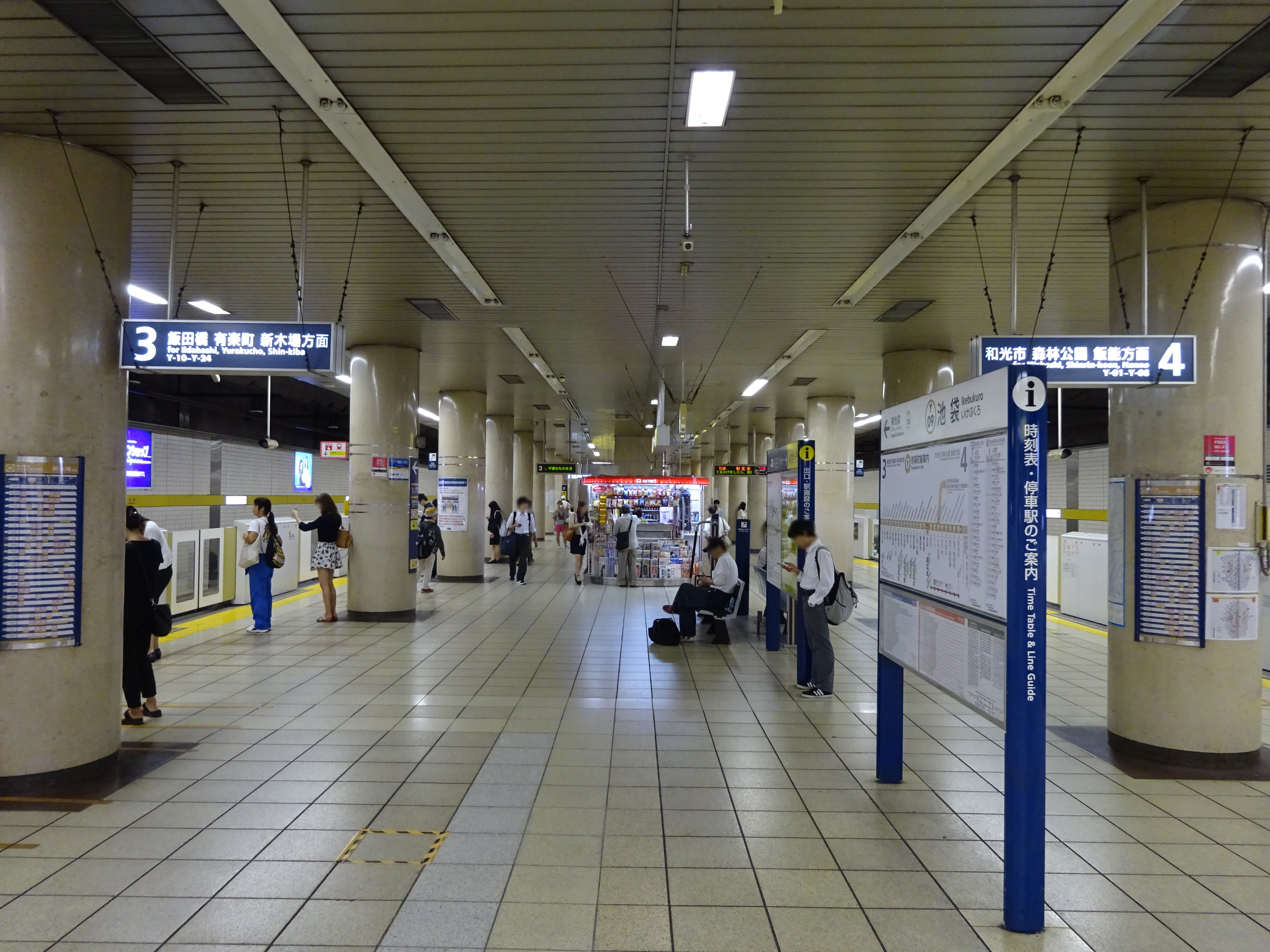
有樂町線月台（2016年6月）

#### 副都心線
地下4層島式月台1面2線地下車站。月台在要町通地下的西通道（東西向中央連絡通路的西側延長線上）下方。
西側與東側兩個剪票口皆有階梯、電梯、電扶梯通往月台。轉乘丸之內線可利用本站月台東側的連絡通道。
開業當時，本站作為有樂町線新線車站，稱為「新線池袋站」（但正式站名為「池袋站」），副都心線通車後旅客導覽上的稱呼從「新線池袋站」改為「池袋站」，並進行下述設備更新。
- 設置月台門（2007年12月設置，2008年4月1日啟用）。
- 新設直通丸之內線的站內轉乘通道。
- 增設電扶梯。
- 增設一台電梯[注釋 7]（地下2層～丸之內線付費區內轉乘通道）。
- 增設自動售票機。此外，擴大窗口的票務處理範圍。以前僅限定小竹向原～和光市之間與東武東上線、西武池袋線部分區間，現在包含東京地下鐵、都營地下鐵全站。

本站在新線池袋站開業時，於要町側設有橫渡線。該橫渡線在有樂町線新線時代經常使用，開業後副都心線與有樂町線、東武東上線、西武池袋線的時刻表十分混亂，因此僅在緊急時供池袋～澀谷間折返時時使用。2013年3月16日改點起設定本站終停列車，因線路容量限制，最早2班在回送小竹向原～千川站間中線後，讓千川始發列車駛入。以外全部直接回送小竹向原、和光市方向。
東京地下鐵成立後，在新成立副都心線車站（千川～澀谷間）中，本站是唯一使用營團地下鐵時代○標誌乘車口資訊（「○○○」）、列車接近資訊（「電車がきます」），與其他副都心線車站展現不同氛圍。這是由於僅本站在1994年12月7日以有樂町線新線車站先行開業因而保。另外，新線時代當時千川、要町兩站尚未開業。
2009年3月26日，付費區外通道的「Echika池袋」開業。

##### 月台配置
| 月台 | 路線     | 目的地                                  |
| ---- | -------- | --------------------------------------- |
| 5    | 副都心線 | 新宿三丁目、澀谷、橫濱、元町·中華街方向 |
| 6    | 副都心線 | 和光市、森林公園、飯能方向              |

（來源：東京地下鐵:構內圖 （页面存档备份，存于））

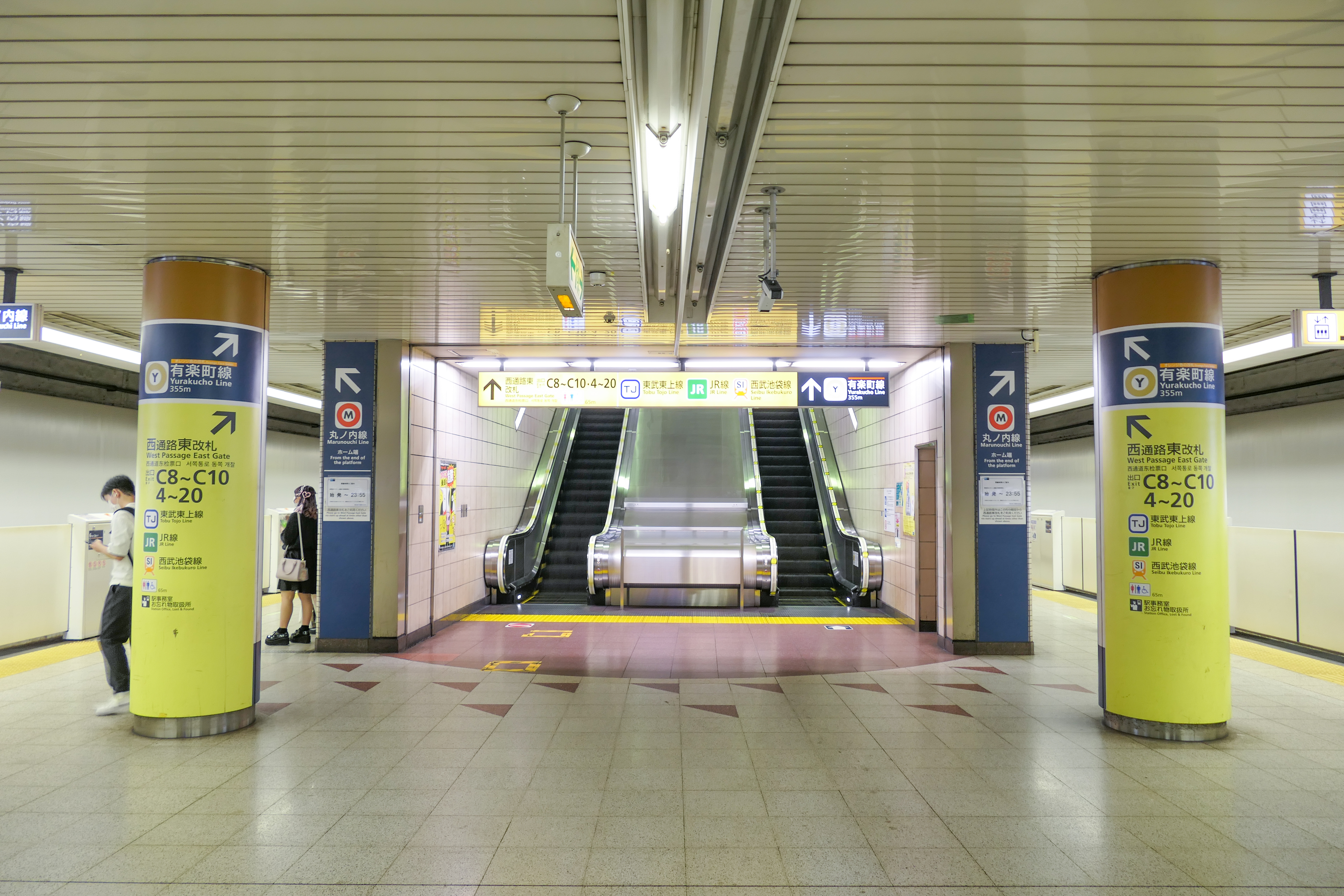
副都心線月台（2021年10月）

## 利用狀況
2017年度各公司合計之上下車人次約267萬人，世界上僅次於新宿站、澀谷站位居第3。若不計相互直通運轉的通過人員，本站僅次於新宿站高居世界第2位。使用人數在1992年度達到最高峰後逐漸下降。
各公司合計之1日平均上下車人次在1992年度達到約312萬人記錄，1996年度以前仍維持在300萬人。2001年度滑落至270萬人，5年衰退30萬人以上。
2008年6月東京地下鐵副都心線開業後，吸引JR東日本、東武、西武各路線部分使用者搭乘，該年三公司乘車人數減少約4.4萬人，東京地下鐵各線乘車人次合計比前年上升約6.4千人。
- JR東日本 - 2019年度1日平均上車人次為558,623人[使用人數 1]。
  - 該公司內僅次於新宿站位居第2位。
- 東武鐵道 - 2017年度1日平均上下車人次為482,214人[使用人數 2]。
  - 該公司第1，但2008年度以後跌破50萬人次，與第2位北千住站僅差距3萬人左右。
- 西武鐵道 - 2017年度1日平均上下車人次為489,006人[使用人數 3]。
  - 該公司第1位。高峰時達67萬人，曾是日本最大私鐵總站，近年跌破50萬人。
- 東京地下鐵 - 2017年度1日平均上下車人次為568,316人[使用人數 4]。
  - 該公司第1位，不包含東京地下鐵線內轉乘人次。
  - 包含東京地下鐵線內轉乘人次在內，2016年度各路線1日平均上下車人次如下，3路線合計達650,013人[乗降データ 1]。
    - 丸之內線 - 309,902人 - 該線內第1位。
    - 有樂町線 - 188,196人 - 該線內次於小竹向原站、有樂町站、豐洲站位居第4位。
    - 副都心線 - 151,915人 - 該線內次於澀谷站、小竹向原站、新宿三丁目站名列第4位。

### 各年度1日平均上下車人次
各年度1日平均上下車人次如下表。
- 東京地下鐵不包含公司內轉乘。

| 年度               | 東武鐵道           | 東武鐵道 | 西武鐵道           | 西武鐵道 | 東京地下鐵         | 東京地下鐵 |
| 年度               | 1日平均 上下車人次 | 增長率   | 1日平均 上下車人次 | 增長率   | 1日平均 上下車人次 | 增長率     |
| ------------------ | ------------------ | -------- | ------------------ | -------- | ------------------ | ---------- |
| 1978年（昭和53年） | 540,308            |          |                    |          |                    |            |
| 1994年（平成06年） | 604,039            |          |                    |          |                    |            |
| 1997年（平成09年） |                    |          | 613,080            |          |                    |            |
| 1998年（平成10年） | 552,575            |          | 565,112            | −7.8%    |                    |            |
| 1999年（平成11年） | 543,297            | −1.7%    | 549,471            | −2.8%    | 492,454            |            |
| 2000年（平成12年） | 540,167            | −0.6%    | 536,219            | −2.4%    | 485,133            | −1.5%      |
| 2001年（平成13年） | 536,231            | −0.7%    | 521,596            | -2.7%    | 478,167            | −1.4%      |
| 2002年（平成14年） | 529,195            | −1.3%    | 512,959            | -1.7%    | 468,785            | −2.0%      |
| 2003年（平成15年） | 524,684            | −0.9%    | 510,279            | −0.5%    | 463,350            | −1.2%      |
| 2004年（平成16年） | 517,177            | −1.4%    | 507,657            | −0.5%    | 465,596            | 0.5%       |
| 2005年（平成17年） | 511,231            | −1.1%    | 511,078            | 0.7%     | 468,526            | 0.6%       |
| 2006年（平成18年） | 510,972            | −0.1%    | 514,829            | 0.7%     | 491,958            | 5.0%       |
| 2007年（平成19年） | 519,271            | 1.6%     | 520,164            | 1.0%     | 475,960            | −3.3%      |
| 2008年（平成20年） | 497,425            | −4.5%    | 504,658            | −3.0%    | 505,540            | 6.2%       |
| 2009年（平成21年） | 475,941            | −4.3%    | 487,603            | −3.4%    | 482,723            | −4.5%      |
| 2010年（平成22年） | 467,770            | −1.7%    | 476,989            | −2.2%    | 476,336            | −1.3%      |
| 2011年（平成23年） | 464,908            | −0.6%    | 472,022            | −1.0%    | 470,284            | −1.3%      |
| 2012年（平成24年） | 471,990            | 1.5%     | 479,467            | 1.6%     | 483,952            | 2.9%       |
| 2013年（平成25年） | 476,756            | 1.0%     | 484,446            | 1.0%     | 523,834            | 8.2%       |
| 2014年（平成26年） | 472,132            | −1.0%    | 478,545            | −1.2%    | 529,698            | 1.1%       |
| 2015年（平成27年） | 477,834            | 1.2%     | 483,407            | 1.0%     | 548,839            | 3.6%       |
| 2016年（平成28年） | 479,869            | 0.4%     | 484,951            | 0.3%     | 557,043            | 1.5%       |
| 2017年（平成29年） | 482,214            | 0.5%     | 489,006            | 0.8%     | 568,316            | 2.0%       |
| 2018年（平成30年） | 482,804            | 0.1%     | 490,259            | 0.3%     | 575,043            | 1.2%       |
| 2019年（令和元年） | 476,276            | −1.4%    | 484,665            | −1.1%    |                    |            |

### 各年度1日平均上車人次（1880年代－1930年代）
各年度1日平均上車人次如下表。
| 年度               | 日本鐵道 / 國鐵 | 東武鐵道   | 武藏野鐵道 | 來源              |
| ------------------ | --------------- | ---------- | ---------- | ----------------- |
| 1903年（明治36年） | 75              | 未開業     | 未開業     | [ 東京府統計 1 ]  |
| 1904年（明治37年） | 87              | 未開業     | 未開業     | [ 東京府統計 2 ]  |
| 1905年（明治38年） | 93              | 未開業     | 未開業     | [ 東京府統計 3 ]  |
| 1907年（明治40年） | 134             | 未開業     | 未開業     | [ 東京府統計 4 ]  |
| 1908年（明治41年） | 154             | 未開業     | 未開業     | [ 東京府統計 5 ]  |
| 1909年（明治42年） | 242             | 未開業     | 未開業     | [ 東京府統計 6 ]  |
| 1911年（明治44年） | 579             | 未開業     | 未開業     | [ 東京府統計 7 ]  |
| 1912年（大正元年） | 820             | 未開業     | 未開業     | [ 東京府統計 8 ]  |
| 1913年（大正02年） | 1,074           | 未開業     | 未開業     | [ 東京府統計 9 ]  |
| 1914年（大正03年） | 1,318           | [ 備註 2 ] | 未開業     | [ 東京府統計 10 ] |
| 1915年（大正04年） | 1,491           |            | [ 備註 3 ] | [ 東京府統計 11 ] |
| 1916年（大正05年） | 1,787           |            | 145        | [ 東京府統計 12 ] |
| 1919年（大正08年） | 3,688           |            | 438        | [ 東京府統計 13 ] |
| 1920年（大正09年） | 5,627           | 764        | 912        | [ 東京府統計 14 ] |
| 1922年（大正11年） | 11,265          |            | 1,463      | [ 東京府統計 15 ] |
| 1923年（大正12年） | 15,155          | 495        | 2,031      | [ 東京府統計 16 ] |
| 1924年（大正13年） | 18,169          | 1,346      | 2,777      | [ 東京府統計 17 ] |
| 1925年（大正14年） | 19,261          | 949        | 4,836      | [ 東京府統計 18 ] |
| 1926年（昭和元年） | 21,809          | 1,007      | 7,165      | [ 東京府統計 19 ] |
| 1927年（昭和02年） | 24,457          | 577        | 9,693      | [ 東京府統計 20 ] |
| 1928年（昭和03年） | 27,767          | 594        | 10,213     | [ 東京府統計 21 ] |
| 1929年（昭和04年） | 29,448          | 756        | 13,318     | [ 東京府統計 22 ] |
| 1930年（昭和05年） | 28,963          | 788        | 11,499     | [ 東京府統計 23 ] |
| 1931年（昭和06年） | 28,706          | 770        | 10,997     | [ 東京府統計 24 ] |
| 1932年（昭和07年） | 29,560          | 882        | 7,850      | [ 東京府統計 25 ] |
| 1933年（昭和08年） | 28,980          | 1,081      | 10,640     | [ 東京府統計 26 ] |
| 1934年（昭和09年） | 30,389          | 1,209      | 10,636     | [ 東京府統計 27 ] |
| 1935年（昭和10年） | 31,576          | 1,367      | 11,175     | [ 東京府統計 28 ] |

### 各年度1日平均上車人次（1953年－2000年）
| 年度               | 國鐵 / JR東日本 | 營團     | 營團     | 東武鐵道 | 西武鐵道 | 來源、備註        |
| 年度               | 國鐵 / JR東日本 | 丸之內線 | 有樂町線 | 東武鐵道 | 西武鐵道 | 來源、備註        |
| ------------------ | --------------- | -------- | -------- | -------- | -------- | ----------------- |
| 1953年（昭和28年） | 80,812          |          | 未開業   |          |          | （僅國鐵）        |
| 1954年（昭和29年） | 124,308         |          | 未開業   |          |          | （僅國鐵）        |
| 1955年（昭和30年） | 94,325          |          | 未開業   |          |          | （僅國鐵）        |
| 1956年（昭和31年） | 175,384         | 42,134   | 未開業   | 81,251   | 88,430   | [ 東京都統計 4 ]  |
| 1957年（昭和32年） | 194,962         | 59,768   | 未開業   | 90,904   | 100,428  | [ 東京都統計 5 ]  |
| 1958年（昭和33年） | 208,294         | 76,999   | 未開業   | 99,182   | 111,751  | [ 東京都統計 6 ]  |
| 1959年（昭和34年） | 225,184         | 86,446   | 未開業   | 111,094  | 124,226  | [ 東京都統計 7 ]  |
| 1960年（昭和35年） | 245,613         | 87,373   | 未開業   | 122,103  | 137,881  | [ 東京都統計 8 ]  |
| 1961年（昭和36年） | 254,026         | 103,782  | 未開業   | 141,191  | 154,556  | [ 東京都統計 9 ]  |
| 1962年（昭和37年） | 279,027         | 118,962  | 未開業   | 156,319  | 170,439  | [ 東京都統計 10 ] |
| 1963年（昭和38年） | 341,128         | 129,980  | 未開業   | 169,613  | 186,481  | [ 東京都統計 11 ] |
| 1964年（昭和39年） | 384,326         | 137,101  | 未開業   | 185,329  | 201,658  | [ 東京都統計 12 ] |
| 1965年（昭和40年） | 397,250         | 150,941  | 未開業   | 198,792  | 213,351  | [ 東京都統計 13 ] |
| 1966年（昭和41年） | 410,049         | 159,961  | 未開業   | 205,912  | 220,280  | [ 東京都統計 14 ] |
| 1967年（昭和42年） | 422,310         | 167,592  | 未開業   | 216,215  | 230,633  | [ 東京都統計 15 ] |
| 1968年（昭和43年） | 433,422         | 178,974  | 未開業   | 224,561  | 237,658  | [ 東京都統計 16 ] |
| 1969年（昭和44年） | 409,048         | 186,337  | 未開業   |          | 247,401  | [ 東京都統計 17 ] |
| 1970年（昭和45年） | 422,573         | 190,844  | 未開業   | 235,756  | 255,068  | [ 東京都統計 18 ] |
| 1971年（昭和46年） | 434,615         | 193,044  | 未開業   | 241,311  | 258,981  | [ 東京都統計 19 ] |
| 1972年（昭和47年） | 447,515         | 191,123  | 未開業   | 248,877  | 267,258  | [ 東京都統計 20 ] |
| 1973年（昭和48年） | 446,770         | 183,233  | 未開業   | 254,819  | 272,195  | [ 東京都統計 21 ] |
| 1974年（昭和49年） | 462,959         | 180,879  | 45,948   | 263,852  | 280,329  | [ 東京都統計 22 ] |
| 1975年（昭和50年） | 446,402         | 170,038  | 62,923   | 264,246  | 284,918  | [ 東京都統計 23 ] |
| 1976年（昭和51年） | 455,362         | 166,362  | 70,986   | 264,230  | 291,973  | [ 東京都統計 24 ] |
| 1977年（昭和52年） | 435,885         | 166,959  | 77,756   | 217,841  | 296,507  | [ 東京都統計 25 ] |
| 1978年（昭和53年） | 461,751         | 158,893  | 78,008   | 270,153  | 297,899  | [ 東京都統計 26 ] |
| 1979年（昭和54年） | 457,816         | 160,055  | 79,678   | 270,175  | 296,415  | [ 東京都統計 27 ] |
| 1980年（昭和55年） | 441,877         | 161,896  | 84,753   | 274,386  | 508,025  | [ 東京都統計 28 ] |
| 1981年（昭和56年） | 451,301         | 165,912  | 88,786   | 278,359  | 297,416  | [ 東京都統計 29 ] |
| 1982年（昭和57年） | 456,753         | 167,562  | 91,507   | 281,792  | 303,299  | [ 東京都統計 30 ] |
| 1983年（昭和58年） | 457,536         | 160,396  | 101,008  | 271,473  | 296,492  | [ 東京都統計 31 ] |
| 1984年（昭和59年） | 470,784         | 156,800  | 108,545  | 265,600  | 293,408  | [ 東京都統計 32 ] |
| 1985年（昭和60年） | 482,049         | 157,345  | 113,493  | 269,647  | 298,184  | [ 東京都統計 33 ] |
| 1986年（昭和61年） | 489,353         | 161,156  | 118,742  | 275,847  | 306,995  | [ 東京都統計 34 ] |
| 1987年（昭和62年） | 515,773         | 162,030  | 120,891  | 280,473  | 312,669  | [ 東京都統計 35 ] |
| 1988年（昭和63年） | 551,033         | 164,049  | 127,249  | 285,805  | 323,058  | [ 東京都統計 36 ] |
| 1989年（平成元年） | 569,129         | 164,230  | 133,214  | 288,290  | 325,260  | [ 東京都統計 37 ] |
| 1990年（平成02年） | 590,479         | 164,293  | 137,644  | 295,510  | 331,975  | [ 東京都統計 38 ] |
| 1991年（平成03年） | 606,779         | 165,098  | 138,282  | 306,230  | 339,445  | [ 東京都統計 39 ] |
| 1992年（平成04年） | 605,830         | 164,370  | 140,907  | 307,732  | 342,625  | [ 東京都統計 40 ] |
| 1993年（平成05年） | 610,759         | 161,698  | 139,367  | 304,800  | 337,570  | [ 東京都統計 41 ] |
| 1994年（平成06年） | 610,523         | 158,904  | 138,022  | 303,271  | 330,290  | [ 東京都統計 42 ] |
| 1995年（平成07年） | 607,235         | 153,932  | 135,573  | 301,880  | 320,571  | [ 東京都統計 43 ] |
| 1996年（平成08年） | 609,679         | 150,652  | 131,986  | 296,200  | 317,800  | [ 東京都統計 44 ] |
| 1997年（平成09年） | 598,426         | 144,589  | 131,734  | 290,964  | 308,277  | [ 東京都統計 45 ] |
| 1998年（平成10年） | 576,989         | 140,208  | 118,121  | 279,232  | 283,907  | [ 東京都統計 46 ] |
| 1999年（平成11年） | 574,243         | 115,530  | 111,478  | 274,697  | 276,164  | [ 東京都統計 47 ] |
| 2000年（平成12年） | 570,255         | 132,551  | 111,137  | 272,403  | 269,712  | [ 東京都統計 48 ] |

### 注意事項
1. ↑  「原武史（2009）探究この世界 2009年 6-7月（NHK知る楽/月）」記載1966年度1日平均上車人次為410,067人，此處是採用東京都統計年鑑資料。

參考資料、書籍
- 1日平均上車人次 410,049人（1966年度）。來源：1966年度（昭和41年度）東京都統計年鑑PDF第6頁。日本國有鐵道關東支社審査統計。年度上車人次149,667,760除以365日的數值。
- 1日平均上車人次 410,067人（1966年度）。來源：原武史（2009）探究この世界 2009年 6-7月（NHK知る楽/月）第122頁。出版：日本放送出版協會。

### 各年度1日平均上車人次（2001年以後）
| 年度               | JR東日本 | 營團 / 東京地下鐵 | 營團 / 東京地下鐵 | 營團 / 東京地下鐵 | 東武鐵道 | 西武鐵道 | 來源              |
| 年度               | JR東日本 | 丸之內線          | 有樂町線          | 副都心線          | 東武鐵道 | 西武鐵道 | 來源              |
| ------------------ | -------- | ----------------- | ----------------- | ----------------- | -------- | -------- | ----------------- |
| 2001年（平成13年） | 563,911  | 130,803           | 109,863           | 未開業            | 270,307  | 262,175  | [ 東京都統計 49 ] |
| 2002年（平成14年） | 566,071  | 129,973           | 116,171           | 未開業            | 266,850  | 257,774  | [ 東京都統計 50 ] |
| 2003年（平成15年） | 565,940  | 129,068           | 104,585           | 未開業            | 264,260  | 256,013  | [ 東京都統計 51 ] |
| 2004年（平成16年） | 560,734  | 128,400           | 103,103           | 未開業            | 260,371  | 254,674  | [ 東京都統計 52 ] |
| 2005年（平成17年） | 564,669  | 128,718           | 103,843           | 未開業            | 257,397  | 256,263  | [ 東京都統計 53 ] |
| 2006年（平成18年） | 570,650  | 129,471           | 106,176           | 未開業            | 257,291  | 258,114  | [ 東京都統計 54 ] |
| 2007年（平成19年） | 589,837  | 131,128           | 111,896           | 未開業            | 260,695  | 261,164  | [ 東京都統計 55 ] |
| 2008年（平成20年） | 563,412  | 122,422           | 90,160            | 35,276            | 249,474  | 254,021  | [ 東京都統計 56 ] |
| 2009年（平成21年） | 548,249  | 119,290           | 80,400            | 37,632            | 238,391  | 245,730  | [ 東京都統計 57 ] |
| 2010年（平成22年） | 544,222  | 116,532           | 77,805            | 39,710            | 234,334  | 240,615  | [ 東京都統計 58 ] |
| 2011年（平成23年） | 544,762  | 115,251           | 76,254            | 39,931            | 233,192  | 238,573  | [ 東京都統計 59 ] |
| 2012年（平成24年） | 550,756  | 118,362           | 77,521            | 42,010            | 236,703  | 242,238  | [ 東京都統計 60 ] |
| 2013年（平成25年） | 550,350  | 126,561           | 81,508            | 49,785            | 238,961  | 244,402  | [ 東京都統計 61 ] |
| 2014年（平成26年） | 549,503  | 127,822           | 82,029            | 50,991            | 236,737  | 241,573  | [ 東京都統計 62 ] |
| 2015年（平成27年） | 556,780  | 132,172           | 85,123            | 53,106            | 240,339  | 244,942  | [ 東京都統計 63 ] |
| 2016年（平成28年） | 559,920  | 133,805           | 85,721            | 53,995            | 239,921  | 244,972  | [ 東京都統計 64 ] |
| 2017年（平成29年） | 566,516  | 136,452           | 87,236            | 55,175            | 241,151  | 247,058  | [ 東京都統計 65 ] |
| 2018年（平成30年） | 566,994  | 137,729           | 88,329            | 56,068            | 241,521  | 247,767  | [ 東京都統計 66 ] |
| 2019年（令和元年） | 558,623  |                   |                   |                   |          |          |                   |

### 備註
1. ↑  1903年4月1日開業。
2. ↑  1914年5月1日開業。
3. ↑  1915年4月15日開業。
4. ↑  1974年10月30日開業。開業日至1975年3月31日為止共153日的統計資料。

## 鄰近地點

### 東池袋
- 池袋P'PARCO
- BIC CAMERA
  - 池袋本店
  - 池袋本店電腦館、Sofmap池袋本店電腦館
  - 池袋東口相機館（Green大通）
- 山田電機
  - LABI1日本總本店池袋
  - LABI1池袋Mobile Dream館
- UNIQLO池袋東口店
- GU池袋東口店
- 新文藝座
- 舊豐島區役所（日语：豊島区役所）
- 豐島公會堂（日语：豊島公会堂）
- 池袋保健所
- 豐島區區民中心（コア・いけぶくろ）
- 豐島區生活產業廣場
- 中池袋公園
- HUMAX Pavilion（ヒューマックスパビリオン）
  - 東池袋店
  - 池袋陽光城60通店
    - 池袋HUMAX CINEMAS（日语：ヒューマックスシネマ）
- ABC-MART（日语：ABCマート）池袋店、池袋陽光城60通店、池袋ANNEX店
- 東急手創館池袋店
- 池袋醫院
- 陽光城
  - 陽光城60
  - 陽光60瞭望台
  - 陽光水族館（日语：サンシャイン水族館）
  - 太陽城王子大飯店（日语：プリンスホテル）
  - alpa（日语：アルパ (商業施設)）
    - 陽光城60內郵便局

  - World Import Mart大廈（ワールドインポートマートビル ）
    - NAMJATOWN（日语：ナムコ・ナンジャタウン）
    - 陽光水族館
    - 柯尼卡美能達天象儀館“滿天”
    - 陽光城ALTA（日语：サンシャインシティ・アルタ）
    - 東京都旅券課池袋分室（護照申請受理）

  - 文化會館
    - 陽光劇場（日语：サンシャイン劇場）
    - 古代東方博物館（日语：古代オリエント博物館）
- 東池袋中央公園（日语：東池袋中央公園）
- 東池袋出入口（首都高速5號池袋線）
- 西友陽光城店
- WACCA IKEBUKURO
- 豐島郵便局（日语：豊島郵便局）
  - 郵貯銀行豐島店
- 池袋站前郵便局
- 池袋陽光城通郵便局
- 瑞穗銀行池袋支店
- 三菱東京UFJ銀行池袋支店
- 東京信用金庫（日语：東京信用金庫）本店
- 第四銀行（日语：第四銀行）池袋支店
- 乙女路
- 豐島ECO MUSEE TOWN（日语：としまエコミューゼタウン）
- OWL TOWER（アウルタワー）
- Rise City池袋（日语：ライズシティ池袋）
- 東池袋站 - 有樂町線
- 東池袋四丁目停留場 - 都電荒川線
- 帝京平成大學（日语：帝京平成大学）（池袋校區）
- 東京福祉大學（池袋校區 本館）
- 豐島岡女子學園中學校、高等學校（日语：豊島岡女子学園中学校・高等学校）

### 南池袋

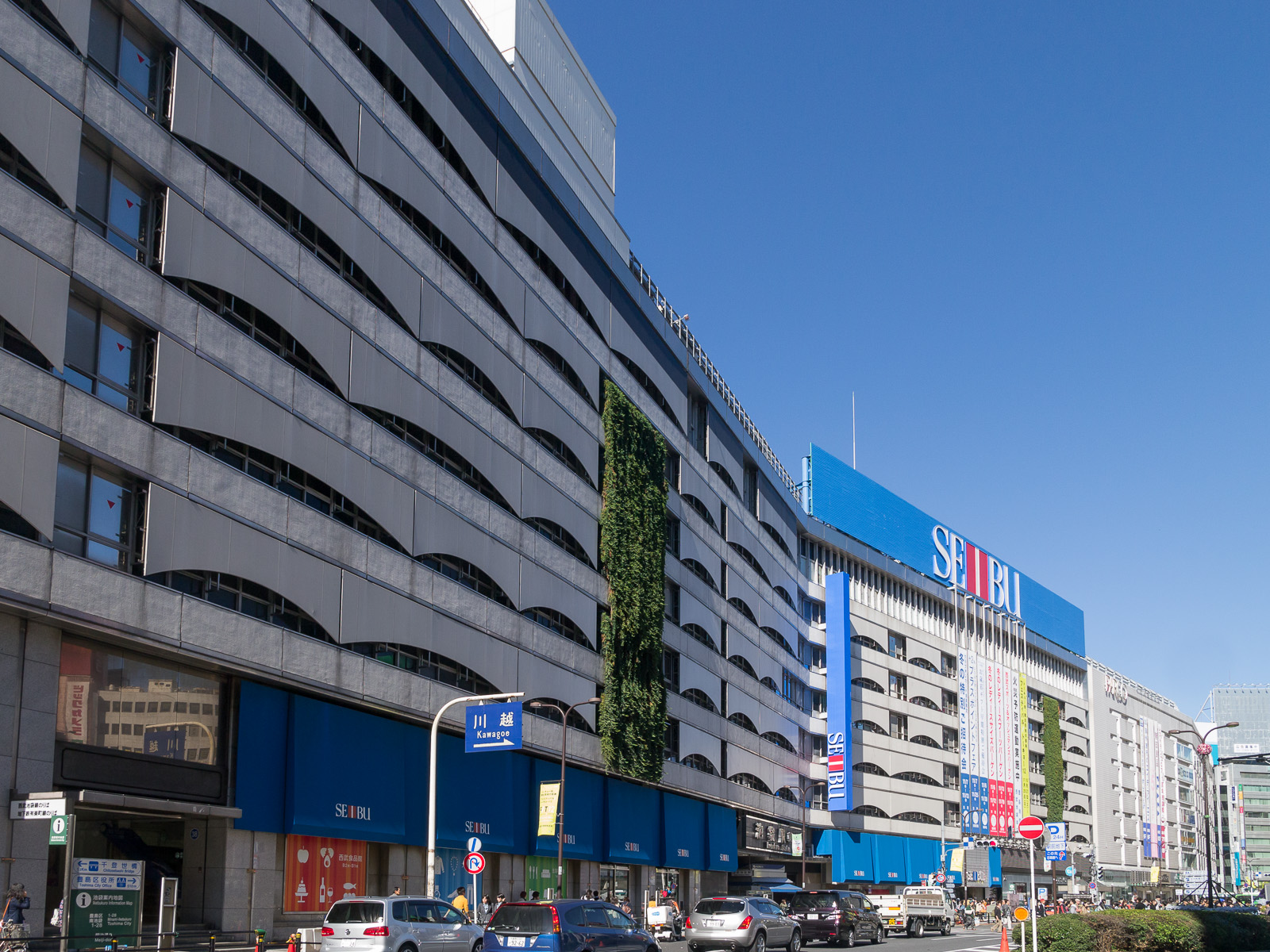
西武池袋本店

- 西武池袋本店 - 中央剪票口、南剪票口直通
  - 池袋Loft
  - 無印良品池袋西武店
  - 池袋西武簡易郵便局
- 池袋PARCO - 中央剪票口直通
- Auntie Anne's（日语：アンティ・アンズ）池袋東口店
- 唐吉訶德池袋東口站前店
- 池袋購物園區（日语：池袋ショッピングパーク） (ISP) - 東口站前廣場地下街
- HUMAX Pavilion南池袋店
- VIEW PLAZA（日语：びゅうプラザ）池袋站東口
- 池袋Green通郵便局
- 三菱東京UFJ銀行池袋東口支店
- 三井住友銀行池袋東口支店
- 里索那銀行池袋支店
- 淑德大學池袋衛星校區）
- 東京音樂大學
- 南池袋公園（日语：南池袋公園）（2016年4月重新開幕）
- 西武高速巴士池袋售票中心

### 東池袋、南池袋
- 明治通（東口站前的南北向道路）

### 西池袋

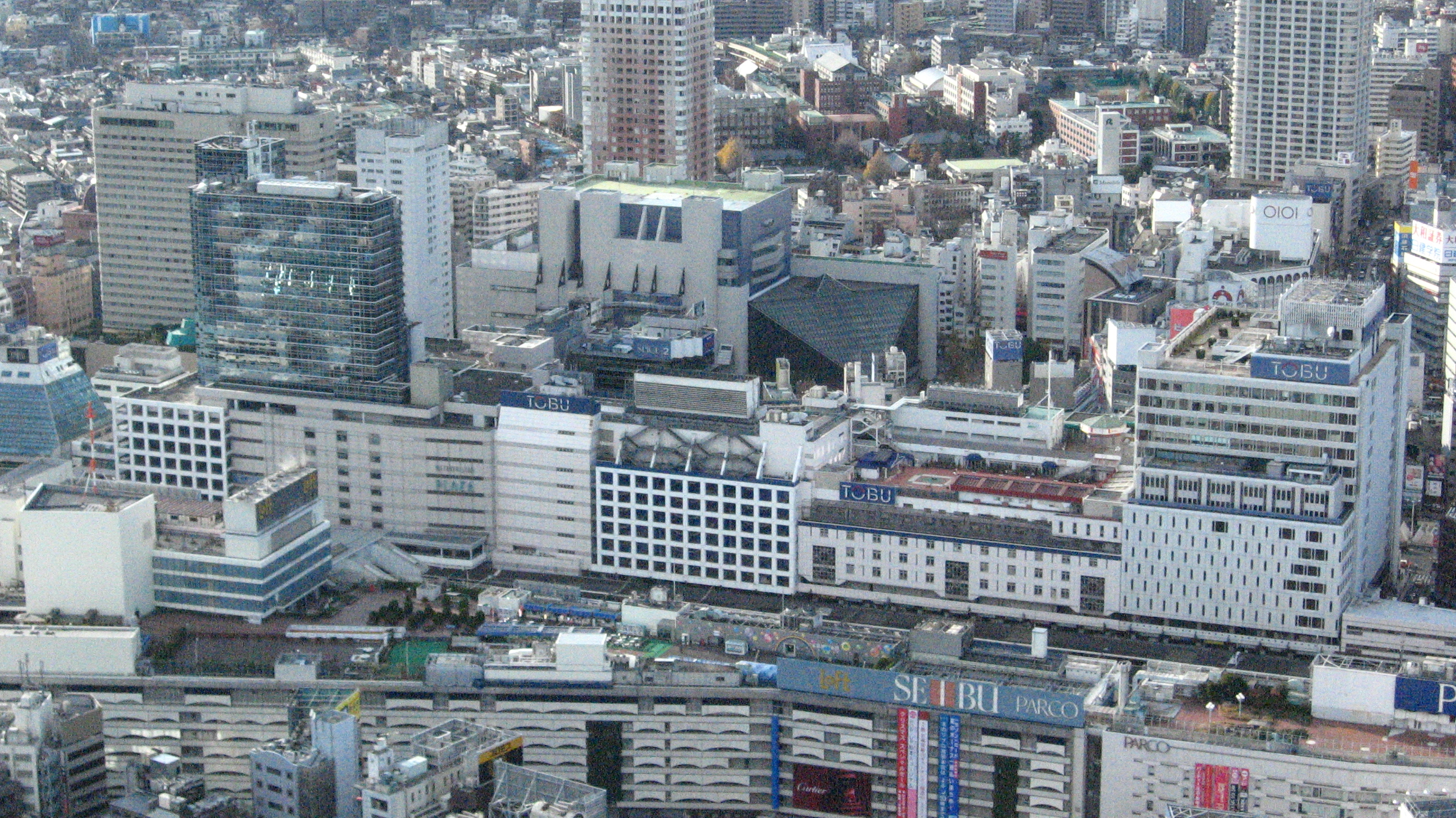
東武百貨店本店

- 東武百貨店本店（池袋東武） - 北剪票口、中央剪票口、南剪票口直通
  - 旭屋書店（日语：旭屋書店）池袋店
- 東武HOPE CENTER（日语：東武ホープセンター）（池袋西口地下街）
- 東武鐵道東上業務部
- Esola池袋（日语：エソラ池袋）
- ROSA會館（日语：ロサ会館）（娛樂中心）
  - CINEMA ROSA（電影院）
  - LIVE INN ROSA（Live House）
- VIEW PLAZA池袋站（池袋站內，與綠色窗口一體化）
- MARUI CITY池袋
- Quraz（日语：キュラーズ）北池袋店
- BIC CAMERA池袋西口店
- 大都會飯店（日语：ホテルメトロポリタン）
- Acecook（日语：エースコック）東京支店
- 西池袋郵便局
- 瑞穗銀行池袋西口支店
- 三菱東京UFJ銀行
  - 池袋西口支店（劇場通）
- 三井住友銀行池袋支店（西口五叉路正面）
- 大光銀行（日语：大光銀行）東京支店
- 東京都道441號池袋谷原線（日语：東京都道441号池袋谷原線）（要町通）
- 池袋西口公園
- 西池袋公園
- 驚嚇陸橋（日语：びっくりガード） - 與北側池袋大橋（日语：池袋大橋）一同連結車站東西兩側。
- 東京藝術劇場
- 學校法人立教學院（日语：学校法人立教学院）
  - 立教大學
  - 立教小學校（日语：立教小学校）
  - 立教池袋中學校、高等學校（日语：立教池袋中学校・高等学校）
  - 立教學院內郵便局
- 警視廳池袋警察署（日语：池袋警察署）
- 東京消防廳第五消防方面本部（日语：東京消防庁第五消防方面本部）
  - 池袋消防署
  - 池袋防災館
- 東京都水道局（日语：東京都水道局）豐島營業所
- 東京都主稅局（日语：東京都主税局）豐島都稅事務所
- 豐島區立勤勞福祉會館
  - 豐島區立鄉土資料館
  - 豐島區區民廣場西池袋
  - 豐島區男女平等推進中心
- 池袋演藝場（日语：池袋演芸場）
- 自由學園（日语：学校法人自由学園）明日館、講堂（法蘭克·洛伊·萊特、遠藤新設計的國家重要文化財）
- 江戶川亂步居宅
- 水道端美術學院（日语：すいどーばた美術学院）

### 池袋、池袋本町
- ABAB赤札堂（日语：アブアブ赤札堂）池袋店
- 東京法務局（日语：東京法務局）豐島出張所
- 豐島學院高等學校（日语：豊島学院高等学校）
- 昭和鐵道高等學校（日语：昭和鉄道高等学校）
- 東京交通短期大學

### 南口、大都會口
西武南口位於1號月台南端，JR大都會口位於月台南端連絡橋上，皆有開放時間限制。由於轉乘不便，多為地方居民與南池袋通勤、通學客。
- JR大都會口（營業時間7:00～21:00）
- 西武南口（營業時間7:00～22:30。西武線遺失物中心）
- 淳久堂書店池袋本店
- adidas展示中心池袋店
- BEAMS STREET
- 大都會廣場大廈 - 大都會口直通。
  - LUMINE池袋店（東武百貨店旁） - 大都會口、南剪票口直通。
    - LUMINE池袋內郵便局
    - 花旗銀行池袋支店
    - CINE LIBRE（日语：シネリーブル）池袋（電影院）
- 南池袋郵便局
- 日本年金機構（日语：日本年金機構）池袋年金事務所
- 東京福祉大學（池袋校區8、9號館）
- 農民運動全國聯合會
- 全国FC加盟店協會（日语：全国FC加盟店協会）

### 北口
北口聚集將近200間中系商店，已形成一座迷你中華街。另外由於鄰接西口繁華街，本區有許多餐飲店。北口出入口可前往地下街與鐵道各線剪票口。
- 知音本店（大手中華物販店）
- 池袋陽光城（中華食材店、網咖等）
- 東橫INN池袋北口1、池袋北口2
- 池袋郵便局
- 池袋大橋（自動車專用高架橋）
  - 池袋人道Park Bridge（歩行者專用高架橋）
- 雜司谷隧道（日语：雑司が谷隧道） - 通稱「WE ROAD」或「ウイ・ロード」，連接東西池袋的連絡通道。
- 豐島清掃工場（日语：豊島清掃工場）
- 健康廣場豐島
  - 豐島區池袋運動中心
  - 豐島健康診査終新
  - 豐島區上池袋社區中心
- 長汐醫院

### 景點
- 貓頭鷹像 - 東口北通路的貓頭鷹像石像。2006年旁邊加上3隻小貓頭鷹石像。

## 巴士路線

### 路線巴士

#### 東口巴士乘車處
「池袋站東口」巴士站分散於Green大通與明治通的站前圓環與「東池袋交叉點」之間。因此有「池袋站東口」巴士站出發後再停靠「池袋站東口（10號乘車處）」巴士站的班次。
西武百貨店前、池袋站東口

西武巴士（乘車處1）、都營巴士（乘車處1～7、10～13）、國際興業巴士（乘車處8、9）
乘車處1（西武）
- 宿20：往新宿站西口 ※班次少
- 深夜急行巴士：經清瀨站入口往小手指站北口

乘車處1（都營）
- 宿20：下車專用
- 池65：下車專用

乘車處2
- 池65：往江古田二丁目
- 池65：往練馬車庫（櫻台） ※班次少

乘車處4
- 池86：往新宿伊勢丹前、澀谷站東口
- 池86：往早稻田 ※班次少

乘車處5
- 都02乙：經春日站往東京巨蛋城
- 都02乙：經春日站往一橋 ※僅早晨
- 草63-2：往東池袋一丁目

乘車處6
- 王40甲：經王子站、豐島五丁目團地往西新井站
- 王40甲：經王子站往北車庫 ※班次少
- 王55：經王子站、Heart Island（ハートアイランド）往新田一丁目
- 深夜02：經王子站往豐島五丁目團地（深夜巴士）

乘車處7
- 草64：經王子站、尾久站往淺草雷門南

乘車處8
- 光02：往光丘站
- 池55：往小茂根五丁目

乘車處9
- 赤51：往赤羽站西口
- 赤97：往赤羽車庫

乘車處10
- 6、7號乘車處發車的全部路線

乘車處11
- 現在未使用

乘車處12
- 草63、草63-2：往拔刺地藏前
- 上60：經大塚站、根津站往上野公園 ※班次少

乘車處13
- 草63：經巢鴨站、西日暮里站往淺草壽町

#### 西口巴士乘車處
東京藝術劇場、池袋西口公園附設的巴士總站。
國際興業巴士（乘車處1～8）、關東巴士（乘車處3）、東武巴士西（乘車處7、僅深夜急行巴士）
乘車處1
- 池02：熊野町循環
- 池04：中丸町循環
- 池82：熊野町循環 → 往池袋車庫
- 池84：中丸町循環 → 往池袋車庫

乘車處2
- 池03：要町循環
- 池83：要町循環 → 往池袋車庫
- 午夜箭號（ミッドナイトアロー）朝霞台、新座：往新座站南口

乘車處3
- 池11（關東、國際）：往中野站北口
- 午夜箭號成增、朝霞台：往朝霞台站

乘車處4
- 池05：往日大醫院
- 午夜箭號浦和、大宮：往大宮站東口

乘車處5
- 池01：往日大醫院（直行）
- 池20：往高島平操車場
- 午夜箭號南浦和、東浦和：往東浦和站

乘車處6
- 池21：往高島平站
- 午夜箭號高島平、中浦和：往中浦和站

乘車處7
- 池07：往江古田二又
- 池07：往陽光城南
- 專車：往東京椿山莊大酒店
- 午夜箭號川越：往本川越站

乘車處8
- 池80：經要町站往池袋車庫
- 午夜箭號光丘、和光市：往和光市站南口

### 長距離、高速巴士

#### 東口乘車處
西武巴士相關路線在Green大通東口五叉路附近（GU池袋東口店前）的「西武高速巴士乘車處」發車、下車處在西武百貨店前。國際興業相關路線在山田電機（舊三越）附近發車。括號內為共同營業者。
- 西武巴士
  - 東京 - 長岡、新潟線：往長岡、新潟、佐渡汽船總站（新潟交通、越後交通）
  - 東京 - 上越線：往直江津（越後交通、頸城自動車（日语：頸城自動車））
  - 東京 - 富山、高岡、冰見線：往富山、高岡、冰見（富山地方鐵道、加越能巴士）
  - 金沢EXPRESS號：往金澤（西日本JR巴士）
  - 東京 - 長野線：往長野（長電巴士（日语：長電バス））
- 西武觀光巴士（日语：西武観光バス）
  - 大宮、東京 - 河口湖線：往富士急高原樂園、河口湖站、富士山站（富士急行觀光（日语：富士急行観光））
  - 大宮、東京 - 鳥羽線：往伊勢、鳥羽（三重交通、三交伊勢志摩交通（日语：三交伊勢志摩交通））
  - 大宮、東京 - 南紀勝浦線：往熊野、新宮、南紀勝浦（三重交通）
  - WHITE BEACH SHUTTLE（ホワイトビーチシャトル）（南紀白濱線）：往海南、南部、田邊、南紀白濱（明光巴士（日语：明光バス））
  - 琵琶湖DREAM號（びわこドリーム号）：往米原、彥根、大津、京都（西日本JR巴士）
  - 苗場WHITE SNOW SHUTTLE（苗場ホワイトスノーシャトル）：往苗場王子大飯店（日语：苗場プリンスホテル）（伊豆箱根巴士（日语：伊豆箱根バス）） ※期間限定
  - PrinceExpress 箱根蘆之湖：往箱根湯本站、元箱根、箱根蘆之湖皇家王子大飯店（日语：箱根園）
  - 千曲線：往輕井澤、小諸／上田、別所溫泉（日语：別所温泉）／輕井澤、佐久、臼田（千曲巴士（日语：千曲バス））
- 京王巴士東、阪急觀光巴士（日语：阪急観光バス）（西武高速巴士乘車處）
  - 池袋、澀谷、新宿 - 大阪線：往大阪梅田（日语：阪急三番街高速バスターミナル）、USJ
- 小湊鐵道（西武高速巴士乘車處）
  - 往三井OUTLET PARK 木更津（日语：三井アウトレットパーク_木更津）
- 國際興業巴士（山田電機LABI前9號乘車處）
  - 天狼星號（シリウス号）：往八戶、十和田市、七戶十和田站（十和田觀光電鐵）
  - DREAM盛岡號：往盛岡（岩手縣交通（日语：岩手県交通）、JR巴士東北）
- 日本中央巴士（日语：日本中央バス）（西武百貨店前高速巴士乘車處）
  - 往藤岡、高崎、前橋

JR巴士系統栃木、東北路線的高速巴士僅上行班次（往新宿）在本站東口下車，停靠地點在明治通BIC CAMERA本店電腦館附近。
- MARRONNIER新宿號（JR巴士關東）
- 那須、鹽原號（JR巴士關東、東野交通（日语：東野交通））
- 夢街道会津號（JR巴士關東、會津乘合自動車（日语：会津乗合自動車））
- 阿武隈號（JR巴士關東、JR巴士東北、福島交通）
- 仙台、新宿號/DREAM政宗號（JR巴士東北）
- DREAM櫻桃號（JR巴士東北）

#### 西口乘車處
國際興業相關路線在東京藝術劇場前（7號乘車處）發車。
- 國際興業巴士
  - 夕陽號：往鶴岡、酒田（庄內交通）
  - 遠野、釜石號：往遠野、釜石、大槌、山田（岩手縣交通（日语：岩手県交通））
  - 武藏浦和、池袋～東京迪士尼度假區線：東京迪士尼度假區（京成巴士）
  - JUPITER（ジュピター）號：往能代（秋北巴士（日语：秋北バス）、國際興業僅負責旺季的加班車）
- 岩手縣交通（日语：岩手県交通）
  - 氣仙LINER（けせんライナー）：往一關、氣仙沼、大船渡、釜石
  - IHATOV（イーハトーブ）號：往平泉、水澤、北上、花卷、紫波中央
- 關東巴士
  - Dream Sleeper 東京大阪號：往大阪難波OCAT、門真車庫（兩備巴士（日语：兩備バス））

東京空港交通、國際興業巴士的機場接駁巴士在要町通的91號乘車處發車。
- 東京空港交通、國際興業巴士
  - 利木津巴士：往羽田機場
  - 利木津巴士：往成田機場 ※僅深夜

WILLER EXPRESS、平成ENTERPRISE等新高速共乘巴士、國際興業巴士的御殿場PREMIUM OUTLETS號在BIC CAMERA前（8號乘車處）發車。
- 國際興業巴士
  - 御殿場PREMIUM OUTLETS號：往御殿場PREMIUM OUTLETS（日语：御殿場プレミアム、アウトレット）
- WILLER EXPRESS
  - WILLER EXPRESS：往名古屋／往京都、大阪
- 平成ENTERPRISE
  - VIP LINER：往名古屋

## 相鄰車站
東日本旅客鐵道
 山手線
目白（JY 14）－池袋（JY 13）－大塚（JY 12）
 埼京線
■通勤快速、■快速、■各站停車
新宿（JA 11）－池袋（JA 12）－板橋（JA 13）
 湘南新宿線
- 特急「日光」「Spacia日光」「鬼怒川」「Spacia鬼怒川」「赤城」停車站

■特別快速、■快速、■普通
新宿（JS 20）－池袋（JS 21）－赤羽（JS 22）
東武鐵道
 東上本線
■TJ Liner
池袋（TJ 01） －富士見野（TJ 18）
■快速急行
池袋（TJ 01）－和光市（TJ 11）
■快速、■急行、■準急
池袋（TJ 01）－成增（TJ 10）
□普通
池袋（TJ 01）－北池袋（TJ 02）
西武鐵道
 池袋線（包含直通豐島線）
- ■特急「秩父」「武藏」「巨蛋」始發站

■快速急行、■急行、■通勤急行（通勤急行為上行到站列車）
池袋（SI01）－石神井公園（SI10）
■快速、■通勤準急、■準急（通勤準急為上行到站列車）
池袋（SI01）－練馬（SI06）
■各站停車
池袋（SI01）－椎名町（SI02）
東京地下鐵
 丸之內線
新大塚（M 24）－池袋（M 25）
 有樂町線（各站停車）
要町（Y 08）－池袋（Y 09）－東池袋（Y 10）
 副都心線
- □S-TRAIN停靠站（只限下車）

■急行、■通勤急行
小竹向原（F 06）－池袋（F 09）－新宿三丁目（F 13）
■各站停車
要町（F 08）－池袋（F 09）－雜司谷（F 10）

### 來源
1. ↑  . 豊島区. 2008-09-22  [2014-09-09]. （原始内容存档于2014-05-18）.
2. ↑  池袋駅から「北口」と「南口」が消えていた　「西口（北・南）」に名称変更 （页面存档备份，存于）Jタウンネット、2019年4月4日。なお、東武鉄道以外の駅では「北口」「南口」を用いていなかった（「西武南口」を除く）。
3. ↑  2014年度　鉄道事業設備投資計画 的存檔，存档日期2014-06-06. - 西武鉄道ニュースリリース 2014年5月19日（2014年6月5日閲覧）
4. ↑  『女性駅職員の深夜勤務』を5月3日から実施します。（インターネットアーカイブ）地下鉄ニュース 1999年4月30日
5. ↑  有楽町線の発車メロディを制作しました 的存檔，存档日期2014-07-24. - 株式会社スイッチ、2011年4月6日。
6. ↑  . JR東日本.   [2011-07-04]. （原始内容存档于2016-11-01）.
7. ↑  . 東武鉄道ポータルサイト.   [2016-03-09]. （原始内容存档于2019-03-10）.
8. ↑  鉄道ファン（交友社）2015年10月号・109ページ掲載の写真からも確認出来る。
9. ↑   (PDF), , 2015-06-05  [2017-07-07], （原始内容 (PDF)存档于2017-07-07）
10. ↑  平日傍晚的急行往飯能班次長年在7號月台發車。2008年至2012年6月於3號、5號月台發車，2012年6月改點後18時急行往飯能班次再於7號月台發車。同時日間優等列車在3、5號月台交互發車。
11. ↑  . 東京メトロ.   [2016-03-07]. （原始内容存档于2016-03-04）.
12. 1 2  . 西武鉄道.   [2016-01-23]. （原始内容存档于2001-02-11）.
13. 1 2  . 西武鉄道.   [2016-01-23]. （原始内容存档于2002-02-18）.
14. 1 2   (PDF). 西武鉄道: 2.   [2016-01-23]. （原始内容 (PDF)存档于2004-06-12）.

### 報道發表資料
1. ↑   (PDF) (新闻稿). 東武鉄道. 2018-03-01  [2020-05-02]. （原始内容 (PDF)存档于2018-03-04） （日语）.
2. ↑   (PDF) (新闻稿). 東武鉄道. 2019-01-11  [2020-05-02]. （原始内容 (PDF)存档于2019-04-23） （日语）.
3. ↑   (PDF) (新闻稿). 東武鉄道. 2019-11-19  [2020-05-02]. （原始内容 (PDF)存档于2020-05-02） （日语）.

### 利用狀況
JR、私鐵、地下鐵1日平均使用人數
1. ↑  .   [2011-07-04]. （原始内容存档于2016-11-01）.
2. ↑  駅情報（乗降人員） （页面存档备份，存于） - 東武鉄道
3. ↑  駅別乗降人員（2017年度1日平均）PDF - 西武鉄道
4. ↑  各駅の乗降人員ランキング （页面存档备份，存于） - 東京メトロ

JR東日本1999年度以後的上車人次
1. ↑  .   [2016-08-07]. （原始内容存档于2017-06-27）.
2. ↑  JR東日本 各駅の乗車人員（2000年度） 的存檔，存档日期2014-10-09.
3. ↑  .   [2016-08-07]. （原始内容存档于2016-08-16）.
4. ↑  .   [2016-08-07]. （原始内容存档于2016-10-16）.
5. ↑  .   [2016-08-07]. （原始内容存档于2017-09-10）.
6. ↑  .   [2016-08-07]. （原始内容存档于2017-06-27）.
7. ↑  JR東日本 各駅の乗車人員（2005年度） 的存檔，存档日期2014-10-09.
8. ↑  .   [2016-08-07]. （原始内容存档于2017-06-27）.
9. ↑  .   [2016-08-07]. （原始内容存档于2016-10-16）.
10. ↑  .   [2016-08-07]. （原始内容存档于2017-06-27）.
11. ↑  .   [2016-08-07]. （原始内容存档于2017-06-08）.
12. ↑  JR東日本 各駅の乗車人員（2010年度） 的存檔，存档日期2014-10-06.
13. ↑  JR東日本 各駅の乗車人員（2011年度） 的存檔，存档日期2014-10-08.
14. ↑  JR東日本 各駅の乗車人員（2012年度） 的存檔，存档日期2014-10-07.
15. ↑  .   [2016-08-07]. （原始内容存档于2017-06-08）.
16. ↑  .   [2016-08-07]. （原始内容存档于2017-06-08）.
17. ↑  .   [2017-07-20]. （原始内容存档于2017-08-08）.
18. ↑  各駅の乗車人員（2016年度） （页面存档备份，存于） - JR東日本
19. ↑  各駅の乗車人員（2017年度） （页面存档备份，存于） - JR東日本
20. ↑  各駅の乗車人員（2018年度） （页面存档备份，存于） - JR東日本
21. ↑  各駅の乗車人員（2019年度） （页面存档备份，存于） - JR東日本

JR、私鐵、地下鐵上下車人次
1. 1 2  レポート （页面存档备份，存于） - 関東交通広告協議会
2. ↑  としまの統計 （页面存档备份，存于） - 豊島区
3. 1 2  練馬区統計書 （页面存档备份，存于） - 練馬区

東京府統計書
1. ↑  .   [2019-01-06]. （原始内容存档于2019-07-01）.
2. ↑  .   [2019-01-06]. （原始内容存档于2019-02-21）.
3. ↑  .   [2019-01-06]. （原始内容存档于2019-02-21）.
4. ↑  .   [2019-01-06]. （原始内容存档于2019-02-21）.
5. ↑  .   [2019-01-06]. （原始内容存档于2019-02-21）.
6. ↑  .   [2019-01-06]. （原始内容存档于2019-02-21）.
7. ↑  .   [2019-01-06]. （原始内容存档于2019-02-21）.
8. ↑  .   [2019-01-06]. （原始内容存档于2019-02-21）.
9. ↑  .   [2019-01-06]. （原始内容存档于2021-12-15）.
10. ↑  .   [2019-01-06]. （原始内容存档于2019-02-21）.
11. ↑  .   [2019-01-06]. （原始内容存档于2019-02-21）.
12. ↑  .   [2019-01-06]. （原始内容存档于2021-12-15）.
13. ↑  .   [2019-01-06]. （原始内容存档于2021-12-16）.
14. ↑  .   [2019-01-06]. （原始内容存档于2021-12-16）.
15. ↑  .   [2019-01-06]. （原始内容存档于2019-02-21）.
16. ↑  .   [2019-01-06]. （原始内容存档于2019-02-21）.
17. ↑  .   [2019-01-06]. （原始内容存档于2019-02-21）.
18. ↑  .   [2019-01-06]. （原始内容存档于2019-02-21）.
19. ↑  .   [2019-01-06]. （原始内容存档于2019-02-21）.
20. ↑  .   [2019-01-06]. （原始内容存档于2019-02-20）.
21. ↑  .   [2019-01-06]. （原始内容存档于2019-02-20）.
22. ↑  .   [2019-01-06]. （原始内容存档于2019-02-20）.
23. ↑  .   [2019-01-06]. （原始内容存档于2019-02-20）.
24. ↑  .   [2019-01-06]. （原始内容存档于2019-02-20）.
25. ↑  .   [2019-01-06]. （原始内容存档于2019-02-20）.
26. ↑  .   [2019-01-06]. （原始内容存档于2019-02-19）.
27. ↑  .   [2019-01-06]. （原始内容存档于2019-02-19）.
28. ↑  .   [2019-01-06]. （原始内容存档于2019-02-19）.

東京都統計年鑑
1. ↑  昭和28年PDF - 13ページ
2. ↑  昭和29年PDF - 10ページ
3. ↑  昭和30年PDF - 10ページ
4. ↑  昭和31年PDF
5. ↑  昭和32年PDF
6. ↑  昭和33年PDF
7. ↑  .   [2016-08-07]. （原始内容存档于2016-03-05）.
8. ↑  .   [2016-08-07]. （原始内容存档于2016-03-05）.
9. ↑  .   [2016-08-07]. （原始内容存档于2015-06-29）.
10. ↑  .   [2016-08-07]. （原始内容存档于2015-06-29）.
11. ↑  .   [2016-08-07]. （原始内容存档于2015-06-29）.
12. ↑  .   [2016-08-07]. （原始内容存档于2015-06-29）.
13. ↑  .   [2016-08-07]. （原始内容存档于2016-03-05）.
14. ↑  .   [2016-08-07]. （原始内容存档于2016-03-05）.
15. ↑  .   [2016-08-07]. （原始内容存档于2016-03-05）.
16. ↑  .   [2016-08-07]. （原始内容存档于2016-03-05）.
17. ↑  .   [2016-08-07]. （原始内容存档于2016-03-05）.
18. ↑  .   [2016-08-07]. （原始内容存档于2016-03-05）.
19. ↑  .   [2016-08-07]. （原始内容存档于2015-06-29）.
20. ↑  .   [2016-08-07]. （原始内容存档于2015-06-29）.
21. ↑  .   [2016-08-07]. （原始内容存档于2015-06-29）.
22. ↑  .   [2016-08-07]. （原始内容存档于2016-03-05）.
23. ↑  .   [2016-08-07]. （原始内容存档于2016-06-02）.
24. ↑  .   [2016-08-07]. （原始内容存档于2015-06-29）.
25. ↑  .   [2016-08-07]. （原始内容存档于2016-03-05）.
26. ↑  .   [2016-08-07]. （原始内容存档于2015-06-29）.
27. ↑  .   [2016-08-07]. （原始内容存档于2016-03-05）.
28. ↑  .   [2016-08-07]. （原始内容存档于2016-03-05）.
29. ↑  .   [2016-08-07]. （原始内容存档于2016-03-05）.
30. ↑  .   [2016-08-07]. （原始内容存档于2015-06-29）.
31. ↑  .   [2016-08-07]. （原始内容存档于2015-06-29）.
32. ↑  .   [2016-08-07]. （原始内容存档于2015-06-29）.
33. ↑  .   [2016-08-07]. （原始内容存档于2016-03-05）.
34. ↑  .   [2016-08-07]. （原始内容存档于2016-03-05）.
35. ↑  .   [2016-08-07]. （原始内容存档于2015-06-29）.
36. ↑  .   [2016-08-07]. （原始内容存档于2016-03-05）.
37. ↑  .   [2016-08-07]. （原始内容存档于2016-03-05）.
38. ↑  .   [2016-08-07]. （原始内容存档于2016-03-05）.
39. ↑  .   [2016-08-07]. （原始内容存档于2016-03-05）.
40. ↑  .   [2016-08-07]. （原始内容存档于2013-08-15）.
41. ↑  .   [2016-08-07]. （原始内容存档于2013-02-03）.
42. ↑  .   [2016-08-07]. （原始内容存档于2013-02-03）.
43. ↑  .   [2016-08-07]. （原始内容存档于2013-02-03）.
44. ↑  .   [2016-08-07]. （原始内容存档于2013-02-03）.
45. ↑  .   [2016-08-07]. （原始内容存档于2016-03-04）.
46. ↑  平成10年PDF
47. ↑  平成11年PDF
48. ↑  .   [2016-08-07]. （原始内容存档于2016-03-04）.
49. ↑  .   [2016-08-07]. （原始内容存档于2016-03-04）.
50. ↑  .   [2016-08-07]. （原始内容存档于2017-07-29）.
51. ↑  .   [2016-08-07]. （原始内容存档于2017-07-29）.
52. ↑  .   [2016-08-07]. （原始内容存档于2017-07-29）.
53. ↑  .   [2016-08-07]. （原始内容存档于2017-07-29）.
54. ↑  .   [2016-08-07]. （原始内容存档于2017-07-29）.
55. ↑  .   [2016-08-07]. （原始内容存档于2017-07-29）.
56. ↑  .   [2016-08-07]. （原始内容存档于2017-07-29）.
57. ↑  .   [2016-08-07]. （原始内容存档于2016-03-26）.
58. ↑  .   [2016-08-07]. （原始内容存档于2016-03-27）.
59. ↑  .   [2016-08-07]. （原始内容存档于2016-03-25）.
60. ↑  .   [2016-08-07]. （原始内容存档于2016-03-27）.
61. ↑  .   [2016-08-07]. （原始内容存档于2016-03-22）.
62. ↑  .   [2016-08-07]. （原始内容存档于2017-07-30）.
63. ↑  .   [2017-07-20]. （原始内容存档于2018-11-09）.
64. ↑  .   [2018-10-21]. （原始内容存档于2019-05-02）.
65. ↑  .   [2020-07-27]. （原始内容存档于2019-12-03）.
66. ↑  .   [2020-07-27]. （原始内容存档于2020-08-04）.

## 外部連結
- 車站資訊（池袋）：東日本旅客鐵道
- 池袋站（車站資訊） - 東武鐵道
- 池袋 - 西武鐵道
- 池袋/M25/Y09/F09 | 路線・車站資訊 | 東京地下鐵